# Lê Thánh Tông
Lê Thánh Tông (chữ Hán: 黎聖宗 25 tháng 8 năm 1442 – 3 tháng 3 năm 1497), huý Lê Tư Thành (黎思誠), là vị Hoàng đế thứ tư trên danh nghĩa và thứ năm trên thực tế của vương triều Lê Sơ trong lịch sử Việt Nam (Lê Nghi Dân tạo phản cướp ngôi nên các sử gia thời đó không công nhận là hoàng đế chính thống), trị vì từ năm 1460 đến khi băng hà vào năm 1497, là vị vua tại vị lâu nhất thời Lê Sơ và lâu thứ hai thời Hậu Lê sau Lê Hiển Tông với 46 năm (1740 - 1786). Thời kỳ của ông đã đánh dấu sự hưng thịnh của triều Hậu Lê nói riêng và chế độ quân chủ Việt Nam nói chung với tên gọi Hồng Đức thịnh trị (洪德盛治).
Trong 37 năm trị quốc, Lê Thánh Tông đã ban bố nhiều chính sách nhằm hoàn thiện bộ máy quan chế, hành chính, kinh tế, giáo dục – khoa cử, luật pháp và áp dụng Tân Nho giáo vào việc trị an, khiến Đại Việt trở thành một quốc gia ổn định và văn minh. Ông là người đã ban hành Bộ Luật Hồng Đức. Ông xây dựng một hệ thống quan liêu đồ sộ từ trung ương tới địa phương, chia đất nước làm 13 thừa tuyên, nghiên cứu hình thế núi sông và tạo ra bản đồ Hồng Đức. Ông rất chú trọng tới việc tiến cử, cất nhắc quan lại tài năng, liêm khiết và nghiêm khắc bài trừ tham nhũng, biếng nhác, phóng đãng và vô đạo đức trong giới quan chức. Tuy nhiên, ông không thể diệt trừ triệt để vì bản chất cồng kềnh và lương ít của bộ máy quan liêu do ông lập ra.
Lê Thánh Tông cũng rất chú trọng phát triển giáo dục và văn hóa, qua việc mở rộng quy chế các khoa thi. Ông đặt lệ 3 năm mở 1 khoa thi lớn, cho dựng văn bia ghi tên những người thi đỗ ở Văn Miếu. Thời ông mở 12 kỳ thi lớn, lấy đỗ hơn 500 người và được sĩ phu Phan Huy Chú thời Nguyễn nhận xét: "Khoa cử các đời, thịnh nhất là đời Hồng Đức". Bản thân nhà vua cũng là người ưa chuộng học vấn, thích ngâm thơ, nghiên cứu và luận bàn kinh sử Nho gia. Ước tính ông có hàng ngàn sáng tác bằng chữ Hán và chữ Nôm, trong đó thơ chữ Hán ngày nay còn hơn 350 bài.
Với kinh tế, Lê Thánh Tông hết mực chăm lo nông nghiệp và khuyến khích dân mở chợ để đẩy mạnh trao đổi hàng hóa trong nước. Tuy nhiên, về ngoại thương, ông thực hiện chính sách ức chế gắt gao gây kìm hãm sự phát triển kinh tế của Đại Việt. Nhà vua còn chú trọng cải tổ, huấn luyện quân đội, trực tiếp chỉ huy các cuộc bành trướng về phía Nam và Tây, cụ thể là xâm chiếm Chiêm Thành năm 1471, Lão Qua và Bồn Man năm 1479. Các cuộc chinh phạt đều thắng lợi, sáp nhập một lãnh thổ rộng lớn từ Quảng Nam đến Bình Định - cột mốc lớn trong quá trình Nam tiến của người Việt. Lê Thánh Tông giữ vững vùng đất mới chiếm bất chấp áp lực từ nhà Minh đòi ông trả đất cho Chiêm Thành. Ông cũng cứng rắn ngăn chặn các cuộc lấn chiếm biên giới của thổ quan và người dân tộc thiểu số miền núi bên nhà Minh.
Các thành tựu về nội trị và đối ngoại quân sự của Lê Thánh Tông đưa Đại Việt trở thành một cường quốc tại Đông Nam Á. Đại Việt sử ký toàn thư có lời bình của sử quan Nho thần đời sau về ông: "Vua lập chế độ văn vật khả quan, mở mang đất đai, thực là anh hùng tài lược, Vũ Đế nhà Hán, Thái Tông nhà Đường cũng không hơn được". Tuy nhiên, người đương thời và các sử gia đời Lê - Nguyễn phê phán ông xây nhiều công trình, cung điện vượt quá quy mô xưa, quá trọng văn chương phù phiếm, đối xử tệ bạc với anh em, bắt chước lối tổ chức nhà nước của nhà Minh, và "nhiều phi tần quá, nên mắc bệnh nặng" dẫn đến cái chết ở tuổi 55.

## Thân thế và niên thiếu
Lê Thánh Tông có tên húy là Lê Tư Thành, là con trai út của Lê Thái Tông, mẹ là Ngô Thị Ngọc Dao, người làng Động Bàng, huyện Yên Định, phủ Thanh Hóa. Đại Việt sử ký toàn thư miêu tả ông: "Thiên tư tuyệt đẹp, thần sắc khác thường, vẻ người tuấn tú, nhân hậu, rạng rỡ, nghiêm trang, thực là bậc thông minh xứng đáng làm vua, bậc trí dũng đủ để giữ nước".
Ngày 27/7 âm lịch năm Nhâm Tuất (1442), Lê Thái Tông băng hà. Thái tử Lê Bang Cơ, con của Thần phi Nguyễn Thị Anh, anh trai khác mẹ mới 1 tuổi của Tư Thành lên ngôi thuận theo di chiếu, tức Lê Nhân Tông, Thái hậu Nguyễn Thị Anh nhiếp chính. Năm 1445, Tư Thành được phong tước Bình Nguyên vương, vào ở kinh sư, học cùng các vương khác tại Kinh diên. Các quan Kinh diên thấy Tư Thành dáng điệu đường hoàng, trí tuệ hơn người, cho là bậc khác thường. Ông sống kín đáo, không lộ vẻ anh minh ra ngoài, vui với sách vở thánh hiền, ưa điều thiện, thích người hiền, chăm chỉ không biết mệt mỏi, nên được Thái hậu yêu mến như con đẻ, và được Nhân Tông coi như người em hiếm có.

## Lên ngôi Hoàng đế
Ngày 3/10 âm lịch năm Kỷ Mão (1459), Lạng Sơn vương Lê Nghi Dân, con trai cả của Lê Thái Tông tạo phản, ám sát Nhân Tông và Thái hậu rồi tự lập làm Hoàng đế, đặt niên hiệu Thiên Hưng. Lê Tư Thành được cải tước hiệu thành Gia vương. Nghi Dân sau khi lên ngôi thì tin dùng nịnh thần, sát hại bề tôi cũ và thay đổi pháp chế nên không được lòng mọi người. Các trọng thần gồm Lê Ngang, Lê Ê, Lê Thụ, Đỗ Bí muốn binh biến nhưng bị bại lộ, tất cả đều bị giết.

Năm 1460, các huân hựu đại thần Nguyễn Xí, Đinh Liệt, Lê Lăng, Lê Niệm, Lê Yên, Lê Giải, Lê Nhân Thuận, Lê Nhân Khoái, Lê Vĩnh Trường, Trịnh Đạc, Trịnh Văn Sái, Nguyễn Đức Trung, Nguyễn Yên...cùng bàn nhau làm binh biến. Ngày 6/6/1460 âm lịch, Nguyễn Xí, Đinh Liệt đến Nghị sự đường tại cửa Sùng Vũ, sai đóng các cửa, đem cấm binh dẹp nội loạn, cùng các đại thần kéo vào bức tử Lê Nghi Dân, rồi bàn nhau rằng:
| “                                 | Ngôi trời khó khăn, thần khí rất trọng, nếu không phải là bậc đại đức, thì sao có thể kham nổi. Nay Gia vương thiên tư sáng suốt, hùng tài đại lược, hơn hẳn mọi người, các vương không ai so được, lòng người đều theo, đã biết ý trời đã quyết. | ” |
| — Đại Việt sử ký toàn thư, bản kỷ | |   |

Ngày 18 tháng 6 âm lịch năm Canh Thìn (1460), Lê Tư Thành lên ngôi Hoàng đế tại điện Tường Quang, cải niên hiệu Quang Thuận, xưng hiệu Thiên Nam Động chủ, Đạo Am chủ nhân, Tao Đàn nguyên súy, dùng tên Lê Hạo trong văn bản ngoại giao với nhà Minh. Vừa lên ngôi, ông đại xá thiên hạ, xử tử tướng cai quản cấm binh Lê Đắc Ninh vì tiếp tay cho Nghi Dân tạo phản, truy phong Nội quan Đào Biểu (tử tiết cùng Nhân Tông trong đêm đảo chính) tước một tư và ban 5 mẫu ruộng công để cúng tế. Sau đó ông phát tang cho Lê Nhân Tông, rước bài vị vào Thái miếu, thụy hiệu là Tuyên Hoàng đế, Thái hậu Nguyễn Thị Anh được đặt thụy Tuyên Từ Hoàng thái hậu. Theo Đại Việt Sử ký Toàn thư, trước đó trời đã lâu không mưa, nhưng ngay sau khi rước bài vị Nhân Tông vào Thái miếu, đêm hôm sau liền có mưa lớn.
Tháng 7 âm lịch năm Canh Thìn (1460), Lê Thánh Tông muốn đảm bảo an ninh nội cung, đề phòng tái diễn vụ ám sát Nhân Tông, ban lệnh cho quan lại Nội mật viện cùng các cung nhân: "Từ nay về sau, nếu thấy chiếu chỉ và các việc cung thì không được lén lút tiết lộ cho người ngoài và con thân thích".
Ngày 1/10 âm lịch, Thánh Tông ban tước cho các đại thần tham gia lật đổ Lê Nghi Dân: Nguyễn Xí tước Quỳ quận công, Đinh Liệt tước Lân quận công, Lê Niệm tước Thái phó, Lê Thọ Vực tước Tả Đô đốc tham nghị triều chính chưởng Điện tiền ty; Nguyễn Lỗi tước Đại Đô đốc Chưởng Hình bộ, Lê Khang tước Văn Chấn hầu. Ngày 11/10 ban ruộng đất: Nguyễn Xí và Đinh Liệt nhận 350 mẫu, Lê Lăng nhận 300 mẫu, Lê Niệm nhận 200 mẫu, Lê Nhân Thuận nhận 150 mẫu, Nguyễn Sư Hồi, Lê Nhân Khoái, Lê Thọ Vực và Nguyễn Kế Sài nhận 130 mẫu. Đại Việt Sử ký Toàn thư có lời bàn về những việc làm của Thánh Tông sau khi lên ngôi:
| “                         | Khi vua mới lên ngôi, dâng tôn hiệu cho Nhân Tông, đặt huy hiệu cho Tuyên Từ. Đào Biểu tử tiết thì nêu gương, Đắc Ninh theo nghịch thì giết bỏ. Chính sự phiền nhiễu đều bãi hết, hình pháp bạo ngược đều bỏ cả. Vì thế, mới sửa chữa luân thường cho mọi người, chỉnh đốn được giường mối. | ” |
| — Đại Việt Sử ký Toàn thư | |   |

Tuy nhiên, với những người đảo chính thất bại như Lê Ê, Lê Thụ, Đỗ Bí, Lê Ngang thì Thánh Tông không chấp thuận truy phong tiết liệt theo đề nghị của Nguyễn Xí, ngược lại còn coi họ như tội thần:
"Đã xem hết tờ tâu, thấy xin cho bọn Lê Ê, Lê Thụ, Đỗ Bí, Lê Ngang theo lệ công thần đã mất, nhưng khoảng năm Diên Ninh, Đỗ Bí, Lê Ê chức cao nhất hàng tể thần; Lê Ngang, Lê Thụ cầm cấm quân, đáng lẽ phải dẹp yên giặc loạn, chuyển nguy thành an, thế mà chỉ biết sắp gà vào nồi mà để cá kình lọt ra ngoài lưới. Đến sau mưu việc không kín, phải phơi thây bên đường. Đó lại thêm một tội khác, sao được để cùng với những công thần đã mất?"
Trước đây, triều đình phải chứng kiến xung đột giữa công thần Lam Sơn với nhau, cũng như giữa công thần Lam Sơn với tầng lớp quan lại Nho học mới. Khi Thánh Tông lên ngôi, phe tướng lĩnh Lam Sơn đã suy yếu. Dù vậy, Nguyễn Xí, công thần Lam Sơn và là người đưa Thánh Tông lên ngôi, vẫn có sức ảnh hưởng lớn trong triều đình đến khi mất. Thánh Tông cần trông cậy vào Nguyễn Xí để giữ ngai vị mới đạt được. Tháng 3/1462, con trai Nguyễn Xí là Nguyễn Sư Hồi làm một bài thơ nặc danh với ý định vu cáo các đại thần Lê Niệm, Nguyễn Lỗi, Trịnh Văn Sái và Lê Thọ Vực làm phản rồi vứt ra đường. Nhưng bài thơ chưa kịp lưu truyền thì bị bại lộ. Cả bốn đại thần đều xin trị tội Sư Hồi, nhưng Thánh Tông phải bênh vực cho ông ta, với lý do đây chỉ là hiềm khích cá nhân, và bài thơ cũng không có ý tạo phản hay phạm thượng. Tháng 8/1462, Thánh Tông xử tử Lê Lăng, thuộc phe đối lập Nguyễn Xí, vì từng có ý lập Lê Khắc Xương, anh trai thứ của Thánh Tông lên ngôi. Tuy nhiên, sau khi Nguyễn Xí qua đời, Thánh Tông thắt chặt kỷ cương quân đội và không có ưu ái ngoại lệ, khiến giới tướng lĩnh chịu vào khuôn phép hơn. Cùng lúc đó, tầng lớp văn quan được tuyển qua khoa cử ngày càng lớn mạnh, tạo nên chỗ dựa mới cho hoàng đế trong việc trị quốc. Để các sĩ phu vốn tự phụ vào chữ nghĩa của bản thân phải kính nể và phục tùng mình, Thánh Tông đã cho thấy sự am hiểu sâu sắc của mình với Nho học.
Lê Khắc Xương, anh trai duy nhất còn sống của Thánh Tông giữ tước Cung vương trong 14 năm đầu triều. Đến tháng 6 âm lịch năm Bính Thân (1476), ông ta bị khép vào tội âm mưu tạo phản và bị bắt giam. Ngày 6/8 âm lịch năm đó thì lâm bệnh mất. Trong bộ Đại Việt sử ký toàn thư, sử quan Đại Việt đời Lê Trung hưng phê phán Thánh Tông "tình nghĩa anh em thiếu hẳn lòng nhân ái".
Đời Lê Thánh Tông dùng hai niên hiệu, đầu tiên là Quang Thuận (1460–1469), sau đổi là Hồng Đức (1470–1497).

## Cai trị Đại Việt

### Quan chế–hành chính

Tượng gốm Chu Đậu thời Hồng Đức, lưu trữ tại Bảo tàng Nghệ thuật Cleveland.

Đầu thời Lê Sơ, quan chế triều đình theo thời Trần – Hồ, đứng đầu là Tả, Hữu Tướng quốc Bình chương quân quốc trọng sự, dưới là Lễ bộ, Lại bộ, Nội các, Trung thư, Hoàng môn, ba sở Môn hạ, Hành khiển ở năm đạo để quản lý quân dân ngoài kinh. Năm 1459, Lê Nghi Dân đặt thêm bốn bộ Binh, Hộ, Hình, Công cùng sáu khoa Trung thư, Hải, Đông, Tây, Nam, Bắc. Sau khi lên ngôi, Lê Thánh Tông ban hành những chính sách mới để hoàn thiện bộ máy quan chế – hành chính Đại Việt.
Tháng 10 âm lịch năm Nhâm Ngọ (1462), Thánh Tông cho các quan văn, võ từ 65 tuổi và các thư lại, giám sinh từ 60 tuổi được đệ đơn xin trí sĩ (nghỉ hưu) với Lại bộ. Ông còn bãi bỏ đặc cách cho phép cha con được thế tập chức tước với các gia đình có công từ thời Lê Thái Tổ. Tháng 12 âm lịch năm Giáp Thân (1464), vua ra chỉ dụ:
| “               | Xưa Thái Tổ dãi gió dầm mưa để bình định thiên hạ, các bề tôi có công giúp dân, cùng chịu gian lao khổ ải, tình nghĩa vẹn toàn. Vì thế, đặc ân ban quốc tính để tỏ lòng yêu quý khác thường. Nhưng con cháu các ngươi truyền nối lâu dài e rằng họ cũ của tổ tiên, trái với đạo dạy người ta hiếu thảo. Từ nay về sau, công thần được đặc ân ban quốc tính thì chỉ một đời người ấy thôi, còn con cháu đều theo họ cũ. | ” |
| — Lê Thánh Tông | |   |

Tháng 3 âm lịch năm Ất Dậu (1465), Thánh Tông bỏ sáu bộ, đặt sáu viện, do Thượng thư và Tả, Hữu Thị lang đứng đầu mỗi viện. Theo Lịch triều hiến chương loại chí, sáu viện này gồm Nghi lễ, Khâm hình, Ty bình, 3 viện còn lại không rõ tên. Các khoa Trung thư, Hải, Đông, Nam, Tây, Bắc lần lượt được tổ chức lại thành Lại, Hộ, Lễ, Binh, Hình, Công; Đô sự cấp trung đứng đầu mỗi khoa, có Cấp sự trung trợ thủ, có nhiệm vụ giám sát công việc của sáu viện tương ứng và báo cáo trực tiếp với hoàng đế. Vua cũng đổi cơ quan Hành khiển năm đạo thành các ty Tuyên chính, mỗi ty gồm các Tuyên chính sứ, Tham chính, Tham nghị và Chủ sự (theo thứ tự từ cao xuống thấp).
Tháng 4 âm lịch năm Bính Tuất (1466), Thánh Tông lại đổi sáu viện thành sáu bộ như trước năm 1465, do Thượng thư và Tả Hữu Thị lang cai quản mỗi bộ. Dưới các chức này, Thánh Tông đặt chức Lang trung, Viên ngoại lang, Tư vụ. Thánh Tông cũng lập ra sáu tự để phụ việc cho sáu bộ; sáu tự gồm Đại lý tự, Thái thường tự, Quang lộc tự, Thái bộc tự, Hồng lô tự, Thượng bảo tự. Mỗi tự do các quan Tự khanh, Thiếu khanh, Tự thừa phụ trách. Trong sáu tự, Đại lý tự bổ trợ cho Hình bộ, bốn tự Thượng bảo tự, Thái thường tự, Quang lộc tự, Hồng lô tự phụ việc Lễ bộ. Đối với Thái bộc tự, không rõ cơ quan này bổ trợ cho bộ nào, nhưng sử gia K. W. Taylor phỏng đoán rằng Thái bộc tự ít ra đã phải cộng tác với Binh bộ, Hộ bộ và Lễ bộ.
Tháng 6 âm lịch năm Bính Tuất (1466), Lê Thánh Tông ban quy chế về màu áo các quan văn võ: quan từ nhất phẩm đến tam phẩm phải mặc áo hồng; quan tứ phẩm và ngũ phẩm thì mặc áo màu lục; các viên chức còn lại đều mặc áo xanh.
Năm 1467, Lễ bộ Thượng thư Phạm Công Nghị tâu với Thánh Tông xin bỏ lệ ban họ vua cho công thần, bởi vì: "Cái sai của việc ban tên họ có quan hệ rất lớn. Vì người làm tôi mà cùng họ với vua thì bất kính, người làm con mà quên mất gốc thì bất hiếu. Làm sao có kẻ bất kính bất hiếu mà làm nên việc được? Nên sửa bỏ lệ ấy đi. Tất cả bề tôi đã được ban cho họ nhà vua đều cho đổi lại theo họ cũ của ông cha để cho tông phái nhà vua được phân minh, cội gốc các họ được rõ ràng". Thánh Tông y theo.
Mùa thu năm Tân Mão (1471), sau khi chinh phục Chiêm Thành, vua Thánh Tông ban bố Hoàng triều quan chế, khẳng định rằng: "Đất đai bờ cõi ngày nay so với trước kia khác nhau nhiều lắm, không thể không thân hành nắm quyền chế tác, làm trọn đạo biến thông", cho nên phải thay đổi, mở rộng bộ máy quan lại, hành chính. Theo đó nhà vua bỏ các chức Tướng quốc, Bình chương và Bộc xạ; đặt Thái sư, Thái úy, Thái phó, Thái bảo, Thiếu sư, Thiếu úy, Thiếu phó, Thiếu bảo làm các chức quan đầu triều, coi cả văn lẫn võ. Dưới các chức này, ban văn trong triều có các cơ quan sáu bộ, sáu tự, sáu khoa, Ngự sử đài, Hàn lâm viện, Đông các, Quốc tử giám, Quốc sử viện, Phủ doãn, Cung sư phủ, Tư thiên giám, Thái y viện, Bí thư giám, Trung thư giám, Hoa văn giám,... Ở các thừa tuyên, phủ, huyện, châu có các nha môn, các quan Khuyến nông, Hà đê; bên võ có các cơ quan: năm phủ, hai vệ, bốn vệ Hiệu lực, bốn vệ Thần võ (tiền, hậu, tả, hữu), sáu vệ Điện tiền, bốn vệ Tuần tượng, bốn vệ Mã nhàn,... lo việc bảo vệ hoàng cung, chăm sóc voi, ngựa; ngoài ra còn có các vệ, sở, đô ty, giang hải tuần kiểm,... đóng ở các địa phương. Các cải tổ của Lê Thánh Tông đã giúp bộ máy chính quyền được mở rộng đáng kể; theo sử gia Đào Duy Anh, tổng sổ quan văn, võ phục vụ dưới thời Thánh Tông có đến 5370 người, gồm 2755 quan triều đình và 2645 quan địa phương. Sử gia Tạ Chí Đại Trường viết trong sách Sơ thảo: Bài sử khác cho Việt Nam về bộ máy hành chính thời Lê Thánh Tông:
Tổ chức chi li như thế khiến phát sinh nhiều chức quan – nói như ngày nay là "hệ thống thư lại cồng kềnh", nhưng chính quyền cũng tính đến việc không phải tổn phí nhiều vì "trước kia quan ít, tước to" nay thì "quan nhiều mà lương ít, trật thấp". Chi tiết thứ bậc cũng được xác định từ trong hoàng tộc, triều đình ra đến các địa phương từ lớn tới nhỏ với các danh xưng rành rẽ. Về mặt quyền lợi thực tế thì rõ ràng có sự cách biệt rất lớn giữa tầng lớp vương hầu và quan lại – tất nhiên chưa kể đến dân chúng bên dưới. Ấy thế mà triều đình cũng đã thoáng thấy tình trạng "quan viên quá nhiều, tiêu phí lộc kho" nên có lệnh chọn thải bớt người (1481) để đỡ gánh nặng cho nhà nước.
Lê Thánh Tông cũng đề cao ý kiến của các quan; nhiều sáng tạo về hành chính của ông có xuất phát từ sự gợi ý của quan lại. Ông đã ra nhiều chỉ dụ yêu cầu triều thần phải trung thực và thẳng thắn khi trình bày quan điểm với hoàng đế, không được nói nước đôi, hai nghĩa. Ông còn đặt phép tắc về việc bàn luận của quan viên: khi có thánh chỉ xuống, thì theo thứ tự, Lục khoa và Ngự sử đài bàn bạc trước, sau đó đến Lục bộ, Lục tự rồi tới lượt công, hầu, bá, đô đốc năm phủ. Các quan đều phải trình bày rõ ý kiến của mình, không được giữ im lặng, trốn tránh hoặc a dua theo người khác. Quan nào vi phạm luật lệ này, sẽ bị ngự sử trách hỏi rồi tâu lên vua.
Theo sử gia Mỹ John K. Whitmore, mục đích của Lê Thánh Tông là giảm sự chi phối từ các đại thần võ tướng đã phò tá Lê Thái Tổ dấy nghĩa chống Minh, và thay họ bằng đội ngũ quan liêu được tuyển chọn qua các kỳ thi Nho học. Sử Việt chép tháng 12 âm lịch năm Đinh Hợi (1467), ông đặt ra ấn "Thiên Nam Hoàng đế chi bảo", thể hiện ý muốn của ông coi Đại Việt là một Thiên triều phía Nam độc lập, có đầy đủ những gì Thiên triều phía Bắc (nhà Minh - Trung Quốc) có, và có sức mạnh chính trị, văn hiến không thua kém Bắc quốc. Khi ban hành Hoàng triều quan chế năm 1471, Hoàng đế cũng bày tỏ thái độ cứng rắn, không khoan nhượng đối với những con cháu hay quan lại nào chống đối, hủy bỏ các cải cách mô hình nhà nước của mình:
Trên tinh thần này, năm 1485, Lê Thánh Tông xử tử Thái tử Thiếu bảo Ngự sử đài Đô ngự sử Trần Phong vì ông này phê phán nhà vua áp dụng quan chế triều Minh, và khi làm kinh diên cho Nhân Tông thì "yêu quý Lệ Đức [Lê Nghi Dân], rất khinh miệt ta [Thánh Tông]". Theo Taylor, lời chỉ trích Lê Thánh Tông được gán cho Trần Phong chỉ mang tính nông cạn, có thể bộc lộ sự hoài niệm về các triều đại bất ổn của Lê Thái Tông, Lê Nhân Tông. Trước đó, Trần Phong đã nhiều lần bị Thánh Tông quở trách rất gay gắt, như lần dụ Nguyễn Như Đổ vào tháng 9 âm lịch năm 1468: "Ta xem Trần Phong ngoài mặt thì kêu căng, trong bụng thì xu nịnh, nói năng khinh suất. Đến như xiểm nịnh kẻ quyền quý thì lật đật như con lanh già giẫm yếm xéo đuôi; liếm trôn trĩ của Đức Trung, hút mủ nhọt cho Nguyễn Yên, đó là kế sở trường để nên quan to của Phong đấy".
Tháng 3 âm lịch năm Quý Sửu (1493), vua Lê Thánh Tông đặt lệ về thứ tự đứng chầu của đình thần: đối với các quan cùng phẩm, thì người lớn tuổi và làm việc lâu năm đứng trước, người trẻ và làm việc chưa lâu đứng sau. Với các chức quan cai quản thì: "người phẩm thấp mà chức cao, như tam phẩm làm Đô đốc thì đứng vào ban nhị phẩm; thất, bát phẩm làm Lang trung thì đứng vào ban lục phẩm. Nếu phẩm cao mà chức thấp, như nhị phẩm làm Vệ quan thì đứng vào ban tam phẩm; tứ, ngũ phẩm làm Viên ngoại lang thì đứng vào ban lục phẩm; còn lại cứ theo thế mà suy ra".
Lê Thánh Tông nổi tiếng là vị hoàng đế quản lý quan lại hết sức chặt chẽ. Hàng ngày ông đều hội kiến với các tướng lĩnh cao cấp nhất của mình. Ngoài ra, sau mỗi buổi thiết triều, ông thường gặp riêng các quan đứng đầu Lục bộ và Ngũ phủ để bàn bạc. Hoàng đế cũng dõi theo sát sao hành xử của hàng ngàn viên quan lớn nhỏ trong triều đình. Ngay từ khi mới lên ngôi, ông đã tạo ra một cảm giác kết nối sâu sắc giữa mình với các đại thần qua việc khen ngợi hoặc sỉ vả từng cá nhân, mỗi lời khen chê của ông đều thể hiện ông nắm rõ tiểu sử và sự nghiệp của họ. Có lần hoàng đế ban mứt trái cây cho các đại thần để bày tỏ sự cảm kích đồng thời cổ vũ họ làm việc chăm hơn nữa. Ông cũng ban hành hàng loạt sắc lệnh, cảnh báo và nghiêm cấm các quan văn võ không được tham ô, hối lộ, gian dối, biếng nhác, trễ nải, bóc lột sức quân và dân để vỗ béo bản thân, thu thuế chậm chạp, không hoàn tất công việc đúng kỳ hạn, sống phóng đãng, chìm đắm tửu sắc, thông dâm với vợ người, gia đạo không nghiêm, cưới người đàn bà ở nơi mình trấn nhậm, mặc triều phục không đúng quy chế, lễ lạc quá đà, nhổ trầu, vứt bã trầu lung tung trong sân điện... Thừa tuyên sứ các xứ Bắc đạo Lê Công Khác đã bị giáng chức xuống một bậc vào cuối năm 1467 vì nơi ông này trấn nhậm có nhiều sâu bọ phá hoại mùa màng mà "không biết tâu lên trước, chỉ ngồi nhìn tai họa của dân". Ngay cả khi Nguyễn Xí cùng con là Nguyễn Sư Hồi nhận 80 lạng bạc do Ngô Tây hối lộ, Thánh Tông sai Tư lễ giám Nguyễn Áng đến bắt cha con Nguyễn Xí phải nộp lại 80 lạng bạc đó. Trong một trường hợp khác, tháng 12 âm lịch năm Đinh Hợi (1467), nhà vua mở khoa thi Hoành từ bắt 30 quan chức phải thi. Khâm hình viện Lang trung Vũ Hữu và Viên ngoại lang Nguyễn Đình Khoa cáo bệnh không dự thi. Lê Thánh Tông thấy lạ, dò hỏi thì biết hai người này chỉ ưa ăn hối lộ. Nhà vua chế giễu Vũ Hữu trong lời dụ thể hiện sự nghiêm khắc pha lẫn hài hước của ông:
"Việc hình án phức tạp khó khăn, có ba điều vất vả: Một là suốt ngày cặm cụi vất vả, khổ sở. Hai là xử án không đúng, chịu tội làm sai. Ba là án tụng chất đống, khó lòng xét xử tường tận. Có ba điều vất vả ấy dẫu người không bệnh cũng đến phát ốm, huống chi là có bệnh".
Mặt khác Thánh Tông cũng tỏ ra rộng rãi trong việc cho phép các quan bị xử phạt, giáng chức hay cách chức có cơ hội lần hai để chuộc lại lỗi lầm. Cuối năm 1468, viên nội thần Nguyễn Thư bị cáo buộc tham ô, Thánh Tông cho rằng tội đáng phải xử tử nhưng ông vẫn tha để cho cơ hội sửa mình. Sự quản lý nghiêm ngặt từ hoàng đế đã khiến bá quan phải cẩn thận với hành vi của mình. Trong sách Việt Nam sử lược, sử gia Trần Trọng Kim viết: "Ngài [Lê Thánh Tông] lại lập ra quan chế và lễ-nghi. Các quan văn võ có phần ruộng đất, lại được tiền tuế bổng. Nhưng ai mà làm điều gì nhũng-lạm thì đều phải nghiêm trị". Bên cạnh đó, sử gia Tạ Chí Đại Trường ghi nhận rằng Lê Thánh Tông đã không thể diệt trừ triệt để tệ tham ô. Quy chế "đặt quan đều là lương ít trật thấp" theo Hoàng triều quan chế do chính ông ban bố đã khiến cho quan viên rất nghèo, nhận lương không đủ cho sinh hoạt; quan thanh liêm như Nguyễn Trực, làm việc tại Viện Hàn lâm thời Thánh Tông, đến lúc mất chỉ có vài sào ruộng của vợ. Điều này khiến cho các quan phải xoay xở để trục lợi, tệ tham ô vẫn cứ tồn tại và phát tác mạnh hơn trong các triều vua sau.
Lê Thánh Tông cũng rất quan tâm cất nhắc người giỏi, giáng chức người bất tài, tham ô. Bên cạnh các khoa thi 3 năm 1 lần, ông áp dụng chế độ tiến cử và bảo cử để chiêu mộ quan viên tài đức. Tiến cử là nhiệm vụ bắt buộc của mọi viên quan từ tam phẩm trở lên; họ phải tìm người tài trong dân gian và giới thiệu cho vua. Bảo cử là lựa những quan lại có tài đức và kinh nghiệm để cho làm các chức vụ quan trọng trong triều đình hoặc địa phương. Thánh Tông đã nhiều lần dụ các bộ triều đình, 3 ty Đô, Thừa, Hiến các xứ rằng "người nào liêm khiết sẽ được xét các quan lại trong bộ thuộc của mình, người nào liêm khiết hay tham ô, chuyên cần hay lười biếng, cùng các quan Nho học dạy dỗ nhân tài, hằng năm có người được sung cống sĩ hay không, nhiều hay ít, đều ghi tên tâu lên để định việc thăng hay giáng", hay "các quan cai quản quân dân trong kinh ngoài trấn, trong đó có người liêm khiết, cũng có kẻ tham nhũng, nếu không phân biệt nêu lên thì khuyên răn thế nào được? Trong thi Đô đốc năm phủ, ngoài thì đường quan ba ty Đô, Thừa, Hiến, các quan hãy công bằng mà bảo cử các quan vệ, phủ, huyện, châu trong ngoài, người nào liêm khiết, người nào tham nhũng đều phải khai rõ sự thực, hẹn trong 3 tháng kể từ ngày sắc chỉ đưa tới, làm bản tâu lên, giao cho Ngự sử đài xét lại mà thi hành khu xử để tỏ rõ cách khuyên răn và để nới sức cho quân dân". Khi được các đại thần giới thiệu người có thể bổ dụng, nhà vua đích thân xem xét, chắt lọc cẩn thận rồi mới chọn ra người xứng đáng trong số các ứng cử viên. Ông còn dụ các quan ở Lục bộ, Lục khoa và Ngự sử đài nếu giới thiệu đúng người thì sẽ được thưởng, còn mà sai người thì bị phạt tiền. Đại Việt Sử ký Toàn thư kể lại tháng 12 âm lịch năm 1467, Lễ bộ Tả Thị lang Lương Như Hộc giới thiệu Trần Quý Huyên. Lê Thánh Tông chê Trần Quý Huyên không đủ tài, bắt Lương Như Hộc giam vào ngục và thu hồi văn bằng của Quý Huyên. Ngoài ra, Thánh Tông yêu cầu quan viên tại chức phải giữ chức vụ của mình đủ lâu để nhà vua có thể đánh giá phẩm hạnh của họ, rồi mới được thuyên chuyển sang chức khác. Triều đình cứ 3 năm phải xét duyệt quan lại 1 lần, những viên chức được giao việc xét duyệt mà không hoàn thành đúng kỳ hạn đều bị phạt tiền. Đối với các quan trấn nhậm ở vùng núi xa xôi, nhà vua cho phép họ được về đồng bằng nhận chức mới sau 6 năm nếu họ làm tốt công việc. Nếu làm không tốt thì phải ở lại. Tuy nhiên, quan lại coi giữ những vùng biên giới nhạy cảm thường phải đổi việc chỉ sau một thời gian ngắn để tránh họ ở lâu quên mất cảnh giác.

#### Quy định về tước hiệu
Tháng 9 âm lịch năm Tân Mão (1471), Lê Thánh Tông ban bố quy định về việc phong tước cho tôn thất, quan lại: hoàng tử hoặc con cả của hoàng tử được lãnh tước Vương, đối với hoàng tử (tức thân vương) thì lấy chữ trong tên phủ mà đặt hiệu (chẳng hạn như Kiến Hưng vương lấy từ tên của phủ Kiến Hưng), với con trưởng của hoàng tử (tức tự thân vương) thì dùng tên huyện làm hiệu (chẳng hạn như Hải Lăng vương lấy từ tên của huyện Hải Lăng). Các con thứ của Hoàng thái tử và thân vương thì được giữ tước Công, dùng mỹ tự (từ hoa mỹ) làm tên hiệu, chẳng hạn Triệu Khang công. Con trưởng của tự thân vương hoặc tôn thất có tước Công thì được trao tước Hầu, cũng dùng mỹ tự làm tên hiệu, ví dụ như Vĩnh Kiến hầu. Ngoài ra còn có tước Bá được dành cho Hoàng thái tôn, các con thứ của tôn thất có tước Công, con trưởng của thân công chúa; tước Tử được đặt tương đương với chánh nhất phẩm, dành cho con thứ của thân công chúa, con trưởng của tôn thất mang tước Hầu, tước Bá; tước Nam tương đương với tòng nhất phẩm, dành cho con trưởng của thân công chúa được truy tặng, con thứ của tôn thất mang tước Hầu, tước Bá, cả ba tước này đều lấy tên hiệu theo mỹ tự (tỷ như Tĩnh Cung bá, Kiến Xương tử, Quảng Trạch nam,...).
Lê Thánh Tông còn đặt lệ cho các công thần được phong tước quốc công, quận công, hầu, bá. Những người không có đức độ, công lao rõ ràng đối với triều đại, thì không được xem như công thần và không được phong các tước đó. Đối với người mang tước quốc công, quận công thì lấy một chữ trong tên phủ, huyện để đặt hiệu (chẳng hạn Tĩnh quốc công Lê Niệm, Phủ quốc công Lê Thọ Vực); với người mang tước hầu, tước bá thì lấy cả hai chữ trong tên xã để đặt hiệu (ví dụ tước Nam Xương hầu đặt theo tên xã Nam Xương, tước Diên Hà bá đặt theo tên xã Diên Hà).
Lê Thánh Tông cũng ban hành rất nhiều chính sách về việc đặt cấp bậc cho quan, tướng có đại công, được mô tả chi tiết trong bộ Lịch triều hiến chương loại chí của Phan Huy Chú (quyển XVII - Quan chức chí (V) - Tước ấm và đường xuất thân khác nhau). Đại Việt Sử ký Toàn thư chép đại lược rằng:
"Về cấp bậc của người có công lao thì bên văn từ Thượng trụ quốc đến Tu thận thiếu doãn gồm 5 phẩm, đều có chánh, tòng. Bên võ từ Thượng trụ quốc đến Thiết kỵ úy gồm 5 phẩm cũng có chánh, tòng. Tản quan bên văn, từ chánh nhất phẩm, sơ thụ Đặc tiến kim tử Vinh lộc đại phu, cho đến chánh cửu phẩm sơ thụ Tướng sĩ thứ lang, gồm 9 phẩm, đều có chánh, tòng. Tản quan bên võ từ chánh nhất phẩm sơ thụ Đặc tiến phụ quốc Thượng tướng quân đến tòng lục phẩm, sơ thụ Quả cảm tướng quân gồm 6 phẩm, đều có chánh, tòng. Nội quan tản từ Thị trung lệnh chánh tam phẩm đến Phó lịch sứ tòng cửu phẩm gồm 7 bậc, cũng có chánh, phó. Về thông tư thỉ thượng trật 24 tư đến hạ liệt 1 tư gồm 19 bậc. Về công thần được vinh phong thì từ chữ "suy trung" đến chữ "tuyên lực", gồm 24 chữ. Đại để các quan văn võ có công thì ban đầu được phong từ 2 chữ đến 8 chữ. Người nào đáng được phong chữ nào thì tới lúc đó sẽ đặc xét gia phong."
Sử gia Phan Huy Chú đã ca ngợi các chính sách phân chia cấp tước của Lê Thánh Tông:
Sự phân biệt về tước cấp, từ thời Hồng Đức đã quy định từng hạng rõ ràng. Trong những bậc tản quan, thông tư, vinh phong, đều có phép sẵn, các đời noi theo không thay đổi. Đó là thể lệ phong tước bái quan, trong hơn 300 năm nhà Lê vẫn theo như thế, nên nay chép cả ra đây.

#### Phân chia hành chính
Đời vua Lê Thái Tổ, Đại Việt được chia làm 5 đạo, các đơn vị hành chính dưới đạo là phủ, lộ, trấn, châu, huyện, xã. Quan cai trị đạo là Hành khiển, Tuyên phủ chánh phó sứ; cai trị phủ là Tri phủ; cai trị lộ là An phủ sứ; cai trị trấn là Trấn phủ sứ; cai trị huyện là Chuyển vận sứ, Tuần sát sứ; cai trị xã là Xã quan. Đến thời Lê Thánh Tông, năm 1466, nhà vua chia nước thành 13 đạo thừa tuyên và Trung đô phủ, lại đặt các ty Đô, Thừa để cai quản. Thánh Tông đổi lộ thành phủ, trấn thành châu, đổi chức An phủ thành Tri phủ, Trấn phủ thành Đồng tri phủ, Chuyển vận sứ thành Tri huyện, Tuần sát sứ thành Huyện thừa, Xã quan thành Xã trưởng.

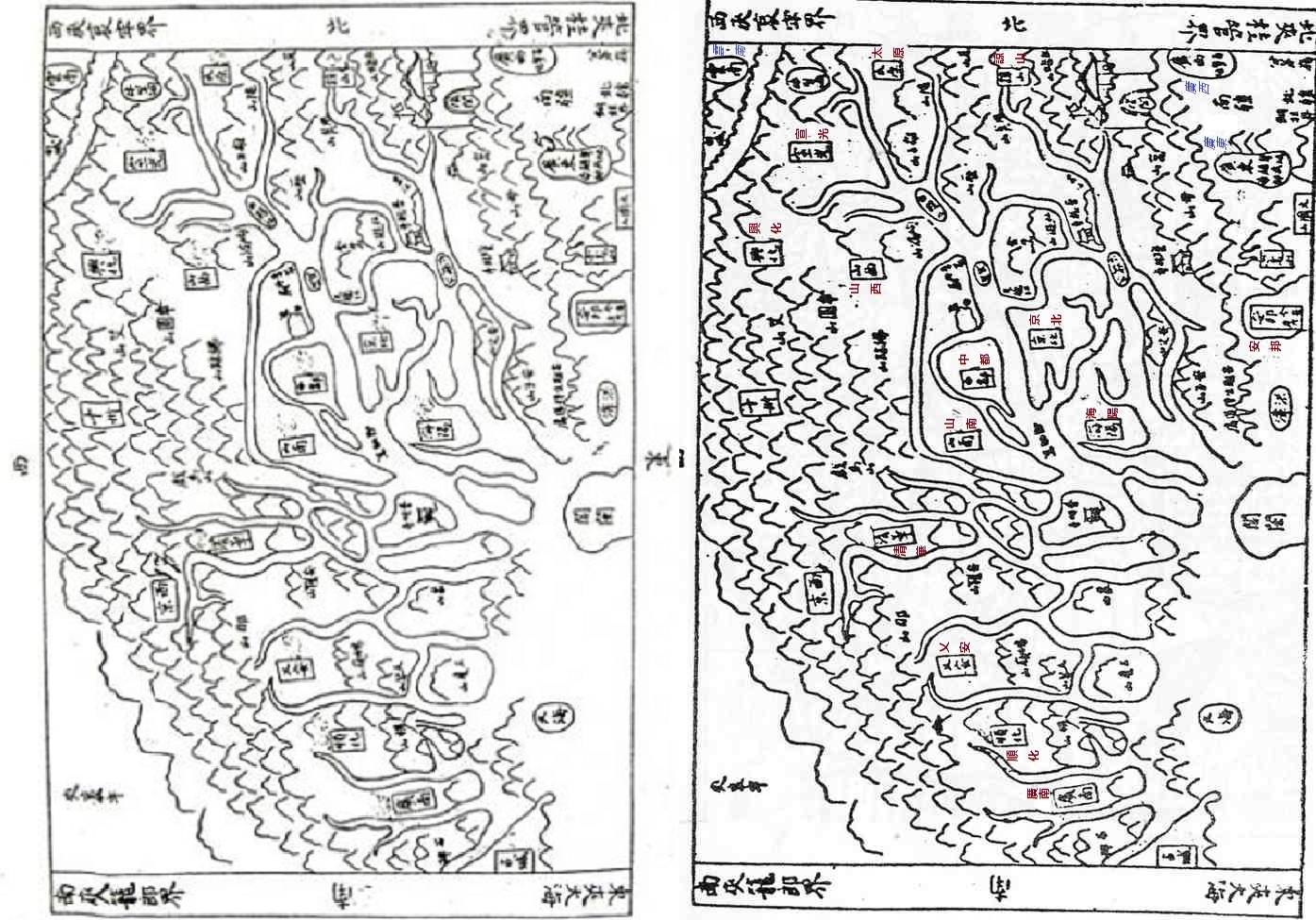
An Nam quốc đồ thời Hồng Đức (1490).

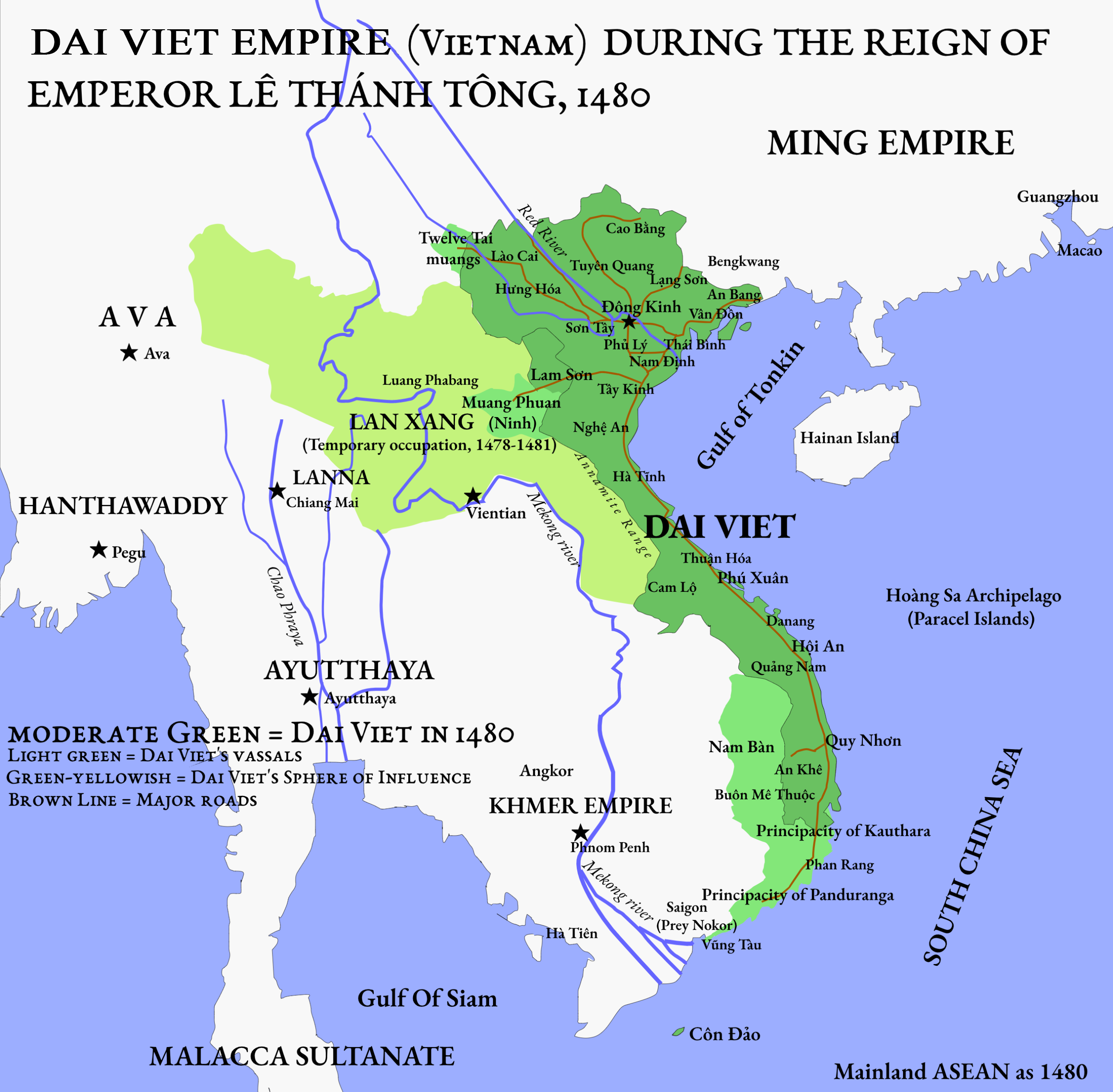
Cương thổ nước Việt Nam và các vùng ảnh hưởng, các tiểu quốc chư hầu thời nhà Lê sơ (1428-1527), được hình thành chủ yếu trong các thời trị vì của các vua từ Lê Thái Tổ đến Lê Thánh Tông

Năm Kỷ Sửu (1469), Lê Thánh Tông đổi phủ Trung đô làm phủ Phụng Thiên, quản lĩnh 2 huyện Quảng Đức, Thọ Xương.
Năm Tân Mão (1471), sau khi chinh phục Chiêm Thành, Lê Thánh Tông lập đạo thừa tuyên Quảng Nam, nâng số thừa tuyên của Đại Việt lên 13. Ông còn lập thêm ty Hiến, chia nhau cùng các ty Đô, Thừa cai quản thừa tuyên. Ty Đô do chánh phó Đô tổng binh đứng đầu, nắm việc quân sự; ty Thừa do Thừa chính chánh phó sứ đứng đầu, nắm việc hành chính; còn ty Hiến do Hiến sát chánh phó sứ đứng đầu, coi việc luật pháp. 13 thừa tuyên thời Lê Thánh Tông (năm 1490 đổi làm xứ) bao gồm: 
1. Nam Sách gồm Hải Dương, Hải Phòng ngày nay, quản lĩnh 4 phủ, 18 huyện;
2. Thiên Trường (Sơn Nam) gồm Thái Bình, Nam Định, Hưng Yên, Hà Nam và phần phía nam Hà Nội ngày nay, quản lĩnh 11 phủ, 42 huyện;
3. Quốc Oai (Sơn Tây) gồm thị xã Sơn Tây và phần tây bắc Hà Nội, Vĩnh Phúc ngày nay, quản lĩnh 6 phủ, 24 huyện;
4. Bắc Giang (Kinh Bắc) gồm Bắc Giang, Bắc Ninh ngày nay, quản lĩnh 4 phủ, 19 huyện;
5. An Bang là Quảng Ninh ngày nay, quản lĩnh 1 phủ, 3 huyện, 4 châu;
6. Tuyên Quang gồm Tuyên Quang, Hà Giang ngày nay, quản lĩnh 1 phủ, 2 huyện, 5 châu;
7. Hưng Hóa gồm Phú Thọ, Yên Bái, Lào Cai, Lai Châu, Điện Biên, Sơn La và Hòa Bình ngày nay, quản lĩnh 3 phủ, 4 huyện, 17 châu;
8. Lạng Sơn gồm Lạng Sơn ngày nay, quản lĩnh 1 phủ, 7 châu;
9. Thái Nguyên (Ninh Sóc) gồm Thái Nguyên, Bắc Kạn và Cao Bằng ngày nay, quản lĩnh 3 phủ, 8 huyện, 7 châu;
10. Thanh Hóa gồm Thanh Hóa, Ninh Bình ngày nay, quản lĩnh 4 phủ, 16 huyện, 4 châu;
11. Nghệ An gồm Nghệ An, Hà Tĩnh ngày nay, quản lĩnh 8 phủ, 18 huyện, 2 châu;
12. Thuận Hóa gồm Quảng Bình, Quảng Trị, Thừa Thiên-Huế ngày nay, quản lĩnh 2 phủ, 7 huyện, 4 châu;
13. Quảng Nam gồm Bình Định, Quảng Ngãi và Quảng Nam ngày nay;

Tháng 6 âm lịch năm Đinh Hợi (1467), vua Lê Thánh Tông dụ các thừa tuyên xem xét, tìm hiểu địa thế núi, sông và các sự tích trong địa phương mình, để vẽ địa đồ nơi đó, rồi trình lên cho Hộ bộ tổng hợp thành bản đồ hoàn chỉnh của Đại Việt. Ngày 5 tháng 4 âm lịch năm Canh Tuất (1490) (tức ngày 24 tháng 4 dương lịch), bộ bản đồ Đại Việt được hoàn tất, gọi là bản đồ Hồng Đức (Hồng Đức bản đồ sách,). Bản đồ ghi nhận nước Việt có 13 thừa tuyên, 52 phủ, 178 huyện, 50 châu, 20 hương, 36 phường, 6851 xã, 322 thôn, 637 trang, 40 sách, 40 động, 30 nguồn, 30 trường.
Tháng 9 âm lịch năm Tân Mão (1471), Lê Thánh Tông đặt chức Giám sát ngự sử 13 đạo chuyên làm nhiệm vụ giám sát công việc của quan lại các đạo, ngăn không cho họ nhũng lạm.

### Xây cất
Trong suốt thời kỳ trị vì của mình, Lê Thánh Tông xây đắp nhiều cung điện trong và ngoài hoàng thành Thăng Long. Tháng 3 âm lịch năm Ất Dậu (1465), ông hạ lệnh xây mới điện Kính Thiên; không lâu sau đó, vào tháng 8 âm lịch ông cho dựng điện Cần Đức. Tháng 11 âm lịch năm này, việc xây dựng 2 điện hoàn tất, Thánh Tông xuống chiếu đại xá thiên hạ.

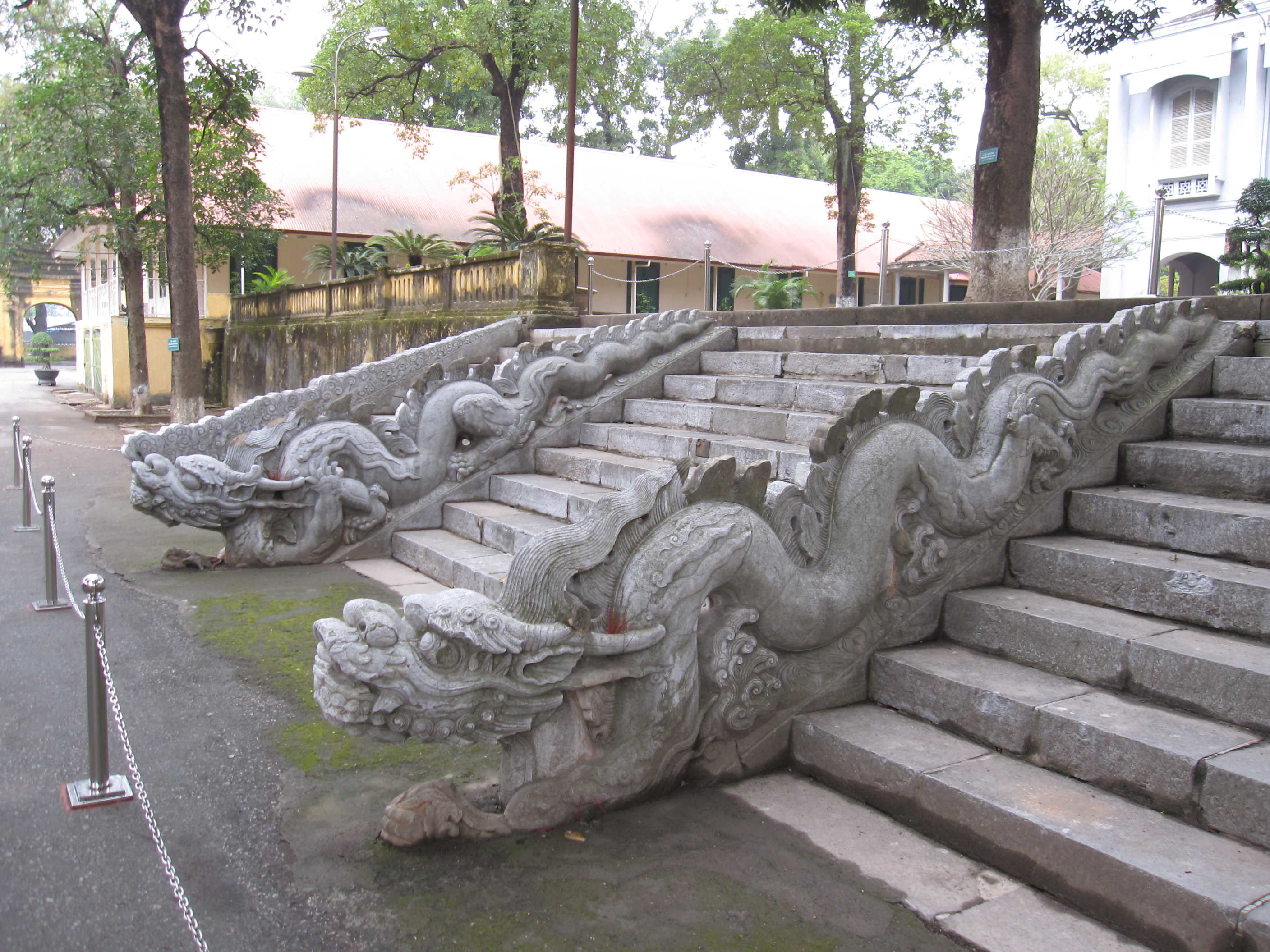
Rồng đá Điện Kính Thiên được xây thời Lê Thánh Tông.

Ngày 15 tháng 8 âm lịch năm Đinh Hợi (1467), Lê Thánh Tông cho dựng lan can bằng đá ở điện Kính Thiên và lập một điện nhỏ trên sân Giảng Võ.
Cuối năm 1467, theo Đại Việt sử ký toàn thư, Thánh Tông nhận nhiều tờ tâu nói mất mùa, giá gạo tăng mạnh, nên ra lệnh hoãn xây cung thành. Tuy nhiên, sử sách không ghi rõ tên gọi của cung thành này.
Năm Đinh Dậu (1477), Lê Thánh Tông cho củng cố, mở rộng thành Đại La.
Năm Tân Sửu (1481), Lê Thánh Tông cho đào hồ Hải Trì ở kinh sư. Theo Đại Việt Sử ký Toàn thư: "Hồ này quanh co đến 100 dặm". Hồ bao quanh điện Thúy Ngọc, bên cạnh hồ nhà vua cho lập điện Giảng Võ làm nơi huấn luyện cho tượng binh.
Tháng 10 âm lịch năm Giáp Thìn (1484), Lê Thánh Tông đặt quy định về việc kiến thiết hành điện ngoài hoàng thành, được Đại Việt Sử ký Toàn thư dẫn lại: "Hành điện gồm 5 gian, 2 chái, nhà bếp mỗi dãy 3 gian, một đài Quan canh ở giữa, cao 5 thước, rộng 40 thước, làm một khu đàn Tiên nông cao 7 thước, rộng 36 thước, 4 mặt đắp tường đất, cùng đi cửa đi ngựa vào". Các hành điện đều được bố trí ở xã Hồng Mai, huyện Thanh Đàm. Không lâu sau, ông kiến lập điện Đại Thành cùng nhà đông vu, tây vu, điện Canh phục ở Văn Miếu.
Tháng 11 âm lịch năm Canh Tuất (1490), Lê Thánh Tông muốn đề phòng bị ám sát giống Lê Nhân Tông trước đây, nên đắp rộng hoàng thành thêm 8 dặm. Công việc mở rộng kéo dài 8 năm thì xong. Thánh Tông còn lập thêm điện Danh Bảo và trùng tu vườn Thượng Uyển, trong vườn có hươu và nhiều loại thú khác.
Tháng 10 âm lịch năm Tân Hợi (1491), Lê Thánh Tông sai thợ dựng cái đình ở mé ngoài cửa Đại Hưng (cửa Nam thành Thăng Long), gọi là Quảng Văn đình (广聞亭), làm nơi treo các pháp lệnh trị dân. Bài ký Quảng Văn đình do văn thần Bùi Xương Trạch soạn năm 1493 mô tả địa điểm và diện mạo của đình: "ở mé ngoài của Đại Hưng (cửa Nam thành Thăng Long), lầu phượng cao ngất phía trước, thành rồng bao quanh ở ngoài, ngòi nước và đường dân vệ ở quanh tả hữu... Trụ cột trang trọng, đục chạm đơn giản, dù thấp mà không xấu, dù đẹp mà không xa hoa, quy mô đúng mực".
Ngoài ra bộ Đại Việt Sử ký Toàn thư còn kể Lê Thánh Tông đã dựng các điện Tử Hà, Bảo Quang, Kim Loan, Bảo Văn ở Đông Kinh và tẩm điện Lam Sơn ở Tây Kinh. Cũng sách này chép lại lời sử gia Nho thần đời Lê trung hưng phê phán Lê Thánh Tông xây dựng "công trình thổ mộc vượt quá quy mô xưa", làm hao tốn sức dân và tiền của nhà nước.

### Quân sự
Bên cạnh những cải cách sâu rộng về hành chính, Lê Thánh Tông cũng tỏ ra là một nhà quân sự có tài, đã ban bố rất nhiều chính sách nhằm củng cố, mở rộng sức mạnh quân đội Đại Việt. Ngay sau khi lên ngôi, vào tháng 7 âm lịch năm 1460, ông chỉ thị cho các tổng quản, chỉ huy các vệ quân năm đạo và quân các phủ, trấn:
| “               | Có quốc gia là phải có võ bị. Nay phải tuân theo trận đồ nhà nước đã ban, trong địa phận của vệ mình, phải chỉnh đốn đội ngũ, dạy cho quân lính phép đi, đứng, đâm, đánh, hiểu được hiểu lệnh, tiếng chuông, tiếng trống khiến cho binh lính tập quen cung tên, không quên võ bị. | ” |
| — Lê Thánh Tông | |   |

Khoảng năm 1465-1470, Lê Thánh Tông ban hành chính sách tuyển quân: cứ 3 năm một lần làm lại hộ khẩu gọi là "tiểu điển", 6 năm một lần gọi là "đại điển". Cứ 6 năm 1 lần, các Xã trưởng mang sổ hộ khẩu của mình tới Đông Kinh chiếu vào viết lại trong chính thư của triều đình về số dân hiện tại trong xã. Cũng định kỳ 6 năm một lần, triều đình cử một số nội thần và quan văn, võ về địa phương dựng lập trường tuyển, sau đó duyệt tân binh. Trừ các hàng chức sắc, quan lại, các dân đinh từ 18 tuổi trở lên đều phải đăng ký vào hộ tịch và được chia làm các bậc: tráng hạng, quân hạng, dân hạng, lão hạng, cố hạng, cùng hạng. Khi cần điều động, sẽ đưa tráng đinh làm lính, dâng tráng sung vào hạng quân ở nhà làm ruộng. Khi nào thải người già yếu, thì chiếu theo thứ tự lấy bổ sung vào. Lệ tuyển dân đinh vào làm lính như sau: nhà có 3 dân đinh thì 1 người vào hạng lính tráng, 1 người vào hạng quân, 1 người vào hạng dân; nhà có bốn người thì bổ 2 người hạng dân; nhà từ 5 đinh trở lên thì 2 người bổ hạng lính, 1 người bổ hạng quân ứng vụ. Sử gia hiện đại Tạ Chí Đại Trường có nhận xét về cách tuyển quân này:
| “                                   | Việc tuyển chọn người vào quân ngũ thì có quy củ nhất là từ lúc Thánh Tông chuẩn bị đánh Chiêm Thành (1470). Và điều này thì cũng do việc kiểm kê hộ tịch chu đáo, sít sao quy định các hạng: tráng, quân, dân, lão, cố, cùng. Số người dành cho quân vụ thì lại chia theo số người trong nhà, vớí hai hạng đều phải nhập ngũ, nhưng "quân" là một thứ trừ bị bậc hai, còn "tráng" là trừ bị hàng đầu, để riêng ra ("lánh") có thể bắt đi phục vụ ngay. Tổ chức tuyển binh của Thánh Tông được giữ gìn qua nhiều thế kỉ với một số thay đổi nhỏ, cho nên tập họp "lánh tráng" đi theo với thời gian, còn lại đến ngày nay với các từ: lính, lính tráng, chỉ người phục vụ trong quân đội. | ” |
| — Sơ thảo: Bài sử khác cho Việt Nam | |   |

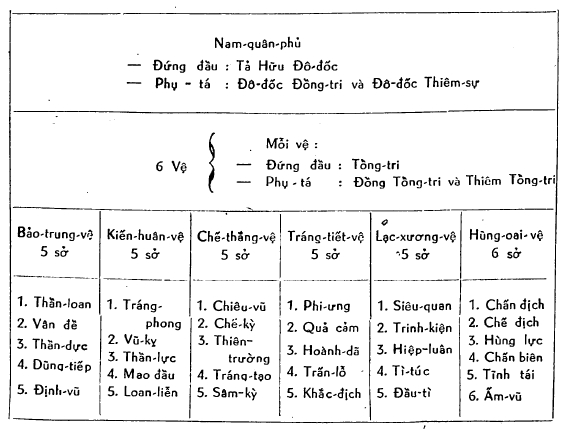
Biên chế Nam quân phủ thời Lê Thánh Tông.

Trước đây Lê Thái Tổ đã chia quân đội (ngoài cấm quân) làm năm vệ quân: Bắc đạo, Nam đạo, Đông đạo, Tây đạo và Hải Tây đạo, trấn giữ năm đạo hành chính trong nước. Sang thời Thánh Tông, năm 1466 nhà vua đổi vệ quân năm đạo thành quân năm phủ, bao gồm: Bắc quân phủ đóng ở mạn Kinh Bắc, Lạng Sơn; Trung quân phủ cai quản vùng Thanh Hóa-Nghệ An; Đông quân phủ cai quản vùng Hải Dương, Yên Bang; Tây quân phủ cai quản vùng Tam Giang, Hưng Hóa; Nam quân phủ cai quản các vùng Sơn Nam, Thuận Hóa, Quảng Nam. Riêng mạn Thái Nguyên, Tuyên Quang có quân Phụng trực trấn thủ. Mỗi quân có phủ đô đốc chỉ huy; chức quan cao nhất trong phủ này là Tả Hữu Đô đốc. Biên chế mỗi quân có 6 vệ, mỗi vệ có 5-6 sở, mỗi sở có 20 đội, mỗi đội gồm 20 người. Sử gia Trần Trọng Kim ước tính cả năm phủ đô đốc cộng lại là 6-7 vạn quân. Cùng năm 1466, Lê Thánh Tông lần lượt đổi tên các chức chánh ngũ trưởng, phó ngũ trưởng, đội sử thành tổng kỳ, tiểu tổng kỳ, quân lại.
Đối với cấm quân, năm 1470, Lê Thánh Tông lập các vệ quân Kim ngô, Cẩm y. Vệ Kim ngô được hợp thành từ 2 ty Tráng sĩ, Thần tý; vệ Cẩm y được hợp thành từ 2 ty Binh mã, Nghi vệ. Nhà vua còn lập thêm bốn vệ Hiệu lực, bốn vệ Thần vũ (đều được chia làm tiền, hậu, tả, hữu), 6 vệ Điện tiền (gồm vệ quân Vũ lâm, Tuyên trung, Thiên uy, Thủy quân, Thần sách, Ứng thiên), 4 vệ Tuần tượng cùng 4 vệ Mã nhàn. Năm 1490, Lê Thánh Tông mở rộng biên chế các vệ Kim ngô, Cẩm y, Thần vũ, Điện tiền; từ đây vệ Cẩm y có tới 20 ty, vệ Kim ngô có tới 100 ty.
Nho sĩ thời Nguyễn Phan Huy Chú đã nhận xét về cách tổ chức quân đội thời Lê Thánh Tông:
| “                                 | Binh chế đời Hồng Đức, ngoài cấm binh ra thì binh các đạo chia làm 5 phủ, chức Đô đốc đứng đầu nắm đại cương, các đô ty đốc suất các bộ thuộc, mà các vệ, các sở thì ở đạo nào chia thuộc vào đạo ấy. Đó là đại lược về sự đặt quân. Bấy giờ binh ở vệ sở đã thống thuộc vào các ty, mà các binh về quân hạng thì cứ để ở hộ tịch, 3 năm một lần duyệt, hễ có việc tức thì gọi ra. Cho đến khi đánh Chiêm Thành và Bồn Man, quân thủy quân bộ có tới 26 vạn hoặc 30 vạn. Gọi ra một lúc mà số quân được nhiều thế, là vì ngạch quân đặt đã sẵn rồi. | ” |
| — Lịch triều hiến chương loại chí | |   |

Cuối năm 1465, Lê Thánh Tông đặt ra phép tập trận đồ quân thủy bộ. Đối với thủy quân, ông ban các trận đồ: Trung hư, Thường sơn xà, Mãn thiên tinh, Nhạn hàng, Liên châu, Ngư đội, Tam tài, Thất môn, Yển nguyệt, cùng 32 điều quân lệnh về thủy trận. Bộ quân thì có các trận đồ: Trương cơ, Tương kích, Cơ binh, và 32 điều quân lệnh về tượng trận, 27 điều quân lệnh về mã trận, 42 điều về bộ trận dành cho quân Kinh vệ (về sau, tháng 3 âm lịch năm 1484, ông còn ban bố điều lệnh Hồng Đức quân vụ, gồm 27 điều). Mùa xuân năm 1467, Thánh Tông đi tuần nhiều nơi, tổ chức nhiều đợt diễn tập lớn cho quân đội: ngày 20 tháng 2 âm lịch, thủy quân tập trận đồ Trung hư trên sông Lỗ, ngày 23 tập trận đồ Tam tài, Nhất môn trên sông Vĩ, ngày 26 lại tập trận đồ Ngư đội, Nhạn hàng trên sông An Cha, tập trận đồ Thường sơn trên ngã ba sông Bạch Hạc. Kỷ luật tập trận rất nghiêm ngặt: trong cuộc diễn tập trên sông Vĩ ngày 23, Thánh Tông đã bắt trói Tây quân Đô đốc Lê Thiệt và thuộc hạ vì bất tuân lệnh vua (về sau được tha).
Cũng trong tháng 2 âm lịch năm 1467, Lê Thánh Tông bãi chức hai Trấn điện phó tướng quân Lê Hán Đình và Nguyễn Đức. Hán Đình trước làm Chuyển vận, có hành vi tham nhũng nên sợ dân hặc tội, phải cáo bệnh xin nghỉ. Sau Hán Đình cùng Thái chúc thừa Nguyễn Đức được Chỉ huy sứ Đào Bảo tiến cử với vua, nói hai người này thạo binh pháp. Lê Hán Đình và Nguyễn Đức dâng Thánh Tông các trận đồ Trung hư, Mãn thiên tinh và Thường sơn xà... Thánh Tông hài lòng, phong cả hai làm Trấn điện phó tướng quân và sai quân 5 phủ tập theo trận đồ do hai người đề xuất. Quân sĩ tập 2-3 lần nhưng không đạt hiệu quả. Thánh Tông lại cho hai người ra dạy, nhưng vẫn không được. Cuối cùng Thánh Tông tức giận, phạt đánh bằng trượng rồi sa thải cả hai.
Lê Thánh Tông còn đặt lệ tổ chức thi võ 3 năm 1 lần ở kinh sư; những người mang tước công, hầu, bá, tử, nam và mọi quan võ trong triều, ngoài địa phương đều phải dự thi. Các quan, tướng thi đạt đều được phong thưởng, người thi không đạt phải bị xử phạt. Thể lệ thi được ghi lại trong Đại Việt Sử ký Toàn thư: "Mỗi người thi bắn cung tên 5 phát, ném thủ tiễn 4 chiếc, đấu mộc 1 tao. Trúng được từ 8 đến 10 là thượng cấp; từ 6 đến 7 là trung cấp, từ 4 đến 5 là hạ cấp; đều được thưởng theo thứ bậc khác nhau. Nếu trúng từ 2 đến 3 thì không được thưởng cũng không bị phạt; trúng từ 1 đến không trúng thì phải phạt tiền cũng theo thứ bậc khác nhau".
Theo một số sử gia hiện đại (trong đó có Sun Laichen - người Trung Quốc), thì vũ khí quân sự dưới thời Lê Thánh Tông đã có những tiến bộ vượt bậc, do vốn có các kỹ thuật và sáng chế cùng kĩ năng chế tạo vũ khí cực kì tinh xảo của Đại Việt thời nhà Hồ về vũ khí tầm xa như hỏa thương, hỏa hổ, súng thần công,... hợp với số vũ khí khá tân tiến thu được trước đây trong cuộc khởi nghĩa Lam Sơn đã tạo nên cho Đại Việt một kho vũ khí đa dạng và hùng mạnh, có thể vượt xa so với vũ khí châu Âu cùng thời về sát thương và chất lượng.
Lê Thánh Tông rất chú ý đến việc tích trữ lương thảo ở các vùng biên cương để sử dụng cho quân lương khi cần thiết. Một nghệ thuật làm lương khô thời Lê Thánh Tông được sử sách ghi lại là một kỹ thuật đặc biệt của Đại Việt, đó là đồ (hấp) thóc chín và sấy khô. Loại lương khô này có thể cất giữ vài năm không bị mất phẩm chất và rất tiện cho việc vận chuyển và sử dụng trong chiến tranh, đặc biệt là dùng cho quân đội viễn chinh.
Dưới thời vua Lê Thánh Tông, nước Đại Việt tương đối yên ổn. Có vài lần ông phải điều binh đánh Bồn Man, Lão Qua quấy rối phía Tây (1460, 1467, 1469), "giặc cổ" xâm phạm trấn An Bang - Quảng Ninh (1467), quân của Sầm Tổ Đức, Lý Lân nước Minh (1467), quân người dân tộc thiểu số miền núi (Sơn Man) từ châu Bằng Tường bên Minh quấy nhiễu phía Bắc (1473, 1474), nhưng chỉ khi chinh phục Chiêm Thành (1471) và Bồn Man, Lão Qua (1478-80) mới dùng đến đại quân. Các chính sách quân sự của Thánh Tông đã góp phần củng cố nền cai trị của triều Lê, và đưa Đại Việt trở thành cường quốc ở bán đảo Trung-Ấn.

### Kinh tế
Lê Thánh Tông còn đặc biệt quan tâm các chính sách nhằm phát triển kinh tế như: sửa đổi luật thuế khóa, điền địa, khuyến khích nông nghiệp, mở đồn điền, kêu gọi người phiêu tán về quê,đặt ra luật quân điền chia đều ruộng đất cho mọi người. Về thuế má, Lê Thánh Tông quy định người già từ 60 tuổi trở lên và hoàng đinh (thanh thiếu niên) dưới 18 tuổi, cùng những người tàn tật và những người thuộc về tráng (hạng tòng quân) đều được miễn thuế đinh; còn lại mỗi nhân đinh phải nộp thuế đồng niên là 8 tiền. Sang thời Lê Hiến Tông, thuế đinh tăng lên, nhưng tựu chung vẫn thấp hơn mức thời Trần-Hồ. Lê Thánh Tông còn định lệ thuế đất, thuế ruộng và thuế đất bãi trồng dâu. Cả ba thứ đất này đều được chia làm 3 hạng, dựa theo số mẫu mà đóng thuế.
Đễ nắm bắt nhân khẩu, Lê Thánh Tông quy định 6 năm 1 lần, các quan phủ huyện phải dẫn các xã trưởng tới Kinh sư để khai báo số hộ khẩu xã mình.
Lê Thánh Tông rất chú trọng nông nghiệp. Ngay từ khi mới lên ngôi, tháng 3 âm lịch năm 1461, ông đã ra sắc chỉ cho các quan, huyện, lộ, trấn, xã nhằm tối đa hóa sản xuất: "Từ nay về sau, trong việc làm ruộng, phải khuyến khích quân dân đều chăm nghề nghiệp sinh nhai, để đủ ăn mặc, không được bỏ gốc theo ngọn, hoặc kiếm chuyện buôn bán, làm trò du thủ du thực. Người nào có ruộng đất mà không chăm cày cấy, thì quan cai trị bắt trình trị tội". Ông còn lập các chức quan Hà đê, Khuyến nông để dễ chăm lo việc nông trang. Ông còn ra lệnh cho Hộ bộ và các quan địa phương báo cho ông biết nơi nào có đất hoang, rồi ông dụ phủ huyện đôn đốc dân đi khai hoang, mở ruộng. Năm 1466, theo lời tâu của Tuyên chính sứ Tây đạo Trần Phong, Lê Thánh Tông tuyên bố các văn tự cầm bán ruộng đất từ thời Trần, Hồ và thời thuộc Minh hết hiệu lực và không được chuộc lại, nhưng nếu từ sau năm 1428 thì cho phép chuộc lại. Ông cũng đặt ra những quy định về quyền tư hữu ruộng đất, nghiêm trị những người cưỡng đoạt, lấn chiếm ruộng của người khác, hoặc chặt cây và tre trong ruộng của người khác. Theo sử gia Mỹ K. W. Taylor, triều đình Lê Thánh Tông quan tâm đến đời sống làng xã hơn bất kỳ một triều vua nào trước. Điều này xuất phát từ sự gia tăng số lượng quan chức ở làng xã và từ cách cai trị sâu sát của hoàng đế.
Dưới thời Lê Thánh Tông, dân số Đại Việt tăng trưởng mạnh mẽ. Như lời nhà vua khẳng định trong một lệnh chỉ năm 1477: "Sinh dân các huyện, châu, xã ở các xứ trong nước mỗi ngày một đông..." Sử gia Li Tana ước tính Đại Việt có 1.861.750 dân cư năm 1417, nhưng đến năm 1490 con số đã tăng lên 4.372.500. Để đáp ứng nhu cầu lương thực của một lượng dân số lớn như thế, triều đình phải đẩy mạnh khai khẩn những vùng đất hoang. Do vậy năm 1481, Lê Thánh Tông cho lập 42 sở đồn điền trong cả nước, chia thành 3 bậc thượng, trung, hạ, với nguyện vọng "dùng hết tiềm lực của nghề nông, mở rộng nguồn trích trữ cho nhà nước".
Bên cạnh đó, thời Thánh Tông trị vì có một số lần hạn hán, đói kém xảy ra (1467, 1468, 1473, 1476, 1489-1490, 1492), ông đều giải quyết mạnh mẽ. Chẳng hạn như năm 1467 có sâu cắn lúa, nhà vua cử Lễ bộ Thượng thư, Lại bộ Thượng thư và các đạo sĩ đi tế thần linh để diệt trừ sâu lúa. Ông còn giảm tô ruộng và thuế nhân đinh sau khi nghe Hộ bộ tâu là mùa màng kém. Tháng 9 âm lịch năm này, một cơn bão hoành hành ở phủ ven biển là Nam Sách, Giáp Sơn, Thái Bình, Kiến Xương, làm nước biển dâng cao, đê điều tan vỡ, ruộng lúa bị ngập và nhiều người chết đói. Thánh Tông lập tức ban lệnh ngừng xây dựng cung thất, lại cho quân sĩ vùng ven biển hoãn thao luyện để dồn sức khôi phục các đê ven biển và giảm thiểu thiệt hại của bão. Đồng thời ông sai Giám sát Đinh Nhân Phủ, Thiều Duy Tinh chia nhau đi đôn đốc việc xây lại đê điều. Cùng thời gian này, giá gạo ở kinh đô tăng vọt, nhà vua thấy giá gạo ở Nghệ An rẻ hơn nên sai quan thừa tuyên Nghệ An vận chuyển gạo về kinh sư. Hoặc như trong năm 1489-90 có đại hạn, Thánh Tông ban bố lệnh đại xá gồm 45 điều, rồi truyền Hàn lâm viện cùng các Khoa, Đài, Cẩm y vệ hiệu uý chia nhau đến các phủ huyện, phát thóc công để cứu đói cho dân. Sử cũ còn ghi năm 1496, thấy trời không mưa, Thánh Tông tự mình cầu đảo, cuối cùng trời có mưa. Chính sách nông nghiệp của Lê Thánh Tông đã khiến cho việc canh nông trôi chảy, như các quan Lễ bộ từng mô tả: "thời tiết thuận hòa, mùa màng bội thu, dân chúng yên vui, muôn vật dồi dào".
Các ngành nghề thủ công nghiệp và xây dựng ngay từ đầu thời Lê Thánh Tông đã phát triển mạnh mẽ và "đã vượt lên trên mức độ của thời Trần mạt" (theo lời sử gia Đào Duy Anh). Nghề in và làm giấy ở Đại Việt đạt một trình độ cao của thế giới thời bấy giờ. Số lượng sách in thời này khá đồ sộ. Đặc biệt nhất thời kỳ này là thành tựu trong công nghệ chế tạo vũ khí và đồ sắt chiếm ưu thế. Đồ gốm, sứ thời Lê sơ phát triển đạt được độ tinh xảo và hoa văn đẹp. Trong bộ Việt sử tiêu án, danh sĩ đời Lê Trung hưng Ngô Thì Sĩ có ca ngợi vua quan thời Hồng Đức vì ưu tiên dùng hàng quốc nội, không lệ thuộc vào đồ dùng Trung Hoa:
| “            | Người nước ta ưa chuộng gấm vóc, đồ dùng của người Tàu; mỗi năm có tàu buôn đến, thì hao tổn tiền không biết đâu mà kể; có biết đâu rằng trong đời Hồng Đức những đồ mâm, bát, bình, chén dùng ở trong cung vua, đều là của nước ta chế tạo, không thấy nói lấy đồ của Tàu làm quí. Đồ dùng của nước ta tinh xảo chả kém gì Trung Hoa, cứ cho mẫu mà bảo thợ chế tạo, thì sao lại chả tinh xảo được? Đó là một cách bỏ thói xa xỉ, làm cho nước giàu. Xa nữa thì nên bắt chước vua Lý Thái Tông, gần thì lấy đời Hồng Đức làm mẫu mực. | ” |
| — Ngô Thì Sĩ | |   |

Các nghề thủ công như: dệt lụa, ươm tơ, dệt vải, nghề mộc, nghề chạm, nghề đúc đồng cũng phát triển. Đế đô Đông Kinh 36 phố phường sầm uất, nhộn nhịp tồn tại phát triển đến tận ngày nay. Phường Yên Thái làm giấy, Phường Nghi Tàm dệt vải lụa, Phường Hà Tân nung vôi, Phường Hàng Đào nhuộm điều, Phường Ngũ Xá đúc đồng, Phường gạch và gốm sứ Bát Tràng và nhiều phường khác nữa.
Về thương mại, hoạt động nội thương thời Lê Thánh Tông chủ yếu là hình thức trao đổi sản phẩm giữa các địa phương. Nhờ hệ thống đường sá được xây dựng và đường sông được khơi đào, việc lưu thông hàng hoá giữa các địa phương khá thuận lợi. Đông Kinh là trung tâm buôn bán lớn nhất và sầm uất nhất. Do có ưu thế về vị trí, những người buôn bán muốn đến Đông Kinh bằng đường bộ hay đường sông đều thuận tiện. Ngoài Đông Kinh và một vài thị trấn là trung tâm buôn bán, hầu hết là các chợ nằm ở các địa phương. Mỗi xã có một chợ hoặc một vài xã lân cận có một chợ chung. Chợ họp hàng ngày hoặc theo những ngày nhất định trong tháng gọi là ngày phiên chợ. Họp chợ là dịp để những người trong địa phương và các lái buôn từ xa tới buôn bán trao đổi sản phẩm - chủ yếu là trao đổi giữa nông phẩm và sản phẩm thủ công. Để tạo thuận tiện cho việc mua bán Lê Thánh Tông đã từng khuyến dụ các quan rằng:
| “               | Trong dân gian hễ có dân là có chợ để lưu thông hàng hóa, mở đường giao dịch cho dân. Các xã chưa có chợ có thể lập thêm chợ mới. Những ngày họp chợ mới không được trùng hay trước ngày họp chợ cũ để tránh tình trạng tranh giành khách hàng của nhau. | ” |
| — Lê Thánh Tông | |   |

Do dân cư ngày càng đông đúc và nhu cầu trao đổi hàng hóa ngày càng lớn, năm 1477, Lê Thánh Tông ra quy định về việc chia chợ. Theo đó, các quan phủ, huyện, châu phải xem xét thực trạng, nếu việc chia chợ là thuận tiện cho việc buôn bán của dân thì làm bản tâu lên xin phép triều đình. Luật Hồng Đức có quy định cấm những hành động sách nhiễu và thu thuế quá cao đối với các chợ. Điều 186 chương Vi chế ghi:
Những người coi chợ trong kinh thành mà sách nhiễu tiền lều chợ thì xử tội xung, đánh 50 roi, biếm 1 tư; lấy thuế chợ quá nặng biếm 2 tư, mất chức coi chợ và bồi thường tiền gấp đôi trả cho dân, tiền phạt trả cho người cáo giác. Nếu lấy thuế chợ không đúng luật thì đánh 80 trượng và dẫn đi rao trong chợ 3 ngày.
Bên cạnh đó, đối với ngoại thương Lê Thánh Tông thực hiện chính sách ức chế nghiêm ngặt. Trên cửa khẩu dọc biên giới miền duyên hải, triều đình lập cơ quan kiểm soát ngoại thương rất khắt khe. Những nhà buôn ngoại quốc đến Đại Việt buôn bán chỉ được ra vào hạn chế tại một số địa điểm quy định, chủ yếu là Vân Đồn (Quảng Ninh). Tại các cửa biển có các quan Sát hải sứ kiểm soát tàu bè, các An phủ ty và Đề Bạc ty kiểm soát buôn bán và đi lại. Nhân dân và quan lại vùng duyên hải tự ý mua hàng hoá của người nước ngoài hoặc đón tiếp các thuyền buôn thì sẽ bị nghiêm trị, phạt tiền rất nặng, từ 50 quan đến 200 quan.
Theo sách Lịch sử Việt Nam tập 3 (2007) của Viện Sử học Việt Nam, chính sách này có một phần lý do xuất phát từ nhu cầu tự vệ để ngăn ngừa do thám của ngoại bang và mặt khác do tư tưởng trọng nông, muốn gắn chặt người dân với đồng ruộng, không cho người dân rời đồng ruộng và quê hương đi buôn bán. Còn sử gia Tạ Chí Đại Trường trong sách Sơ thảo: Bài sử khác cho Việt Nam (2009) thì liên hệ chính sách này với nguồn gốc miền núi của hoàng triều Lê cũng như việc tôn sùng Nho giáo vào thời Lê Thánh Tông:
Dù rằng ngày nay có người cố tìm dấu vết thương nghiệp trong đời Lê sơ nhưng rõ ràng là ngoài các chứng cớ thành lập chợ búa, đã không thấy những hoạt động ngoại thương ảnh hưởng đến triều đại mà lại còn thêm các hành động hạn chế ngay từ trên triều đình. Các quan sứ đi Bắc gồng gánh buôn bán lúc về bị bêu xấu công khai... Thánh Tông mới lên ngôi đã có lệnh khuyến khích làm ruộng, ngăn cấm không được "bỏ gốc theo ngọn, kiếm chuyện buôn bán làm trò du thủ du thực" khiến nhà nước không thể kiểm soát người được. Có thể đó là do lối nhìn hẹp hòi từ nguồn gốc rừng núi của tập họp Lê và phe nhóm quen lối trao đổi hàng hoá ở khu vực nhỏ, thấy tức tối trước món lợi lộc liên quốc gia của đám sứ thần vốn là người trung châu (họ Trần nhiều rõ rệt) đưa về. Và biện minh cho thái độ phủ nhận đó lại là mớ tư tưởng nho gia chống đối việc "bỏ gốc (nông) theo ngọn (thương)" như đã thấy trên. Đồng thời cũng là do sự thần phục Minh đã ảnh hưởng đến tình trạng co rút của đất nước trong lúc các tập đoàn phương Tây chưa bén mảng đến vùng đất này. Thế là cuộc sống vẫn gói trọn trong vòng nông nghiệp và buôn bán nhỏ mà dấu hiệu xây cất chợ lại là một minh chứng.
Sự ngăn cấm khắt khe của Lê Thánh Tông và triều đình Hậu Lê khiến ngoại thương phát triển rất kém. Thuyền buôn các nước vào thưa thớt, các chợ miền biên như Kỳ Lừa (Lạng Sơn), Móng Cái, Vạn Ninh, Vân Đồn (An Bang)... suy giảm dần. Năm 1467, thuyền buôn Xiêm La đến Vân Đồn dâng biểu bằng vàng lá và hiến sản vật quý để xin thông thương nhưng bị Lê Thánh Tông khước từ. Chính sách đó cản trở sự phát triển kinh tế hàng hóa, làm cho quá trình tách rời thủ công nghiệp ra khỏi nông nghiệp và quá trình phát triển của các đô thị rất khó khăn.

### Luật pháp
Sau khi đánh bại quân Minh, vua Lê Thái Tổ đã bắt đầu soạn thảo luật pháp. Đến năm 1483, vua Thánh Tông sai các đình thần sửa đổi, biên soạn lại các điều luật cũ, làm thành bộ Quốc triều Hình luật (còn gọi là Luật Hồng Đức). Bộ luật gồm 6 quyển, 722 điều, và được sử dụng suốt từ thời Hồng Đức đến hết thế kỷ XVIII. Trong việc biên soạn bộ luật này, triều đình có tham khảo các bộ luật nhà Đường, nhà Minh bên Trung Quốc. Tuy nhiên, bộ luật của Lê Thánh Tông chứa đựng những sáng tạo đáng kể khiến nó gần gũi hơn với các đặc điểm xã hội, tôn giáo của Đại Việt. Trong số 722 điều của Quốc triều Hình luật, có đến 342 điều hoàn toàn không tương ứng với các điều luật của Trung Quốc. Trong các điều luật còn lại thì 200 điều chịu ảnh hưởng một mức độ nào đó luật nhà Đường, chỉ có 14 điều mô phỏng trực tiếp từ luật nhà Minh. Với bộ luật này, Đại Việt đã hình thành một nhà nước pháp quyền sơ khởi và thuộc loại sớm trên thế giới.
Bộ luật Hồng Đức thời Lê có nội dung cơ bản như sau:
- Giữ cho đất nước luôn ở thế chủ động đối phó với sự xâm lược từ bên ngoài;
- Giữ nghiêm kỷ cương, phép nước;
- Chấn hưng nông nghiệp, coi nông nghiệp là nền tảng của sự ổn định kinh tế xã hội;
- Mở rộng giao lưu khuyến khích thủ công nghiệp, thương nghiệp lành mạnh, hạn chế ngoại thương;
- Bảo vệ quyền sở hữu tài sản của muôn dân, chống tham nhũng triệt để, chống sự lạm quyền và ức hiếp dân chúng;
- Khuyến khích nuôi dưỡng thuần phong mỹ tục và phát triển kinh tế;
- Bênh vực và bảo vệ quyền lợi phụ nữ (khác với luật pháp Trung Hoa đương thời, luật Hồng Đức cho phép phụ nữ có quyền ly hôn, con gái trong gia đình có quyền thừa kế tương đương với con trai, con gái lấy chồng không nhất thiết phải qua sự cho phép của cha mẹ[5][108]);
- Bảo vệ quyền lợi của vua và quan lại, bảo vệ quyền lợi của giai cấp thống trị địa chủ phong kiến.

Đánh giá về một khía cạnh trong bộ luật Hồng Đức, sử gia Hàn Quốc Yu Insun viết: "luật về quyền thừa kế gia tài và chế độ hương hỏa ở bộ Luật nhà Lê là đặc thù cho xã hội Việt Nam. Theo quy định, 1/20 tài sản thờ cúng tổ tiên, phần còn lại chia đều cho các con, bất kể trai, gái (17; 93-94)".
Lê Thánh Tông là người thực hiện nghiêm chỉnh pháp luật đã ban hành. Một lần, ông đã thu lại quyền chỉ huy của Tổng quân Đô đốc Lê Thiệt vì con trai Lê Thiệt là Bá Đạt phóng ngựa trên đường phố giữa ban ngày và dung túng gia nô đánh người. Lê Thánh Tông thường bảo với các quan rằng: 
| “               | Pháp luật là phép tắc chung của Nhà nước, ta và các người phải cùng tuân theo. | ” |
| — Lê Thánh Tông |                                                                                |   |

Bên cạnh đó, việc dùng luật dưới thời Lê Thánh Tông trở nên khắc nghiệt hơn so với các triều trước. Thời Lê Nhân Tông, năm 1448 chỉ có 42 người bị xử tử. Đến đời Thánh Tông, riêng năm 1467 đã có 323 người bị hành quyết. Thánh Tông còn đặt ra hình phạt cứng rắn đối với người không tuân theo quy chế để tang cha mẹ và chồng. Thêm vào đó, ông ép những người nước Đông Nam Á mà ông coi là "man di" sống trong lãnh thổ Đại Việt phải đổi tên và nếp sống cho giống với người Việt.

### Y tế
Lê Thánh Tông đã lập nhà Tế sinh để chữa bệnh giúp dân. Ông còn quy định, ở địa phương nào có dịch bệnh xảy ra, các quan nơi này được phép trích tiền thuế để mua thuốc trị bệnh cho dân.

### Giáo dục
Cùng với việc xây dựng thiết chế mới, Lê Thánh Tông rất chú trọng việc mở mang giáo dục, bồi dưỡng nhân tài, nhằm xây dựng và mở rộng một đội ngũ quan lại gốc bình dân thấm nhuần kinh điển Nho học, đồng thời hạn chế sự ảnh hưởng của tầng lớp quý tộc, võ tướng trong triều. Triều đình thời ông có Hàn lâm viện, Đông các viện, Quốc sử viện, Quốc Tử Giám, nhà Thái học là những cơ quan chuyên phụ trách văn hóa – giáo dục trong nước.
Tháng 3 âm lịch năm 1467, vua Thánh Tông thấy học sinh Quốc Tử Giám đa số học Kinh Thi, Kinh Thư, ít chịu học Kinh Lễ, Kinh Dịch và Kinh Xuân Thu, nên ông đặt chức Ngũ kinh bác sĩ, mỗi người hiểu biết chuyên về một kinh để giảng dạy ở Quốc Tử Giám. Ngoài ra, ông còn đặt chức Giáo tập bác sĩ ở các vệ quân, và chức Huấn đạo chuyên dạy Nho học ở các phủ.
Tháng 10 âm lịch năm 1484, Lê Thánh Tông cho sửa sang, mở rộng Văn Miếu-Quốc Tử Giám; chi tiết được ghi lại trong Đại Việt Sử ký Toàn thư: "[Vua] làm điện Đại Thành ở Văn Miếu cùng nhà đông vu, tây vu, điện Canh phục, kho chứa ván in và đồ tế lễ, nhà Minh luân, giảng đường đông tây, nhà bia đông tây, phòng học của sinh viên ba xá, và các cửa, xung quanh xây tường bao". Ông còn ra lệnh cho các phủ hàng năm phải làm lễ tế ở Văn miếu của địa phương mình vào các ngày thượng tuần tháng 2, tháng 8 (âm lịch).

#### Khoa cử
Lê Thánh Tông còn ban hành rất nhiều cải cách nhằm phát triển chế độ khoa cử tuyển quan kiểu Nho giáo. Tháng 4 âm lịch năm 1462, Lê Thánh Tông đặt lệ bảo kết thi Hương, quy định rằng: Người muốn dự thi, dù là bình dân hay quân lính, đều phải đi khai tên và căn cước ở đạo của mình trong thượng tuần tháng 8 (âm lịch) năm 1462. Sau đó, quan coi đạo sẽ cùng xã trưởng làm giấy cam kết về đạo đức của người ứng thí, ai được cam kết là có đức độ, trong sạch thì mới được vào thi. Những người "bất hiếu, bất mục, bất nghĩa, loạn luân, điêu toa" thì học rộng, giỏi văn chương đến mấy cũng không được đi thi. Đối với người làm nghề xướng ca, người từng tham gia, thông đồng với các nhóm phản loạn và ngoại bang thì bản thân họ và con cháu đều bị cấm thi. Ai được dự thi thì phải nộp giấy thông thân cước, ghi chính xác nơi ở (phủ, huyện, xã), tuổi tác, lý lịch của cha mẹ và của bản thân, tên quyển kinh mà mình chuyên học. Thể lệ thi Hương gồm các bước:
- Thoạt tiên, cho làm một bài ám tả để loại bớt người ít năng lực; người vượt qua bước này tiếp tục phải thi 4 kỳ:
- Kỳ thứ nhất, làm 5 bài về Tứ thư và kinh nghĩa.
- Kỳ thứ hai, làm bài chiếu, chế, biểu, theo lối văn tứ lục cổ thể.
- Kỳ thứ ba, thi thơ phú; thơ dùng Đường luật; phú dùng các thể Cổ thể, Ly tao, Văn tuyển; bài thi phải hơn 300 chữ.
- Ký thứ tư, làm 1 bài văn sách, nói về kinh, sử hoặc thế sự; bài thi phải không quá 1000 chữ.

Sau khoa thi này, các thí sinh thi đỗ phải được lập thành danh sách, đệ trình cho Lễ bộ, đến trung tuần tháng 1 năm tới sẽ cho thi Hội.
Theo Lê Quý Đôn – một đại thần, nhà trí thức đời Lê Trung hưng – ghi nhận trong Kiến văn tiểu lục, người nào đỗ 3 trong 4 kỳ thi Hương thì gọi là Sinh đồ, đến khoa thi Hương sau phải vào thi lại; còn người đỗ cả bốn kỳ được gọi là Hương cống, được phép vào thi Hội. Riêng người đã làm quan thì có không đỗ Hương cống cũng vẫn được dự thi Hội.
Theo Khâm định Việt sử Thông giám Cương mục, trước thời Lê Thánh Tông, nhà nước chưa quy định cụ thể về thời gian thi Hội, chỉ cho thi Hội khoảng 5–6 năm 1 lần. Đến năm 1463, vua Thánh Tông đặt lệ 3 năm mở 1 khoa thi, chọn các năm Tý, Mão, Ngọ, Dậu thi Hương, các năm Sửu, Thìn, Mùi, Tuất thi Hội. Tháng 2 âm lịch năm này, ông mở khoa thi Hội, có đến hơn 4400 người dự thi, trong đó hơn 40 người trúng tiến sĩ. Ngày 16 tháng 12 âm lịch, nhà vua cho thi Đình để xếp loại các tiến sĩ, ông tự ra đề văn sách hỏi về đạo trị nước của đế vương. Các tiến sĩ từ Lương Thế Vinh trở xuống được đỗ cập đệ và xuất thân theo các thứ bậc khác nhau.
Năm 1466, Lê Thánh Tông mở khoa thi Hội thứ hai, đây được xem là khoa đầu tiên làm đúng theo quy chế 3 năm lần thi. Khoa này có 1100 người dự thi, 27 người trúng cách. Ngày 12 tháng 3 âm lịch, nhà vua tổ chức thi Đình. Ông đích thân đến cửa điện Kính Thiên, ra đề văn sách về "đế vương trị thiên hạ", lấy đỗ 8 đệ nhị giáp tiến sĩ xuất thân (đứng đầu là Dương Châu) và 19 đệ tam giáp đồng tiến sĩ xuất thân (đứng đầu là Nguyễn Nhân Thiếp), không lấy tiến sĩ cập đệ (tam khôi). Cũng từ khoa thi 1466 bắt đầu có lệ: "Ngày 26 làm lễ xướng danh, ban cho ân mệnh. Quan Lễ bộ rước bảng vàng ra treo ngoài cửa Đông Hoa để tỏ sự vinh quang, lại ban cho áo mũ, yến tiệc. Mồng 3 tháng 3 nhuận, các Tiến sĩ được vinh quy" (trích Văn bia đề danh Tiến sĩ khoa Bính Tuất niên hiệu Quang Thuận thứ 7 - 1466).
Theo Lê Quý Đôn, thời Quang Thuận đã đặt thể lệ: người đậu cả bốn kỳ thi Hội thì được phong Tiến sĩ, người chỉ đậu 3 kỳ thì được nhận các chức thuộc lại, tá nhị, giáo chức ở các nha môn, người thi không đậu thì cho làm tăng quảng sinh ở Quốc Tử Giám. Các tiến sĩ sẽ được bổ vào các chức quan chính chức ở huyện, chỉ khi thiếu tiến sĩ thì mới dùng đến người đậu 3 kỳ thi. Đến năm Hồng Đức, Thánh Tông còn ban lệ cho phép con cháu quan lại thi Hội chỉ đỗ 1-3 kỳ được học Quốc Tử Giám. Họ được chia làm 3 hạng giám sinh: thượng xá sinh, trung xá sinh, hạ xá sinh, mỗi hạng 100 người. Thượng xá sinh gồm những người đã đỗ 3 kỳ thi Hội, mỗi tháng nhận 1 quan tiền do triều đình chu cấp; trung xá sinh gồm những người đỗ 2 kỳ, được chu cấp 9 quan tiền mỗi tháng; hạ xá sinh gồm những người đỗ 1 kỳ, nhận 9 tiền mỗi tháng. Học xong họ sẽ được nhận làm các chức như tri huyện, giáo thụ, bạn độc, trưởng sử. Lê Quý Đôn nhận định: "Đấy là đãi ngộ nhà gia thế hơn nhà bạch đinh, có ý nghĩa đời cổ cho việc bồi dưỡng và tiến thân tất phải ở nhà quốc học".
Theo Đại Việt sử ký toàn thư, năm 1472, Lê Thánh Tông đặt lại các bước thi Hội như sau:
- Kỳ thứ nhất: cho 8 đề về Tứ thư (4 đề Luận ngữ, 4 đề Mạnh Tử), thí sinh được chọn làm 4 trong 8 đề. Về Ngũ kinh, mỗi kinh 3 đề cho thí sinh chọn làm 1 đề; riêng kinh Xuân Thu có 2 đề nhưng phải gộp vào thành 1 bài văn;
- Kỳ 2: thi chế, chiếu, biểu, mỗi thể loại có 3 đề;
- Kỳ 3: thi thơ phú, mỗi thể 2 đề. Phú sử dụng thể Lý Bạch;
- Kỳ 4: ra bài văn sách, hỏi những điểm khác nhau giữa Ngũ kinh và Tứ thư cùng chính sự xấu, tốt của các vua trước.

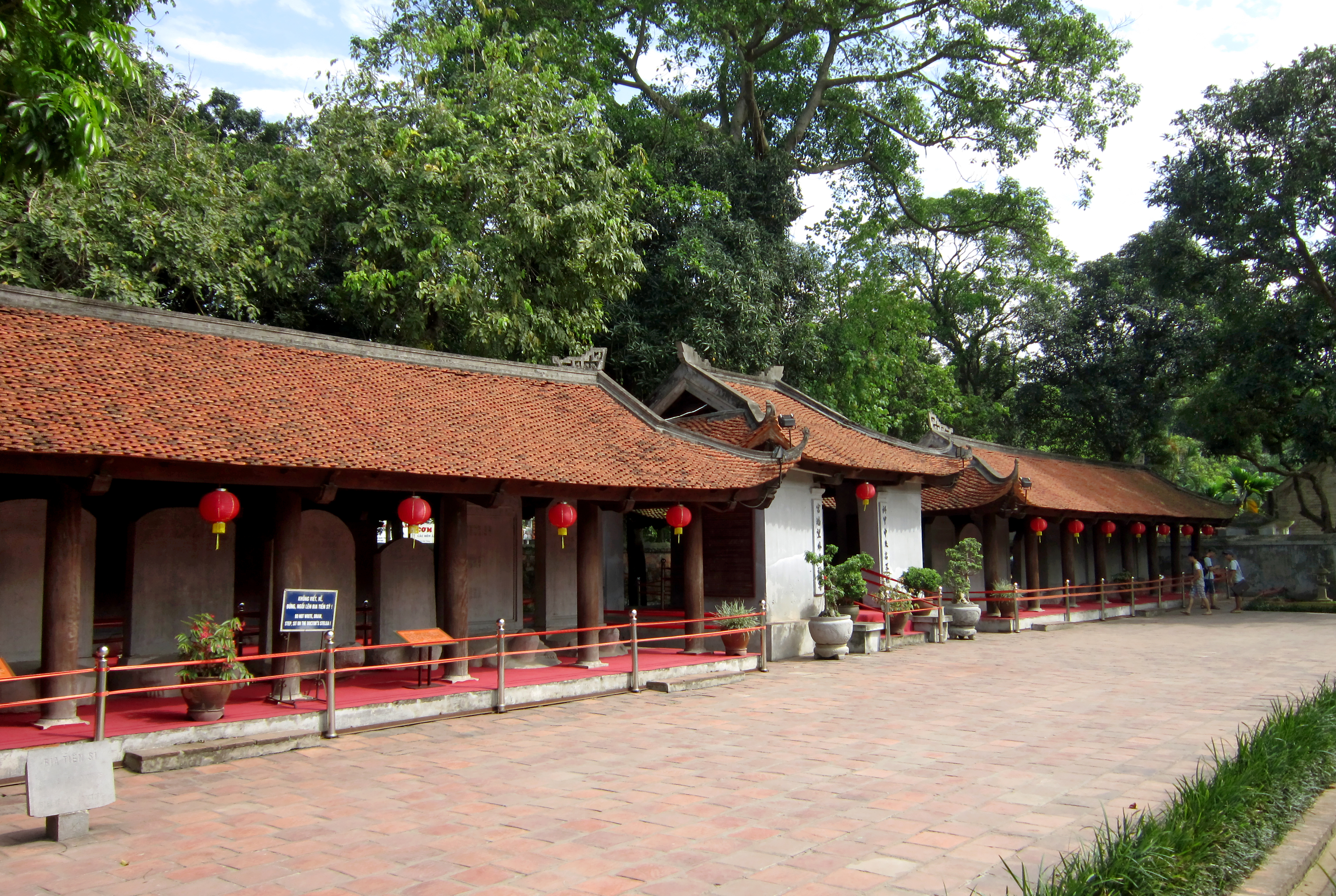
Nhà bia tiến sĩ trong khu Văn Miếu – Quốc Tử Giám ở Hà Nội. Lệ lập bia tiến sĩ bắt nguồn từ thời Lê Thánh Tông đã để lại những di sản văn hóa quan trọng gắn liền với truyền thống hiếu học của dân tộc Việt.

Cũng trong khoa thi năm này, ông bắt đầu phân loại rõ địa vị của các tiến sĩ: với hạng Đệ Nhất giáp, người đầu bảng (Trạng nguyên) được phong hàm chánh lục phẩm, 8 tư; người đứng thứ hai (Bảng nhãn) được phong tòng lục phẩm, 7 tư; người đứng thứ ba (Thám hoa) được phong chánh thất phẩm, 6 tư. Cả ba người đều mang danh hiệu Tiến sĩ cập đệ. Người đỗ hạng Đệ Nhị giáp được phong tòng thất phẩm, 5 tư, gọi là Tiến sĩ xuất thân; hạng Đệ Tam giáp được phong chánh bát phẩm, 4 tư, gọi là Đồng tiến sĩ xuất thân. Các tiến sĩ nếu nhận chức trong Hàn lâm viện thì được thăng lên 1 cấp, còn nếu làm Tri huyện hoặc Giám sát ngự sử thì không đổi phẩm hàm.
Theo mô tả trong Kiến văn tiểu lục, các khoa thi năm 1466, 1469 chỉ lấy tiến sĩ xuất thân, không lấy tiến sĩ cập đệ. Đến khoa thi năm 1472 mới có đủ 3 tiến sĩ cập đệ và các tiến sĩ xuất thân mang thứ bậc khác nhau. Việc này trở thành lệ cho đến thời Lê Cung Hoàng.
Trước đây, năm 1442, Lê Thái Tông đã ra lệnh dựng bia ghi tên tiến sĩ, nhưng chưa thực hiện được. Đến tháng 8 âm lịch năm 1484, Lê Thánh Tông nghe lời tâu của Lễ bộ Thượng thư Quách Đình Bảo mới sai Công bộ dựng bia Tiến sĩ ở Văn Miếu – Quốc Tử Giám ghi lại họ tên, thứ bậc của những người đỗ tiến sĩ trong các khoa thi 1442 (thời Lê Thái Tông), 1448 (thời Lê Nhân Tông), 1463, 1466, 1472, 1475, 1478, 1481, 1484 (thời Thánh Tông). Việc biên soạn văn bia do Hàn lâm viện thừa chỉ Đông các đại thần học sĩ Thân Nhân Trung, Hàn lâm viện thị độc Đông các hiệu thư Đào Cử, Đàm Văn Lễ, Ngô Luân, Hàn lâm viện thị thư kiêm Tú lâm cục tư huấn Nguyễn Đôn Hậu, Hàn lâm viện thị thư kiêm Sùng văn quán Tú lâm cục tư huấn Lương Thế Vinh, Đông các hiệu thư Lê Tuấn Ngạn, Hàn lâm viện thị độc kiêm Tú lâm cục tư huấn Nguyễn Xung Xác cùng một số sĩ phu khác đảm trách. Trong Đại Việt Sử ký Toàn thư có chép bài văn bia của Đỗ Nhuận:
"Sự nghiệp trị nước lớn lao của Đế vương, không gì cần kíp hơn nhân tài, điển chương chế độ đầy đủ của nhà nước, tất phải chờ ở bậc hậu thánh. Là bởi trị nước mà không lấy nhân tài làm gốc, chế tác mà không dựa vào thánh nhân đời sau thì đều chỉ là cẩu thả tạm bợ mà thôi, sao có thể đạt tới chính trị phong hóa phồn vinh, văn vật điển chương đầy đủ?
Kể từ Thái Tổ bắt đầu sửa sang việc học vào kỷ nguyên Thuận Thiên, Thái Tông mở khoa thi đầu vào năm Đại Bảo thứ 3, Nhân Tông chọn người hiền, dùng bậc giới, kính cẩn tôn theo phép cũ. Đến như việc dựng (có sách chép là "phụ") bia ở nhà Thái học thì vẫn để đó chưa làm; văn vật đầy đủ, như còn chờ bậc hậu thánh.
Nay Thánh thượng như trời mở trung hưng, tự mình gánh vác đạo lớn, việc tôn sùng Nho giáo càng thành khẩn chăm lo. Huống chi nhân tài đã được các tiên thánh nuôi dạy từ lâu, hơn nữa lại nhờ công sức mười năm nâng vực. Trước đây 6 năm một lần thi lớn, nay thì châm chước theo chế độ nhà Chu đã định là 3 năm. Trước kia lấy đỗ đều không quá hai ba chục người, nay thi rộng xét thực tài, không lo nhiều quá.
Cho nên tôn trọng biểu dương, đức ý rất hậu, ân vinh thứ bậc. tiết mục tận tường, vẹn toàn, rực rỡ, vượt cả xưa nay. Cho nên bia đá khắc tên, vẫn ghi việc thực, đặt ở cửa hiền, tưởng lệ kẻ sĩ, công việc làm của nhà vua tốt đẹp nhường nào.
Thế thì triều Lê ta văn minh đầy đủ, khoa mục mở mang, mở nguồn từ thời Thuận Thiên, bắt đầu từ năm Đại Bảo, thịnh hành từ đời Thái Hòa, mà thịnh nhất vào đời Hồng Đức vậy. Nếu như không phải do Thánh thượng làm tròn trách nhiệm bậc thầy, thân hành nắm giữ quyền hành chế tác, thì sao có thể thực hiện cái chí của người trước chưa thực hiện được, hoàn thành sự nghiệp mà người trước chưa hoàn thành".
Các đời vua sau này tiếp tục bổ sung thêm các tấm bia vinh danh mới.
Trước năm 1486, quan viên tại chức mà chưa thi Hương đều được dự thi Hội. Đến tháng 6 âm lịch năm này, Lê Thánh Tông nghe theo lời tâu của Hàn lâm viện thị thư Lương Thế Vinh, nên ra lệnh: viên quan nào chưa đỗ thi Hương mà muốn thi Hội, nếu là quan Kinh sư thì phải thi ở phủ Phụng Thiên, nếu là quan địa phương thì phải thi ở ty Thừa ở thừa tuyên của mình. Thể lệ thi tương tự như thi Hương; ai đỗ kỳ thi này thì mới được quyền thi Hội.
Theo thông lệ, thi Đình được dùng để phân loại những người đỗ thi Hội, nên không đánh trượt người nào. Tuy nhiên, trong khoa thi năm 1496, vua Thánh Tông triệu các sĩ tử vào sân điện Kim Loan để ông đích thân xem mặt, rồi đánh trượt 11 người.
Tổng cộng từ năm 1463 đến 1496, Lê Thánh Tông đã mở 12 khoa thi lớn, lấy đỗ tổng cộng 9 Trạng nguyên và 501 tiến sĩ. Sử gia Phan Huy Chú trong sách Lịch triều hiến chương loại chí (phần "Khoa mục chí") khen ngợi chính sách khoa bảng của ông:
| “              | Khoa cử các đời, thịnh nhất là đời Hồng Đức. Cách lấy đỗ rộng rãi, cách chọn người công bằng, đời sau không thể theo kịp. | ” |
| — Phan Huy Chú | |   |

Lê Quý Đôn cũng ca ngợi khoa bảng thời Hồng Đức đã chọn được nhiều nhân tài giúp nước. Tuy nhiên họ Lê còn chỉ ra một số mặt trái của nó:
| “            | Khoảng giữa niên hiệu Hồng Đức, mở rộng khoa cử, tuyển nhiều nhân tài, sĩ tử tập lối văn bóng bẩy, đục gọt từng câu, mong sao được đỗ để ra làm quan. Nay muốn tìm lấy hạng người khí tiết khẳng khái trong thời nay xem ra có phần thưa thớt. Nhưng con đường bổng lộc đã mở ra, thì phương pháp thi cử cũng nghiêm ngặt, người điềm tĩnh được tiến lên, người cầu may bị sàng sảy, cho nên người tại chức ít thói cầu cạnh mà trong nước biết quý danh nghĩa. | ” |
| — Lê Quý Đôn | |   |

Tạ Chí Đại Trường thì nhìn nhận:
Con đường khoa cử mở ra hướng đi đến danh vọng, quyền lực cho một số người không có căn bản thần thế gia đình, có thể không giàu lắm. Người lạc quan thời nay thì tán tụng tinh thần "dân chủ" trong cách chọn lựa nhân tài đó nhưng Lê Quý Đôn đã từng phê phán lối học dành cho thi cử làm lấn át tinh thần thực học cần thiết cho việc quản lí đất nước. Ảnh hưởng lâu dài đến ngày nay là lối văn trau chuốt đệm thêm một chút dáng vẻ "trí thức" đó đã thành một ý thức kiêu hãnh ngầm cho một lớp người đem ra phục vụ những người cầm quyền vốn không cần nhiều đến kiến thức cho lắm.
Ngoài việc tổ chức các khoa thi lớn, Lê Thánh Tông cũng đặt lệ: trước mỗi kỳ kiểm tra dân đinh, hai ty Thừa, Hiến của các thừa tuyên phải tổ chức thi khảo học trò, ai thi đỗ thì khỏi đi lính. Nhà vua rất nghiêm khắc trong việc bài trừ gian lận thi cử: năm 1485, thấy năm trước có hàng vạn học trò thi đỗ, ông nghĩ là có gian lận, nên ra lệnh bắt số người này thi lại. Ông còn quy định rõ rằng "đến khi phúc hạch lại, nếu còn có người nào không làm được bài để quyển giấy trắng, hoặc người nào làm bài không thành văn lý, thì viên quan đề điệu và giám thí niêm phong quyển lại tâu hặc về triều đình. Nếu xét thấy xứ nào có từ một người đến bốn, năm người phạm trường quy như thế, thì viên quan thừa chính và hiến sát xứ ấy sẽ phải luận vào tội biếm chức hoặc bãi chức, còn bản thân người phạm tội trường quy ấy sẽ phải tội đồ".

### Văn hóa

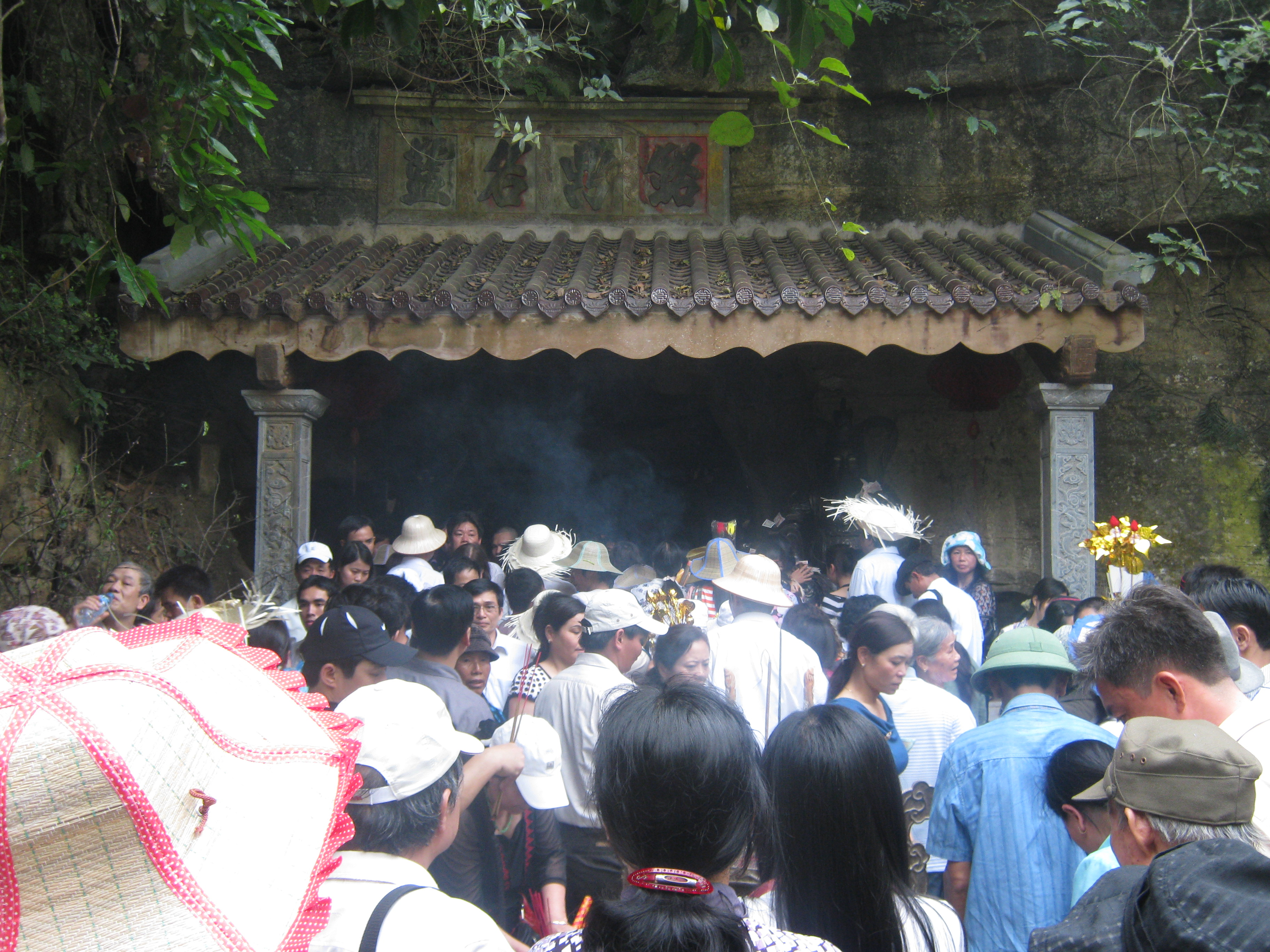
Bức đại tự "Minh đỉnh danh lam" - bút tích của Lê Thánh Tông tại động sáng ở chùa Bái Đính tỉnh Ninh Bình.

#### Chính sách văn hóa
Lê Thánh Tông trị vì Đại Việt 38 năm và dưới thời ông Nho học trở nên chiếm ưu thế, ông đã cho ra lệnh soạn nhiều tác phẩm có giá trị văn hóa, xã hội. Các bia tiến sĩ ở Văn Miếu - Quốc Tử Giám được bắt đầu dựng vào thời đại của ông không chỉ có ý nghĩa về lĩnh vực giáo dục, mà chúng thực sự là các công trình văn hóa nghệ thuật đặc sắc, lưu lại tới ngày nay trở thành di sản văn hóa thế giới.
Việc biên soạn lịch sử được Lê Thánh Tông ý thức hơn hết, với tư cách là những công cụ để nối liền đạo thống; khôi phục xây dựng kho tư liệu sử liệu dân tộc sau giai đoạn bị triệt tiêu văn hóa, sách vở thời thuộc Minh. Nhà vua kén chọn sử quan rất cẩn thận; thời bấy giờ có nhóm sử quan Lê Nghĩa được ca ngợi vì chép sử rất ngay thẳng, Thánh Tông có lần muốn xem quốc sử nhưng Lê Nghĩa không cho xem. Một sử quan có vai trò nổi bật khác vào thời Hồng Đức là Triều liệt đại phu kiêm Quốc Tử Giám Tư nghiệp kiêm Sử quan tu soạn Ngô Sĩ Liên. Chính Ngô Sĩ Liên là người vào tháng 1 âm lịch năm 1479 đã được Lê Thánh Tông giao việc biên soạn một bộ quốc sử mới mang tên Đại Việt sử ký toàn thư, gồm 15 quyển, chép từ thời Hồng Bàng đến khi Lê Thái Tổ đánh đuổi người Minh về nước năm 1428. Bộ sách này còn tồn tại tới ngày nay và là một tư liệu sơ cấp không thể thiếu cho việc nghiên cứu về lịch sử Việt Nam thời trung đại. Theo Lê Quý Đôn, Lê Thánh Tông còn sai Ngô Sĩ Liên chép sử về 3 triều vua đầu của nhà Lê (Thái Tổ, Thái Tông và Nhân Tông nhà Lê) gọi là Tam triều bản kỷ. Ngoài ra, Thánh Tông đã nhiều lần ra chiếu sưu tầm tư liệu, sách vở và dã sử trong dân gian.
Vào năm 1483 Lê Thánh Tông chủ biên bộ sách Thiên Nam dư hạ tập, sai các văn thần như Đỗ Nhuận, Nguyễn Trực biên soạn. Sách được biên soạn theo loại sách hội yếu, thông điển, gồm 100 quyển ghi chép đầy đủ các chế độ, luật lệ, văn thư, điển lệ, các giấy tờ văn thư hành chính (như chiếu, dụ, cáo, sắc...). Hiện nay, bộ sách thất lạc gần hết, chỉ còn lại 10 tập chép tay viết về các mảng quan chế, điều luật, bản đồ, sớ văn; Thơ, văn, điển lệ, điều luật, chinh chiến, quan chức, thiên văn, địa lý, lịch sử... của nhà Lê, từ Lê Thánh Tông trở về trước. Cụ thể như sau: 
1. Điều luật và Quan chế.
2. Bình thi văn.
3. Liệt truyện, Tạp thức.
4. Khảo sử.
5. Thi tập; Đối liên.
6. Phú tập.
7. Thi tiền tập; Chinh Tây kỉ hành; Minh Lương cẩm tú và Quỳnh Uyển cửu ca.
8. Chinh Chiêm Thành sự vụ; Chinh Tây kỉ hành.
9. Điển lệ; Phú tập.
10. Thiên hạ bản đồ; Quan chế.

#### Sáng tác văn thơ

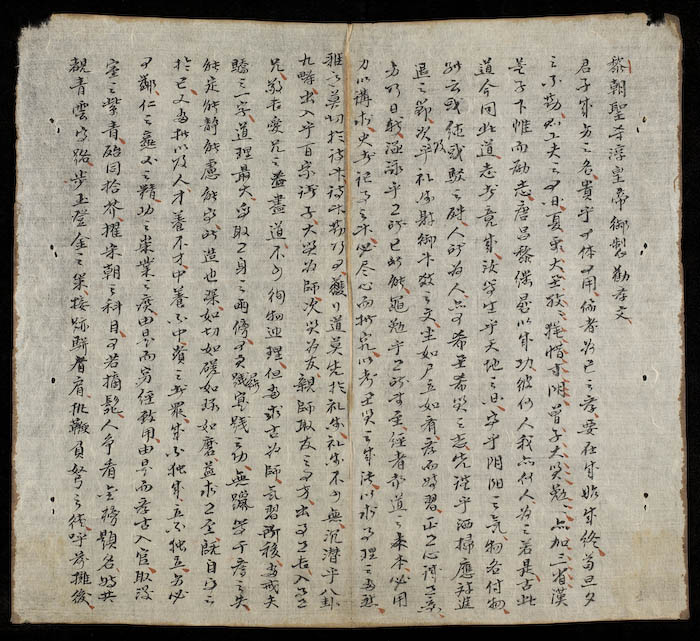
Trang đầu của "Ngự chế khuyến học văn" của Lê Thánh Tông.

Lê Thánh Tông là một nhà thơ và phê bình văn học, vừa sáng tác văn thơ, vừa nghiên cứu, phê bình. Năm 1495, ông sáng lập ra Hội Tao đàn, xưng làm Tao đàn Nguyên soái, xướng họa thơ ca cùng Đông các Đại học sĩ Thân Nhân Trung, Đỗ Nhuận và nhiều quần thần khác, tổng cộng 28 người. Hội Tao đàn ra đời đánh dấu bước phát triển cao về văn chương đương thời. Thơ văn của ông chứa đựng tinh thần yêu nước và tinh thần dân tộc sâu sắc. Ông sáng tác nhiều tác phẩm có giá trị như: Quỳnh Uyển cửu ca, Châu cơ thắng thưởng, Chinh tây kỉ hành, Minh lương cẩm tú, Văn minh cổ xúy, Cổ tâm bách vịnh... tất cả khoảng trên 300 bài (bằng chữ Hán), Hồng Đức quốc âm thi tập (bằng chữ Nôm).
Những trước tác của Hội Tao đàn được ghi chép bằng chữ Hán trong bộ sách:
- Thiên Nam dư hạ tập,
- Quỳnh Uyển cửu ca: Theo Đại Việt Sử ký Toàn thư, tập thơ này do Lê Thánh Tông và các bề tôi xướng họa nhân dịp hai năm liền được mùa theo chín chủ đề: 1. Phong niên (được mùa), 2. Quân đạo (đạo làm vua), 3. Thần tiết (tiết làm bề tôi), 4. Minh lương (vua sáng tôi hiền), 5. Anh hiền (các bậc anh tài hiền triết), 6. Kỳ khí (khí lạ), 7. Thảo tự (chữ Thảo), 8. Văn nhân, 9. Mai hoa.[132]
- Minh lương cẩm tú: Gồm 18 bài, phần lớn là vịnh các cửa biển từ cửa Thần Phù đến Hải Vân quan.
- Văn minh cổ súy: Tập thơ Lê Thánh Tông cùng các hoàng tử và triều thần viết nhân dịp về bái yết sơn lăng, viếng thăm lăng mộ hoàng tộc để tỏ lòng hiếu kính tổ tiên, cầu cho quốc thái dân an.
- Chinh Tây kỷ hành: Tập thơ nhật ký theo lộ trình tiến đánh Chiêm Thành từ năm 1470 đến 1471, gồm 30 bài.
- Cổ Tâm bách vịnh: Tập thơ họa thơ vịnh sử của nhà Nho đời Minh là Tiên Tử Nghĩa. Các từ thần là Thân Nhân Trung, Đỗ Nhuận phụng bình. Thơ đều làm theo thể ngũ ngôn tuyệt cú.[133]
- Châu cơ thắng thưởng: Vần thơ châu ngọc được viết khi du ngoạn cảnh núi sông danh thắng của đất nước, như chùa Sài Sơn, núi Chiếu Bạch, động Long Quang,... gồm 20 bài.
- Anh hoa hiếu trị
- Cổ kim cung từ thi tập
- Xuân vân thi tập: 1 tuyển tập các tác phẩm thơ của Lê Thánh Tông, không rõ thời điểm biên tập.

Số lượng tác phẩm thi văn chữ Hán của Lê Thánh Tông thực tế có thể còn nhiều hơn, nhưng còn lại đến nay chỉ có khoảng 350 bài.
Ngoài thơ chữ Hán, Lê Thánh Tông còn có khá nhiều thơ Nôm, tập trung chủ yếu trong Hồng Đức quốc âm thi tập. Hiện vẫn chưa có con số thống kê chính xác các bài thơ Nôm của ông. Nhưng bài văn Nôm Thập giới cô hồn quốc ngữ văn có thể coi là bài văn biền ngẫu có giá trị bậc nhất của thế kỷ XV. Trong đó, không chỉ ghi chép thơ văn, mà còn ghi chép về lý luận phê bình văn học, về lịch sử, kinh tế, quan chế, địa lý v.v...
Lê Thánh Tông là người dẫn đầu phong trào mới này, cả về nghệ thuật thể hiện, cả về tư tưởng triết học. Thánh Tông di thảo là dấu mốc quan trọng ghi nhận bước trưởng thành của truyện ký Đại Việt viết bằng chữ Hán, ra đời trước cả tập "Truyền kỳ mạn lục" của Nguyễn Dữ (thế kỷ XVI).
Lê Thánh Tông khuyến khích các quan lại và tự mình tích cực sử dụng chữ Nôm như một sự tự tôn và tự cường. Trong một bài thơ Nôm, Lê Thánh Tông tự trình bày về mình: 
Trống dời canh còn đọc sách,
Chiêng xế bóng chửa thôi chầu.

#### Truy phong một số công thần
Vào thời kỳ khởi nghĩa chống Minh (1418-1428), Lê Thái Tổ đã được nhiều tướng lĩnh, văn thần giúp sức trong việc giành lại độc lập cho Đại Việt. Tuy nhiên, từ khi nhà Lê thành lập, một số công thần khai quốc như Phạm Văn Xảo, Lê Sát, Lê Ngân, Trịnh Khả, Trịnh Khắc Phục, Nguyễn Trãi,... đã bị xử tử do đấu đá nội bộ hoặc sự nghi kỵ của các vua. Sau vụ án này, vua Lê Nhân Tông (1443–1459) đã khẳng định lại công lao sự nghiệp của Nguyễn Trãi: Nguyễn Trãi là người trung thành giúp đức Thái Tổ dẹp yên giặc loạn, giúp đức Thái Tông sửa sang thái bình. Văn chương và đức nghiệp của Nguyễn Trãi, các danh tướng của bản triều không ai sánh bằng. Nhưng Lê Nhân Tông vẫn chưa minh oan cho Nguyễn Trãi.
Năm 1464, Lê Thánh Tông đã chính thức minh oan cho Nguyễn Trãi. Ông ca ngợi Nguyễn Trãi là Ức Trai tâm thượng quang Khuê tảo, truy tặng tước Tán Trù bá, ban cho con là Anh Vũ chức huyện quan. Năm 1467, Lê Thánh Tông ra lệnh sưu tầm di cảo thơ văn Nguyễn Trãi. Việc làm này có thể đã góp phần bảo tồn một phần quan trọng các di sản văn hóa mà Nguyễn Trãi đã để lại.
Lê Thánh Tông như đã tạc bia cho Nguyễn Trãi bằng câu thơ:
Ức Trai tâm thượng quang Khuê tảo
Tạm dịch:
Tâm hồn Ức Trai sáng tựa sao Khuê
hay là: Văn chương Ức Trai lòng soi sáng
Nhiều người hiểu sai khi dịch nghĩa "Ức Trai tâm thượng quang khuê tảo" là "Lòng Ức Trai sáng tựa sao khuê", dịch chính xác phải là "văn chương Ức Trai lòng soi sáng", với ý ca ngợi văn chương chứ không phải nhân cách Nguyễn Trãi.
Nguyên văn bài thơ:
Cao Đế anh hùng cái thế danh,
Văn Hoàng trí dũng phủ doanh thành.
Ức Trai tâm thượng quang khuê tảo,
Vũ Mục hung trung liệt giáp binh.
Thập Trịnh đệ huynh liên quý hiển,
Nhị Thân phụ tử bội ân vinh.
Hiếu tôn Hồng Đức thừa phi tự,
Bát bách Cơ Chu lạc trị bình.
Dịch nghĩa:
Đức Cao Đế là bậc anh hùng đệ nhất thiên hạ,
Đức Văn Hoàng trí dũng kế thừa cơ nghiệp.
Văn chương Ức Trai soi sáng lòng,
Binh giáp Vũ Mục chứa đầy bụng.
Mười anh em họ Trịnh tất thảy đều vẻ vang phú quý,
Hai cha con họ Thân (Thân Nhân Trung và Thân Nhân Tín) đều hưởng ân vinh lớn.
Cháu hiếu là Hồng Đức (tức Lê Thánh Tông) nay kế thừa nghiệp lớn,
Vui hưởng thái bình như nhà Chu tám trăm năm.
Trên thực tế, Lê Thánh Tông truy tặng Nguyễn Trãi tước Tán Trù bá, vẫn thấp hơn tước phong của Nguyễn Trãi khi còn sống là Quan phục hầu (do vua Lê Thái Tổ phong năm 1428). Đến năm 1512, vua Lê Tương Dực mới gia phong Nguyễn Trãi tước Tế Văn hầu.
Lê Thánh Tông còn khôi phục danh dự cho nhiều công thần khai quốc khác, ví dụ năm 1484 truy tặng Phạm Văn Xảo (bị giết năm 1431) làm Thái bảo Thắng quận công, Lê Sát (bị giết năm 1437) làm Thái bảo Cảnh quốc công, Lê Ngân (bị giết năm 1437) làm Thái phó Hoằng quốc công, Trịnh Khắc Phục (bị giết năm 1451) làm Thái bảo Ngọc quận công, và Trịnh Khả (bị giết năm 1451) làm Thiếu phó Liệt quốc công. Theo sách Đại Việt thông sử của Lê Quý Đôn, Trịnh Khả lúc sinh thời đã từng cứu nguy cho mẹ của Thánh Tông, nên nhà vua biệt đãi con cháu ông này hơn các bề tôi khác. Lê Quý Đôn trong tác phẩm khác là Kiến văn tiểu lục cũng ghi nhận: "Trịnh Khả... có 10 người con, đều giữ chức tướng văn, tướng võ, danh vọng lừng lẫy một thời đấy là việc hiếm có xưa nay". Bài thơ trên của Thánh Tông khen "mười anh em họ Trịnh tất thảy đều vẻ vang phú quý" là nhắc đến 10 vị này.

### Xã hội, tôn giáo
Dưới triều Lê Thánh Tông, nền văn hóa Tam giáo đồng nguyên của Đại Việt trước thế kỷ 15 đã hoàn toàn bị thay thế bằng sự lên ngôi của Tân Nho giáo (Tống Nho), đặc biệt trong khu vực triều đình và giới sĩ phu. Do sự thúc đẩy từ những cải cách chính trị, hành chính, khoa cử,... của Lê Thánh Tông, văn hóa Tân Nho giáo đã nở rộ trên khắp châu thổ Bắc Bộ, không chỉ ở các vùng đất phía đông châu thổ như Hải Dương, mà còn lan tới Kinh Bắc và các miền đất khác ở trung tâm và phía tây châu thổ, nơi từng là một trung tâm lớn của đạo Phật. Phật giáo và Đạo giáo bị đẩy lui xuống sinh hoạt ở các làng xã. Chỉ một năm sau khi lên ngôi, tháng 7 âm lịch năm 1461, Lê Thánh Tông xuống chiếu cho các xứ, phủ, lộ cấm dân làm mới những chùa Phật, quán Đạo không có ngạch cũ. Đến tháng 12 âm lịch năm 1463, ông lại ra sắc chỉ: "Những người bói toán, đạo thích ở trong nước từ nay về sau không được trò chuyện trao đổi với người trong cung và hậu đình", cấm các thầy bói, đồng cốt, thiền sư, đạo sĩ cả nước không được liên lạc giao tiếp với người trong cung đình. Chưa hết, tháng 3 âm lịch năm 1470, ông ra lệnh cấm người không phải là tăng sĩ Phật giáo được cạo đầu. Ngoài ra, ông và người kế vị là Lê Hiến Tông rất hay trích dẫn Tứ thư, Ngũ kinh của Nho giáo khi ra chiếu chỉ và khi nói chuyện với quan lại. Năm 1479 Lê Thánh Tông sai sử thần Ngô Sĩ Liên biên soạn bộ Đại Việt Sử ký Toàn thư. Khi chép tới việc vua Hồ Quý Ly (cai trị 1400-1401) ngờ vực Khổng Tử và các triết gia mở nền Tân Nho giáo như Chu Hi và Trình Hạo, Ngô Sĩ Liên có những lời chỉ trích Hồ Quý Ly thể hiện rõ quan điểm chính thức của triều đình Lê Thánh Tông rằng Khổng Tử là người vĩ đại nhất từ trước tới nay, cũng như vai trò độc tôn không thể chối cãi của Tân Nho giáo:
"Đạo của tiên thánh nếu không có Khổng Tử thì không ai phát huy được; hậu thánh sinh ra, nếu không có Khổng Tử thì không còn ai làm khuôn phép nữa. Từ khi có sinh dân đến nay, chưa có ai nổi tiếng hơn Khổng Tử, thế mà Quý Ly lại dám khinh suất bàn về ngài thì thực là không biết lượng sức mình."
Và:
"Chu tử sinh ở cuối thời Tống, nối sau các tiên nho Hán Đường đã chú giải 6 kinh, mới ngược dòng tìm nguồn, hiểu được ý của thánh nhân, sách kinh, rõ được đạo thánh nhân ở lời giải, hết sức nghiền nghĩ, thấu lẽ vào lòng, nói ra rõ ràng, chỉ dẫn xa rộng, gọi là tập đại thành của chủ Nho mà làm khuôn mẫu cho hậu học. Huống chi lại còn có Trình tử xướng ở trước, mà Chu tử bổ sung những chỗ chưa đủ ở sau, thì nghĩa đã tinh lắm. Người sau chỉ mở cho rộng thêm, chuốt cho bóng thêm, có thế mà thôi, sao lại được chê cãi."
Sử gia hiện đại Trần Quốc Vượng đã phê phán chính sách đề cao Nho giáo của Lê Thánh Tông: "Tinh thần khai phóng, cởi mở, "quốc gia mở nước tự có pháp độ riêng..." của nhà Lý, nhà Trần đã biến mất. Chỉ còn lại sự độc quyền tư tưởng Nho-Tống để độc quyền quân chủ. Thế lưỡng phân văn hóa giữa cung đình/dân gian dần dà sâu sắc"; và: "Phải công nhận triều Lê mê tín Tống Nho đến thế là cùng".
Bên cạnh đó, nhà vua không hẳn là hoàn toàn không tin vào các nền tâm linh ngoài Nho giáo. Ông đã sử dụng các đạo sĩ để cúng tế thần linh khi có sâu lúa phá hoại mùa màng. Ông còn bảo các quan phải cúng tế mọi thần linh trong nước vào những lúc hạn hán, bão lũ, bệnh dịch... hoặc khi đi chinh phạt.
Tháng 10 âm lịch năm 1465, Lê Thánh Tông ra chỉ nghiêm cấm những người hát chèo chế giễu cha mẹ và quan trưởng.
Tháng 1 âm lịch năm 1470, Lê Thánh Tông đặt lệ: con cái để tang cha mẹ, vợ để tang chồng bắt buộc phải trong vòng 3 năm. Người nào không làm theo là "trái lễ", "phạm pháp". Nội dung sắc chỉ được tóm lược trong Toàn thư như sau:
"Con để tang cha mẹ, vợ để tang chồng phải theo quy chế chung là 3 năm, không được theo ý riêng tự tiện làm trái lễ, phạm pháp. Con để tang cha mẹ mà vợ cả, vợ lẽ có chửa thì bắt tội đi đày. Vợ để tang chồng mà dâm loạn bừa bãi, hoặc chưa hết tang đã bỏ áo trở, mặc áo thường, hoặc nhận lễ hỏi của người khác, hay đi lấy chồng khác đều phải tội chết cả. Nếu đương có tang, ra ngoài thấy đám trò vui mà cứ mê mải xem không tránh, thì xử tội đi đày. Nếu kẻ nào tham của, hiếu sắc mà lấy vợ cả vợ lẽ của kẻ đại ác phản nghịch, cùng là người Man thông dâm với vợ cả vợ lẽ của anh em đã chết rồi, cùng những kẻ làm quan lại mà nhận hối lộ thì tùy tội nặng nhẹ mà xử tội".
Đoạn ngăn cấm "người Man" tư thông với vợ lớn vợ bé của anh em quá cố cho thấy Lê Thánh Tông muốn áp đặt lễ giáo lên các dân tộc thiểu số, ông cho cả tục lệ thông thường của họ là trái ngược luân thường đạo lý.
Năm 1474, Lê Thánh Tông ban lệnh khuyến khích lòng trung thành tuyệt đối của dân chúng với hoàng đế:
| “                         | Trung thần nghĩa sĩ như Lê Phụ Trần, (Trần) Khát Chân triều trước, Đào Biểu triều này, quan phụ trách và quan phủ huyện tìm lấy một người cháu nội, hay cháu gọi bằng chú bác của các vị đó, xét thực tâu lên sẽ trao cho một chức nhàn tản. Nếu không có cháu thì mới cho một người thân thuộc được miễn quân dịch và thuế khóa để coi việc thờ cúng. Còn như Phó Đô ngự sử Nguyễn Duy Trinh thì theo lệ chết trận để tỏ khuyến khích. | ” |
| — Đại Việt Sử ký Toàn thư | |   |

Lê Thánh Tông cũng nghiêm cấm phụ nữ phá thai. Sử Việt kể năm 1484 nhà vua có lệnh: "Loại đàn bà tàn nhẫn, vì muốn ít con cái để giữ lấy nhiều của, hoặc ngại việc sinh đẻ, muốn tránh khó nhọc, thấy mìmh có thai, dùng kế cho sẩy thai, thương tổn tính mệnh, làm hại luân thường, cùng là những kẻ phá thai cho người khác, đều phải tra xét, trị tội theo luật pháp... nếu có người đàn bà nào như hạng nói trên, mà mọi người đều biết, cùng là người chồng không biết răn cấm, đều trị tội theo luật pháp".
Theo Khâm định Việt sử Thông giám Cương mục và Việt Nam sử lược, vào đầu thời Lê Thánh Tông trong nhân gian tồn tại nhiều tục lệ cổ hủ, lạc hậu. Những gia đình có tang, cứ nhân tiết Trung nguyên lại sửa soạn đàn chay, phần nhiều có cả rượu để mời khách khứa. Nhân đó họ bày đủ thứ các trò tạp kỹ, hò hát, chơi bời, lấy tiếng là báo hiếu nhưng thực ra là để tụ họp ăn chơi. đối với việc hôn nhân thì nhà trai làm lễ đính hôn rồi phải chờ 3-4 năm nữa mới được đón dâu về. Vua Thánh Tông đã xuống chiếu cấm những nhà có tang tổ chức tiệc tùng, hát xướng, cấm người dân hội họp chè chén vào những ngày không phải lễ giỗ, lễ tế, cưới hỏi, đám tang, ân mệnh, ăn mừng,... và quy định việc cưới hỏi phải được tiến hành theo nghi thức: "Khi lấy vợ, trước hết phải nhờ mối lái đi lại bàn định, rồi sau mới định lễ cầu thân; lễ cầu thân xong, rồi mới bàn việc dẫn cưới; dẫn cưới xong, rồi mới chọn ngày lễ đón dâu. Ngày hôm sau, [con dâu] chào cha mẹ chồng, ngày thứ ba đến làm lễ ở nhà thờ, phải theo đúng trình tự các nghi thức tiết văn đã ban xuống mà thi hành, không được như trước, nhà trai đã dẫn lễ cưới rồi còn để qua 3,4 năm sau mới cho đón dâu" (chỉ dụ ban hành ngày 23 tháng 12 âm lịch năm 1478). Ông còn ban bố 24 điều giáo huấn cho người dân sống có văn minh, cư xử với nhau hợp đạo lý.

### Mở rộng Đại Việt

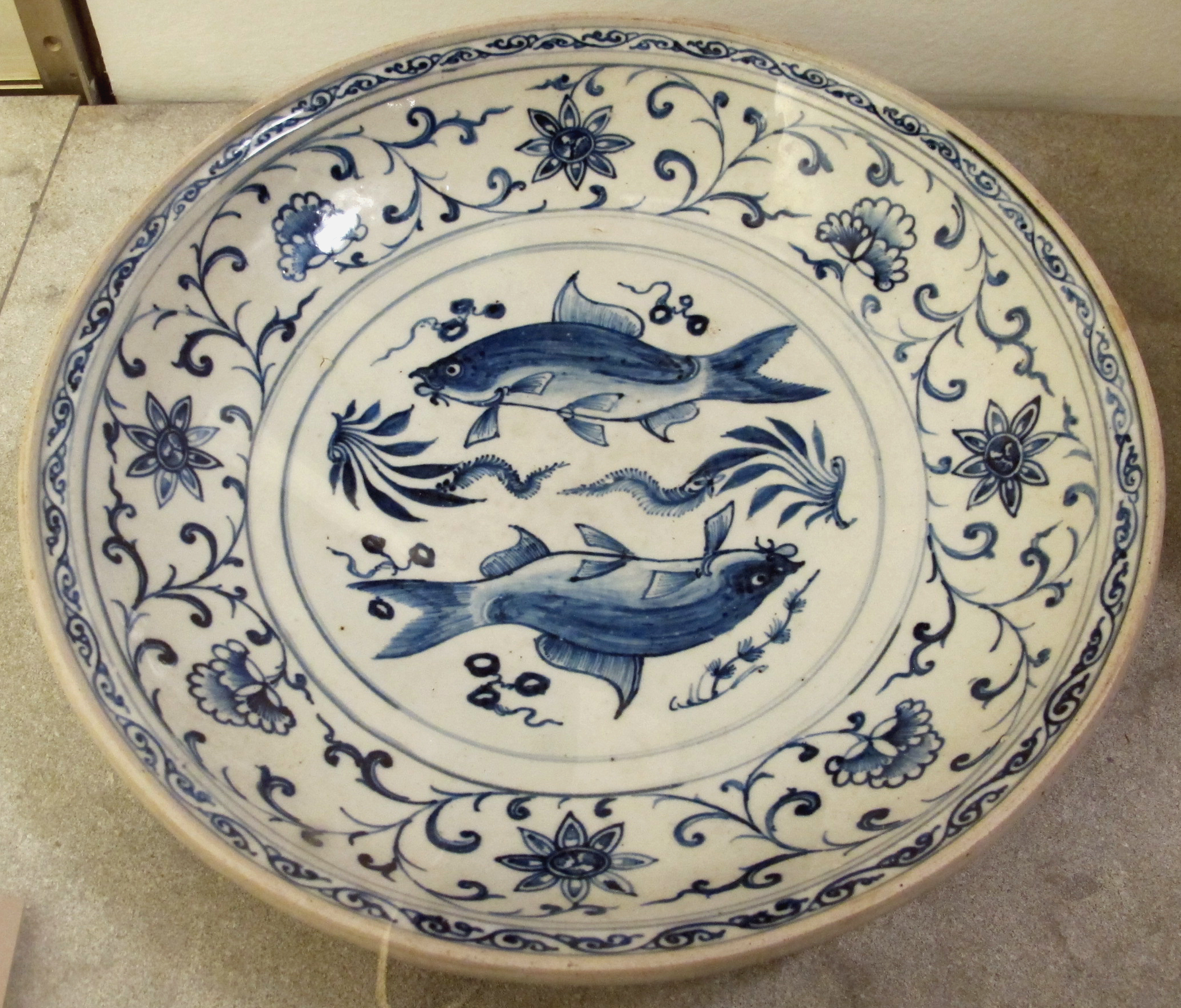
Sản phẩm dĩa gốm Chu Đậu sản xuất dưới thời Lê Thánh Tông, lưu trữ tại Musée Guimet, Paris.

Bản đồ thể hiện công cuộc Nam tiến.

#### Chinh phạt phương Nam
Sau thắng lợi của chiến dịch phạt Chiêm (1446), Tuyên Từ Hoàng thái hậu phế truất quốc vương Chiêm Bí Cai, lập Ma Ha Quý Lai làm vua chư hầu. Năm 1449, Quý Lai bị em là Quý Do soán ngôi. Sau đó Quý Do lại bị Bàn La Trà Duyệt, người ở Thị Nại giết và đoạt ngôi. Trà Duyệt chết, truyền ngôi cho em là Trà Toàn (Pau Kubah). Đại Việt Sử ký Toàn thư mô tả: "Trà Toàn là đứa hung bạo làm càn, dối thần ngược dân, người Chiêm mưu phản, Toàn cũng không nghĩ chi đến, lại còn ngạo mạn kiêu căng, không sửa lễ tiến cống, lăng nhục sứ thần của triều đình, quấy nhiễu dân biên giới".
Năm 1469, quân Chiêm Thành vượt biển sang đánh phá châu Hóa. Năm 1470, Trà Toàn sai sứ thần sang cầu viện đế quốc Minh, thân hành đem 10 vạn quân thủy, bộ cùng voi ngựa đến đánh úp Hóa Châu. Tướng trấn thủ Hóa Châu là Phạm Văn Hiển cự địch không lại, phải đóng cửa thành chống giữ, cho người phi ngựa đem văn thư cáo cấp về Đông Kinh. Vua Thánh Tông lập tức ra lệnh bổ sung quân lính, trưng thu lương thực, dụ Thừa tuyên sứ phủ Thiên Trường: "Dẹp loạn thì trước hết phải dùng võ, quân mạnh vốn là ở đủ lương ăn. Lệnh tới nơi, bọn ngươi phải trưng thu ở các hạng quân sắc, lại viên, sinh đồ mỗi người 15 ống gạo, hạng hoàng đình và người già mỗi người 12 ống, bắt người bị trưng thu lại phải đồ lên thành gạo chín, không được để chậm ngày giờ, đem nộp lên sứ ty. Quan hạt đó đựng làm nhà kho, kiểm nghiệm thu vào rồi làm bản tâu lên. Kẻ nào trốn chạy thì xử tội chém đầu".
Tháng 10 năm 1470, Lê Thánh Tông sai Nguyễn Đình Mỹ và Quách Đình Bảo đem việc Chiêm Thành đánh úp biên giới sang thông báo với Đại Minh.
Lê Thánh Tông quyết định đem 26 vạn quân chinh phạt Chiêm Thành. Ông soạn chiếu thư đánh Chiêm để kể tội Trà Toàn, công bố cho dân chúng trong nước biết một cách công khai và rõ ràng về lý do xuất quân. Ngày 6 tháng 11 âm lịch (28 tháng 11 dương lịch) năm 1470, ông lệnh cho thái sư Lân quận công Đinh Liệt, Thái bảo Kỳ quận công Lê Niệm đem 10 vạn quân xuất phát đi trước. 10 ngày sau nhà vua thân hành đốc xuất 15 vạn thủy quân xuôi vào đất Chiêm Thành. Giữa tháng 12 âm lịch năm 1470, đại quân vào bản thổ Chiêm Thành. Lê Thánh Tông sai người vẽ lại bản đồ nước Chiêm, và dặn quân binh phải tập luyện khẩn trương hơn nữa. Ông còn biên soạn sách Bình Chiêm Sách, viết về 10 lẽ tất thắng và 3 việc đáng lo, sau đó sai Chỉ huy Nguyễn Thế Mỹ dịch ra chữ Nôm rồi ban phát cho tướng sĩ.
Ngày 5 tháng 2 âm lịch năm 1471, quốc vương Trà Toàn sai Thi Nại cùng 6 viên tướng mang 5.000 quân và voi chiến áp sát ngự doanh. Hôm sau Thánh Tông sai Tả du kích tướng quân Lê Hi Cát, Hoàng Nhân Thiêm và Tiền phong tướng quân Lê Thế, Trịnh Văn Sái đem hơn 500 chiếc thuyền và 3 vạn lính vượt biển, lẻn vào cửa biển Sa Kỳ lập dinh lũy, hầu chặn đường về của quân Chiêm. Ông còn bí mật sai viên tướng giữ quân bộ là Nguyễn Đức Trung đem quân lẻn đi vào chân núi mai phục.
Ngày 7 tháng 2 âm lịch, Lê Thánh Tông thân đem hơn 1000 chiếc thuyền và hàng trăm ngàn quân ra hai cửa biển Tân Áp và Cựu Tọa dựng cờ thiên tử vừa đánh trống vừa hò reo tiến thẳng về đằng trước mặt. Quân Chiêm vỡ trận, phải cắm đầu chạy về Đồ Bàn. Đến núi Mạc Nô, quân Chiêm bị cánh quân của Lê Hi Cát đón đánh. Người Chiêm lại bị đánh tan, phải chạy rẽ ngang trèo qua chân núi cao, xác người, ngựa và đồ quân bỏ lại đầy núi đầy đường. Các tướng Lê Niệm và Ngô Hồng tung quân ra đánh, chém chết một đại tướng và thu nhiều chiến lợi phẩm.
Sau những thắng lợi bước đầu, Lê Thánh Tông thúc quân đánh Mễ Cần, tiêu diệt hơn 300 quân Chiêm, bắt 60 người. Đến ngày 28 tháng 2 âm lịch, quân Đại Việt tiến sát và bao vây kinh thành Đồ Bàn. Ngày 1 tháng 3 âm lịch, Đồ Bàn thất thủ. Theo Đại Việt sử ký toàn thư, hơn 3 vạn người Chiêm bị bắt, 4 vạn lính Chiêm Thành đã tử trận. Cánh quân Thuận Hóa bắt được Trà Toàn dâng lên vua Thánh Tông; Đại Việt Sử Ký Toàn Thư chép rằng:
"Quân Thuận Hóa bắt sống được Trà Toàn dẫn đến trước mặt vua. Trà Toàn cúi đầu quỳ xuống. Vua hỏi qua người phiên dịch rằng:
"Ngươi là chúa nước Chiêm phải không?".
Toàn trả lời: "Vâng".
Vua hỏi: "Có biết ta là vua không?".
Toàn trả lời: "Tôi nhìn thấy phong thái, đã biết là thánh thượng rồi".
Vua hỏi: "Ngươi có mấy con rồi".
Trả lời: "Tôi có hơn 10 đứa con".
Đỗ Hoàn nói: "Hắn đã kêu van xin làm thần tử, xin bệ hạ tha cho khỏi chết".
Vua nói với Toàn:
Trong đám gươm giáo, ta sợ ngươi bị hại, nay may mà còn sống đến đây, ta thực yên lòng".
Bèn sai đưa Trà Toàn ra ngoài ty Trấn điện làm nhà nhỏ cho ở đấy. Các quan dẫn Toàn ra hơi gấp. Vua bảo:
"Đưa đi thong thả thôi, người ta là vua của một nước, sao lại bức nhau đến như vậy?".
Ngày mồng 2, vua thấy đã phá được thành Chà Bàn, liền xuống chiếu đem quân về.
Vua thấy thuyền Trà Toàn đi chật hẹp, không chức được hết vợ cả, vợ lẽ hắn, sai cho chọn hai người cùng đi. Còn những người khác, khi về đến kinh sư, sẽ trả lại cả. Vợ của Trà Toàn là con gái Bí Cai, cùng với cháu gái đều là vợ của Bàn La Trà Duyệt là anh Toàn. Thế mà Trà Toàn thông dâm cả."
Ngày 8 tháng 4 âm lịch, khi đại quân về tới Nghệ An, Trà Toàn do lo sợ nên sinh bệnh chết. Thánh Tông sai chặt đầu xác Trà Toàn, phần thi thể còn lại bị đốt quăng xuống sông. Mang đầu Trà Toàn chở trên thuyền, trước thuyền có cắm lá cờ trắng ghi dòng chữ: "Đầu của tên đầu sỏ tội ác Trà Toàn nước Chiêm Thành". Ngày 22 tháng 4 âm lịch, Thánh Tông đem đầu Trà Toàn và tai bị cắt của quân Chiêm Thành tử trận làm lễ cáo thắng trận ở Lam Kinh.
Sau khi Đồ Bàn bị hạ, bộ tướng của Trà Toàn là Bô Trì Trì chạy về đất Phan Lung, chiếm giữ 1/5 lãnh thổ Chiêm Thành, rồi cử sứ sang cống và xin thần phục Đại Việt. Theo Việt Nam sử lược, vua Thánh Tông muốn làm cho Chiêm Thành suy nhược vĩnh viễn, mới chia đất Chiêm ra làm 3 nước, phong 3 vua: 1 nước là Chiêm Thành, 1 nước nữa là Hóa Anh và 1 nước khác nữa là Nam Phan. Lãnh thổ miền bắc Chiêm Thành (từ đèo Hải Vân tới bắc Phú Yên ngày nay) được sáp nhập vào Đại Việt, lập thành thừa tuyên Quảng Nam và vệ Thăng Hoa. Thánh Tông dùng viên hàng tướng Chiêm Thành là Ba Thái làm Đồng tri châu Thái Chiêm, Ba Thủy làm Thiêm tri châu, lại sai Đỗ Tử Quy làm Đồng tri châu tri Thái Chiêm quân dân sự, Lê Ỷ Đà làm Cổ Lũy châu tri châu
tri quân dân; tất cả họ đều được lệnh chém trước tâu sau với những người Chiêm không khuất phục.
Ngay sau khi thu phục Quảng Nam, Lê Thánh Tông lập tức tiến hành bình định vùng đất mới. Tháng 6 âm lịch năm 1471, hoàng đế đặt chức án sát sứ ở 12 thừa tuyên và 3 ty ở Quảng Nam để cai quản. Cùng với vùng biên viễn phía bắc, Quảng Nam được xem là nơi biên địa nguy hiểm, là nơi giao việc khó khăn. Tháng 9 âm lịch năm 1471, hoàng đế ban bố sắc chỉ rằng con trai, con gái, cháu ruột, cháu gọi bằng chú bác của các thể loại tù tội (cụ thể như "những người nguyên nô tỳ của nhà nước, những quan lại ngụy, thổ quan chống đối mà ra thành đầu hàng, những kẻ cha là người Ngô mẹ là người Việt, bọn gian ác phản nghịch, và người Ai Lao, Cẩu Hiểm, Chiêm Thành hết thảy là nô tỳ của nhà nước, đã bổ đi làm các loại công việc mà phải tội") phải tới Châu Lâm viện khai tên để được đưa vào định cư ở Quảng Nam. Tháng 11 âm lịch năm 1471, ông lại răn đe các quan thừa tuyên, phủ, huyện ở vùng đồng bằng sông Hồng phải yêu nuôi dân chúng, nghiêm trị cường hào, chấn hưng phong tục, khuyến khích nông nghiệp, đê điều, nếu lười nhác sẽ bị vệ sỹ vệ Cẩm y đến điều tra, rồi bị bãi chức và bắt sung quân ở Quảng Nam. Những người Chiêm ở lại Quảng Nam thì đều phải Việt hóa tên họ; theo một sắc chỉ vào tháng 9 âm lịch năm 1472, họ chỉ được để tên dài ba chữ. Đến ngày 22 tháng 4 âm lịch năm 1474, lại có sắc chỉ rằng tù nhân bị tội lưu phải sung làm quân các vệ Thăng Hoa, Tư Nghĩa, Hoài Nhân ở Quảng Nam.
Theo Đại Việt Sử ký Toàn thư, sau chiến dịch của Lê Thánh Tông, Đại Việt thanh thế lừng lẫy, nhiều phiên bang phía tây "đều lật đật kẻ trước người sau tranh nhau đến cống". Lão Qua phải cho sứ sang chầu. Ngoài ra, thổ quan phủ Trấn Ninh là Cầm Công cử đầu mục tới triều cống; thổ quan châu Thuận Bình là Đạo Nhị cùng em là Đạo Đồng và 100 thuộc hạ tiến cống năm con voi; tri châu động Du Phác là Đạo Lự cũng tiến cống gà voi và thổ sản. Tuy nhiên, bộ Khâm định Việt sử Thông giám Cương mục do Quốc sử quán Đại Nam biên soạn thời Nguyễn Dực Tông chỉ ra rằng sử thần đời Lê Thánh Tông nói vậy là khoa trương, vì thực ra có những nước như Lão Qua đã đưa sứ đến từ trước khi Đồ Bàn thất thủ, nên không phải vì Đại Việt thắng Chiêm Thành mà các phiên sợ phải đến cống.
Sau khi Trà Toàn bị bắt, em là Trà Toại trốn vào núi, sai người sang cầu cứu Đại Minh và xin phong vương. Tháng 11 âm lịch năm 1471, Lê Thánh Tông sai Lê Niệm đem 3 vạn quân vào đánh, Trà Toại bị bắt giải về kinh. Về sau, vua Minh là Hiến Tông sai sứ sang bảo Lê Thánh Tông phải trả đất Thừa tuyên Quảng Nam cho Chiêm Thành, nhưng ông nhất quyết không chịu. Sau các cuộc chinh phạt thời Hồng Đức, phần còn lại của vương quốc Chiêm Thành (từ phía bắc Phú Yên trở vào) tồn tại trong nhiều thế kỷ sau, nhưng rất yếu và mất dần về tay các vua chúa Nguyễn của Đại Việt/Đại Nam về sau.
Trong bộ chính sử Minh thực lục của Trung Quốc có chép lại một quốc thư của Lê Thánh Tông gửi vua Minh năm 1478, có đoạn: "Thủ lĩnh Chămpa Bo-long-a-ma trước đây giao hảo với đất nước của chúng thần. Vào năm thứ 11 thời Thành Hóa (1475-1476), hắn thu nhận lực lượng hải thuyền của nước Lưu Cầu bị gió đánh dạt tới đó, sai họ xâm chiếm và cướp bóc. Họ đã bị lính sơn phòng của chúng thần đánh bại". Văn kiện này cho thấy xung đột giữa người Việt với người Chiêm tiếp tục dai dẳng sau năm 1471. Khi có thuyền đi biển từ nước Lưu Cầu bị trôi dạt vào đất Chiêm, người Chiêm đã sử dụng số người Lưu Cầu này làm lính đánh thuê sang đánh Đại Việt và bị quân biên phòng Đại Việt đánh tan. Trong Đại Việt Sử ký Toàn thư phần bản kỷ Thánh Tông Thuần Hoàng đế không có chỗ nào nói Đại Việt đánh nhau với Lưu Cầu, nhưng sau phần chép về sự sụp đổ của triều Lê sơ (1527) lại có đoạn khen ngợi võ công của Thánh Tông: "Trà Toàn chịu bắt, Lão Qua tan vỡ, nước Lưu Cầu xe thây, giặc Cầm Công chạy chết, bốn rợ thần phục, tám cõi hướng theo...". Chi tiết "nước Lưu Cầu xe thây" có thể nhắc đến sự việc quân đánh thuê Lưu Cầu của Chiêm Thành bị Đại Việt đánh bại năm 1476.

#### Chinh phạt hướng Tây
Ở phía Tây, quan hệ giữa Đại Việt với Lão Qua (Lào, sử Việt còn viết là Ai Lao) đã căng thẳng từ đầu triều Lê. Khi Lê Thái Tổ dấy nghĩa ở Lam Sơn, Lão Qua đã đưa 3 vạn quân và 100 thớt voi sang phối hợp với quân Minh đánh úp. Năm 1441, Lão Qua lại giúp thổ tù châu Thuận Mỗi là Nghiễm nổi dậy chống Lê Thái Tông. Đến đời Lê Thánh Tông, tháng 2 âm lịch năm 1467, quân Lão Qua sang quấy nhiễu biên giới Tây Bắc; cấu kết với viên phụ đạo châu Thuận (nguyên là mán Ngưu Hống) là Cầm Đồng chiếm động Cự Lộng. Lê Thánh Tông sai Tổng binh Khuất Đả làm đốc tướng mang hơn 1.000 quân, cùng Đồng Tổng binh Nguyễn Động và Tán lý quân vụ Nghiêm Nhân Thọ họp với quân đồn trú trấn Gia Hưng lên đánh, thắng được quân Lão Qua, bắt Cầm Đồng đem về kinh sư. Vua Thánh Tông định giết Cầm Đồng, nhưng Thái sư Đinh Liệt can gián: "Nếu Cầm Đồng quả thực lòng phục tội, xin đến đầu hàng, thì nên cho hắn được khỏi tội chết, để khuyến khích người sau này; nếu vì bức bách mà sau mới xin quy phục để mong khỏi chết, thì giết đi cũng là phải". Hoàng đế bèn sai giam Cầm Đồng vô ngục. Đại Việt Sử ký Toàn thư ghi nhận: "Trong chiến dịch này, cả đi lẫn về chỉ có 18 ngày, hành quân tới đâu, hàng ngũ nghiêm chỉnh, đến gà chó cũng không bị kinh động".

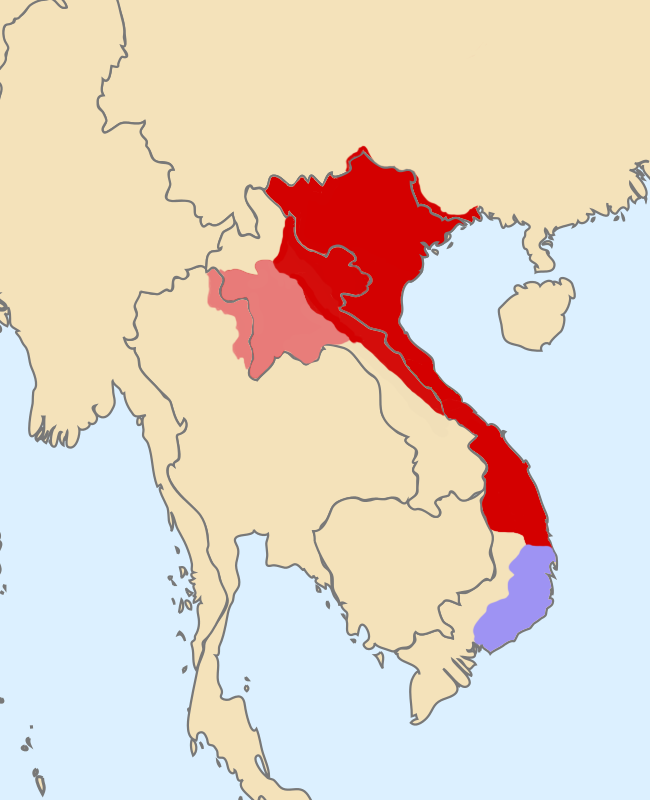
Bản đồ Đại Việt đời Lê Thánh Tông, gồm cả Bồn Man và lãnh thổ chiếm được của Chiêm Thành năm 1471. Phần màu đỏ nhạt là lãnh thổ tạm chiếm năm 1478-1480 trong chiến dịch Lão Qua. Phần màu xanh nhạt là 3 vương quốc còn lại của Chiêm Thành.

Tháng 3 âm lịch năm 1467, thổ binh phủ An Tây do Hiệu úy Hoàng Liễu chỉ huy lại đánh nhau với Lão Qua ở Khâu Lạo. Quốc sử Đại Việt kể là quân Lão Qua thiệt hại 3000 người. Sau thất bại này, bộ lạc Ai Lao suy yếu. Tháng 10 âm lịch năm 1467, có nhóm người Ai Lao đến xin nội thuộc Đại Việt. Lê Thánh Tông nhìn nhận "bọn ấy là người mê muội, bụng dạ không nhất định" nên khước từ, không nhận.
Năm 1471, khi Lê Thánh Tông đánh Chiêm Thành, nước Lão Qua có cử sứ sang chầu ở Đông Kinh, nhưng chẳng bao lâu sau tình hình lại căng thẳng.
Xứ Bồn Man (Mường Bồn; (vùng thuộc Khăm Muộn, Hà Tĩnh, Quảng Bình ngày nay) nguyên là phiên thuộc của Ai Lao, đến khi Lê Thái Tổ dựng nước mới sang cống nạp cho Đại Việt. Năm 1448, thời Lê Nhân Tông, Bồn Man cống voi và xin nội thuộc, được triều đình đổi làm châu Quy Hợp (thuộc Nghệ An). Tuy nhiên, ngay từ năm Quang Thuận thứ nhất (1460), tháng 12 âm lịch năm đó đã thấy có lệnh cho Thái phó Lê Liệt, Thái phó Lê Lựu, Thái bảo Lê Lăng đem quân chia đường đánh tù trưởng họ Cầm của Bồn Man. Tháng 3 âm lịch năm Quang Thuận thứ 10 (1469), sử lại chép nhà vua ra Bình Than, rồi dẫn binh đánh Bồn Man. Tới năm 1478, tù trưởng Bồn Man là Cầm Công lại làm phản, ngầm xin sự trợ giúp của Lão Qua. Lão Qua điều binh quấy nhiễu châu Quy Hợp của Đại Việt.
Tháng 8 âm lịch năm 1479, Lê Thánh Tông xuống chiếu chinh phạt Lão Qua, Bồn Man, lời chiếu có đoạn: "nước Lão Qua kia, giáp giới cõi tây. Đương khi Thánh Tổ dẹp giặc Ngô cuồng bạo, đã nhòm sơ hở đánh úp quân ta, đến lúc Thần Vũ giết tên Nghiễm hung tàn, lại giúp kẻ gian dấy binh đánh chiếm... Kiêu ngạo muôn bề,... sang cướp châu Lang Chánh, sang quấy phủ An Tây, nhả nọc còn độc hơn loài ong bọ... Sứ của nó sang thông, thì ta hậu đãi cho về, quan của ta giao thiệp, nó lại bắt giữ bỏ ngục... Nay trẫm tự cầm cờ mao trắng điều khiển, tự cầm lưỡi búa vàng chỉ huy. Đánh dẹp đất man, trói bắt bọn giặc mà đời trước không trói bắt được; kế tục ông cha, làm xong công việc mà người xưa chưa thể làm xong. Để cơ đồ lâu dài đến muôn đời được mở mang; để sĩ nhục to lớn của trăm vua được rửa sạch". Ông sai các tướng cấp cao chỉ huy 5 đạo quân, huy động quân số lên đến 18 vạn (quân thường trực nhà Lê chỉ có 10 vạn), chia làm 5 đường tiến vào Lão Qua và Bồn Man:
- Phò mã Đô úy Đông quân Đô đốc phủ chưởng phủ sự Đoan Vũ hầu Trịnh Công Lộ đeo ấn Chinh di tướng quân, cùng Đô đốc đồng tri Chinh di phó tướng quân Lê Vĩnh và Tổng binh Nguyễn Lộng chỉ huy cánh quân chính phía Bắc gồm quân tinh nhuệ của 5 vệ (Minh Nghị, Quảng Vũ, Ngọc Kiềm, Anh Đức và Phấn Uy) thuộc Đông quân Đô đốc phủ, quân số 2.000 người theo đường phủ An Tây (Lai Châu) đánh thẳng vào thành Lão Qua (thủ đô Luang Prabang). Ngoài ra, Trịnh Công Lộ còn được toàn quyền chỉ huy cánh quân của Lê Lộng.
- Du kỵ phó tướng quân Lê Lộng, Thổ binh tham tướng Đinh Thế Nghiêu theo đường Thuận Mỗi nằm trong tầm điều hành của cánh quân Trịnh Công Lộ, có vai trò yểm trợ cho cánh quân này đánh Lão Qua, đồng thời đánh chẹn tàn quân.
- Thảo tặc phó tướng quân Lê Nhân Hiếu chỉ huy cánh quân phía Bắc theo đường phủ Thanh Đô (Phủ Thọ Xuân, Thanh Hóa), đánh vào chỗ sơ hở của Lão Qua tại Hủa Phăn, đánh Lão Qua và vu hồi vào Bồn Man.
- Chinh Tây tướng quân Lê Thọ Vực dẫn cánh quân trung tâm đi theo đường chính phủ Trà Lân (Thừa tuyên Nghệ An), chỉ huy các doanh du kích đánh trực tiếp vào Bồn Man (Xiêng Khoảng), rồi xuyên qua Bồn Man sang Lão Qua.
- Trấn Lỗ tướng quân Lê Đình Ngạn chỉ huy cánh quân phía Nam theo đường phủ Ngọc Ma (Tây nam Nghệ An, khoảng Con Cuông, Thanh Chương tỉnh Nghệ An, Hương Sơn tỉnh Hà Tĩnh) ngược lên theo hướng tây bắc đánh Bồn Man rồi Lão Qua.

Cuộc chiến diễn ra ác liệt tại các mặt trận, quân Đại Việt thế mạnh hơn đã tiến sâu đánh lui, tiêu diệt; bắt sống nhiều cánh quân tướng lĩnh của Lão Qua. Vua Lão Qua là Xaiyna Chakhaphat đem gia quyến chạy khỏi thủ đô Luang Prabang. Lê Thánh Tông tiến quân vào Luang Prabang, lấy đây làm bàn đạp để tiến sang phía Tây tiếp tục truy kích quân Lão Qua. Quân Đại Việt tiếp tục đuổi quân Lão Qua tới sông Kim Sa giáp với Miến Điện. Quân Đại Việt thắng lợi hoàn toàn.
Tháng 11 âm lịch năm 1479, tin thắng trận của cánh quân phía Bắc tới, Thánh Tông đại giá trở về. Tuy nhiên, các cánh quân đánh Bồn Man có lẽ chưa thành công khi thư báo thắng trận của Lê Thọ Vực bị chặn mất. Lê Thánh Tông liền sai Phó đoán sự vệ Cẩm y Trần Bảo, Hữu tuần tiễu Phó tướng quân Nguyễn Cảnh Thanh mang sắc chỉ cho Lê Thọ Vực khi đó đang đóng tại vùng đất chiếm được ở Sa Quan, châu Niệm Tống Trung (ngã ba sông thượng du Lão Qua). Tháng 12 âm lịch năm 1479 nhà vua về tới Đông Kinh. Không lâu sau ông lại đi đánh Bồn Man, sai Kỳ quận công Lê Niệm đeo ấn tướng quân dẫn 30 vạn quân vào Bồn Man. Quân đội Đại Việt vượt qua được cửa ải, đốt phá các thành trì kháng cự, thiêu hủy kho tàng. Cầm Công bỏ chạy rồi chết. Dân Bồn Man khi đó đa phần bị chết đói, 9 vạn hộ chỉ còn 2.000 người bèn đầu hàng. Nhà vua bèn cho Cầm Đông (họ hàng của Cầm Công) làm Tuyên úy đại sứ để thu phục, đặt lại quan cai trị như trước. Từ đây Bồn Man hoàn toàn thuộc về Đại Việt. Tháng 1 âm lịch năm 1480, đại giá nhà vua từ Bồn Man về Đông Kinh.
Theo Đại Việt sử ký toàn thư, ngày 27 tháng 8 âm lịch năm 1480, sau khi chiến dịch Ai Lao, Bồn Man đã hoàn thành, Đại Minh có đưa sắc văn sang trách Lê Thánh Tông, đại lược là: ""Gần đây, được các quan trấn thủ và tổng binh Vân Nam, tâu rằng Quốc vương An Nam vô cớ điều động binh mã đánh giết ở đất Lão Qua đến nay vẫn chưa lui quân, lại định đánh nước Bát Bách Tức Phụ". Lê Thánh Tông sai Tư lễ giám ấy cho đình thần xem và bàn cách trả lời. Thái úy Sùng quận công Lê Thọ Vực tâu vua nên đáp là: "Hiện nay có 13 người ở thành Đông Quan chạy trốn sang biên giới nước Lão Qua, nên sai bọn đầu mục Nguyễn Báo đến địa giới để đòi lại, chỉ bắt được xe buôn bán chở về, không liên quan gì đến việc đánh Lão Qua và việc muốn đánh Bát Bách Tức Phụ cả. Điều ấy là nói bịa". Thánh Tông nghe theo, sai soạn tờ tâu rồi cho Nguyễn Văn Chất đem sang Minh.
Bộ Minh sử của Trung Quốc, phần An Nam truyện có chép vào mùa đông năm 1479, vua Lê đích thân đem 9 vạn quân xâm chiếm Lão Qua, ông đánh bại được quân Lão Qua, giết chết 3-4 người con của viên thủ lĩnh Đèo Bản Nha Lan Chưởng, chỉ có người con thứ 4 là Phạ Nhã Trại chạy sang nước Bát Bá (tức Lan Na, miền bắc Thái Lan ngày nay) thoát nạn. Vua Lê lại chấn chỉnh quân ngũ, sửa sang lương thảo, ban sắc lệnh ép nước Xa Lý (sau đổi thành Tây Song Bản Nạp, trung tâm đặt ở Cảnh Hồng) thần phục và bắt quân Xa Lý đi đánh Bát Bá. Quân Đại Việt và quân Xa Lý đánh Bát Bá không thắng lợi, bị thiệt hại khoảng 3000 người, lại bị quân Bát Bá chặn đường về và đánh úp, gây tổn thất đến hơn vạn người. Vua Lê lui quân về nước. Minh Hiến Tông sai ty Bố chính tỉnh Quảng Tây làm tờ hịch trách vua Lê xâm phạm nước nhỏ nhưng vua Lê đáp là chưa từng xâm lược Lão Qua và không biết Bát Bá là nước nào. Vua Minh thấy lời vua Lê "trí trá", nhưng cũng không làm to chuyện.

### Quan hệ với Đại Minh
Đại Việt nằm ở phía nam Trung Quốc, tuy tự chủ, có chế độ riêng nhưng vì là nước nhỏ nên phải xưng thần với các triều đại Trung Quốc. Triều Lê cai trị Đại Việt cùng thời với nhà Minh ở phương Bắc. Hễ có vua Lê chết, vua mới lên ngôi thì phải cử sứ giả sang báo tang vua cũ và xin hoàng đế Đại Minh sắc phong vua mới làm An Nam Quốc vương. Lê Thánh Tông cũng không ngoại lệ. Tháng 10 âm lịch năm 1460, khoảng 4 tháng sau khi lên ngôi, ông sai Nguyễn Nhật Thăng, Phan Duy Trinh, Nguyễn Tự sang Đại Minh dâng biểu cầu phong. Tháng 2 âm lịch năm 1462, vua Minh sai Hành nhân ty hành nhân Lưu Triệt dẫn sứ bộ sang tế Lê Nhân Tông. Tháng 9 âm lịch năm 1462, vua Minh lại sai Hàn lâm học sĩ Tiền Phổ, Lễ bộ Cấp sự trung Vương Dự đem chiếu thư sang sắc phong Lê Thánh Tông làm An Nam Quốc vương. Nhận được sắc phong, tháng 11 âm lịch năm này, Thánh Tông lệnh cho Bùi Hựu, Đào Nhược Dung sang Minh dâng biểu tạ ơn.
Mặc dù thần phục Đại Minh trên danh nghĩa, ở trong nước Lê Thánh Tông luôn khẳng định vị thế của mình như một Hoàng đế, một Thiên tử thống trị đế quốc phương Nam, không thua kém các hoàng đế phương Bắc. Trong Đại Việt Sử ký Toàn thư có chép lời Lê Thánh Tông khiển trách Ngô Sĩ Liên, Nghiên Nhân Thọ vì đã coi Đại Việt là nước chư hầu của Trung Quốc: "Ta mới coi chính sự, sửa mới đức độ, tuân theo điển cũ của thánh tổ thần tông, nên mới tế giao vào đầu mùa xuân. Các ngươi lại bảo tổ tông tế giao cũng không đáng theo! Các ngươi bảo nước ta đời xưa là hàng phiên bang, thế là các ngươi theo đạo chết, mang lòng không vua. Vả lại, khi Lệ Đức hầu cướp ngôi, Ngô Sĩ Liên chẳng vì hắn trổ tài phong hiến đó sao? Ưu đãi trọng lắm! Nhân Thọ không vì hắn trù hoạch nơi màn trướng đó ư? Ngôi chức cao lắm! Nay Lệ Đức hầu mất nước về tay ta, các ngươi không biết vì ăn lộc mà chết theo hắn lại đi thờ ta. Nếu không nói ra, trong lòng các ngươi không tự hổ thẹn mà chết ư? Thực là bọn gian thần bán nước!"  Chi tiết này còn cho thấy vua Lê Thánh Tông đã làm lễ tế Giao. Từ thời cổ đại, tế Giao có nghĩa là tế Trời, là nghi lễ chỉ dành riêng cho Thiên tử. Trong Sử ký Tư Mã Thiên, khi chép đến việc vua nước Tần (chư hầu nhà Chu) là Tần Tương Công đắp đền thờ Thượng đế, sử gia Trung Quốc cổ Tư Mã Thiên đã nhận định: "Thiên tử mới được tế trời, chư hầu chỉ được tế danh sơn, đại xuyên, rõ ràng đã có ý muốn tiếm quyền đế vị rồi". Do đó, việc Lê Thánh Tông cử hành lễ tế Giao đã khẳng định vị thế ngang hàng của Đại Việt đối với Trung Quốc.
Năm 1467, Lê Thánh Tông cho khắc ấn Thiên Nam Hoàng đế chi bảo, thể hiện ý muốn coi Đại Việt như một Thiên triều phía Nam, văn minh không kém Thiên triều phía Bắc.
Lê Thánh Tông cũng rất mực cẩn thận phòng bị biên giới phía Bắc. Ông rất quan tâm khuyến khích các quan biên giới cảnh giác với các âm mưu xâm nhập và xử lý kịp thời các sự việc lãnh thổ với bên ngoài. Trong Đại Việt sử ký toàn thư có nhắc đến việc nhà vua ra sắc chỉ cấm người vùng biên giới giao thiệp với người nước ngoài, và cấm gia nô người Ngô (số người Minh tự nguyện xin được ở lại sau khi bị bắt làm tù binh trong cuộc khởi nghĩa của Lê Thái Tổ trước đây) của quân, dân ở các lộ, huyện, phủ Trung Đô được phép giao thiệp, thông đồng với sứ Minh.
Ngày 16 tháng 2 âm lịch năm 1467, quan trấn phủ An Bang (Quảng Ninh ngày nay) báo có thuyền chở lương của người Minh trôi dạt vào đây. Lê Thánh Tông bắt giữ nhóm người Minh này, ông nói với Thái sư Đinh Liệt và Thái bảo Nguyễn Lỗi rằng: "Mới rồi, trẫm bảo bắt giữ người chở lương của nước Minh là vì có thể họ bày ra kế gì đó để lừa ta. Ta muốn ngăn ngừa mưu kế của họ. Đó là việc quyền nghi nhất thời, chứ không phải đạo thường làm đâu". Nguyễn Lỗi muốn thả người Minh vì sợ họ có cớ để giật dây xung đột biên giới, nhưng hoàng đế không nghe theo, bèn giữ người Minh không cho về.
Thời kỳ Lê Thánh Tông có đôi lần thổ quan nước Minh đem quân xâm lấn biên giới. Sử Việt kể tháng 3 âm lịch năm 1467, thổ phủ Trấn An (Quảng Tây) là Sầm Tổ Đức viện cớ đuổi bắt "giặc Sầm Vọng", đem 1000 quân vào các châu Thông Nông, Bảo Lạc (nay thuộc Cao Bằng) của Đại Việt}, bắt người và trâu bò. Sầm Tổ Đức gửi thư cho vua Lê, thư viết: "Các thôn Man Ly, Man Nhung vốn trước giả dối quy phụ Trấn An, rồi cướp bắt người và sức vật, cúi xin thánh thượng gia ơn sai phái đại quân đi đánh các thôn Man Nhung và Man Ly, và xin trừng trị hai châu Thông Nông, Bảo Lạc, đuổi bọn phạm nhân Sầm Vọng về yên nghiệp". Lê Thánh Tông xét thấy lời Sầm Tổ Đức trong thư là không đúng sự thật, bèn sai trung thư soạn công văn đến Ty Bố chính Quảng Tây đòi lại người và súc vật. Nhà vua còn sai Bắc đạo Giám sát ngự sử Phan Tông Tiến đến phủ Bắc Bình khám xét, bắt các trấn thủ là Lê Lục, Nguyễn Lượng đem về kinh sư vì canh giữ biên giới không cẩn mật. Theo Minh thực lục, một thời gian sau, quân Đại Việt đã đánh Sầm Tổ Đức chạy về nước.
Tháng 5 âm lịch năm 1467, Sầm Tổ Đức lại sai Tông Thiệu xâm lấn ải Tỏa Thoát, cướp hoa màu súc vật. Lê Thánh Tông ra lệnh cho bá quan bàn cách dối phó. Thái sư Đinh Liệt tâu là "nên giữ kỹ bờ cõi, không nên gây hấn khích nơi biên giới, nếu thấy nó đến, chỉ chống giữ thôi". Đến đây sử cũ không nhắc thêm về việc này.
Tháng 10 âm lịch năm 1467, thổ quan châu An Bình (Đại Minh) là Lý Lân lại mang 8000 quân, 300 ngựa đánh lấn châu Hạ Lang, bị quân Đại Việt đánh bại phải chạy về Minh. Lê Thánh Tông sai các quan trấn thủ Thái Nguyên là Đào Viện, Lê Bát Đạt bèn gửi thư chất vấn việc xâm lấn.
Tháng 12 âm lịch năm 1472, Lê Thánh Tông nhận được tờ tâu của trấn An Bang, báo rằng quan quân Đại Minh từ Quảng Tây kéo sang biên giới với số lượng lớn. Hoàng đế bèn sắc dụ Thái bảo Kiến Dương bá Lê Cảnh Huy phải hỏa tốc sai người đi thăm dò, nếu thấy bất an thì gửi công văn mau chóng cho các xứ tập hợp quân sĩ phòng bị mặt Bắc.
Lời của vua Lê Thánh Tông từng nói với các quan coi biên giới năm 1473 đã được ghi rõ trong Đại Việt sử ký toàn thư, thể hiện quyết tâm giữ vững toàn vẹn lãnh thổ Đại Việt trước mọi sự lấn chiếm của người phương Bắc:
| “ | Một thước núi, một tấc sông của ta, lẽ nào lại nên vứt bỏ? Ngươi phải kiên quyết tranh biện, chớ cho họ lấn dần. Nếu họ không nghe, còn có thể sai sứ sang phương Bắc trình bày rõ điều ngay lẽ gian. Nếu ngươi dám đem một thước núi, một tấc đất của Thái tổ làm mồi cho giặc, thì tội phải tru di! | ” |

Ông thường bảo với triều thần:
| “               | Ta phải giữ gìn cho cẩn thận, đừng để ai lấy mất một phân núi, một tấc sông do vua Thái Tổ để lại. | ” |
| — Lê Thánh Tông | |   |

Ngày 25 tháng 6 âm lịch năm 1480, Tổng binh đồng tri Bắc Bình là Trần Ao lấy cớ người Minh lấn đất, bèn sai Liệt hiệu Đào Phu Hoán đem 600 quân vượt cửa ải Thông Quang xâm nhập xứ Ban Động của Minh. Đào Phu Hoán cho quân trồng tre gỗ làm giậu ngăn để chia lại ranh giới. Thổ tụ Minh là La Truyền đưa quân tới đánh, đốt phá giậu tre gỗ, Đào Phu Hoán lui quân về. Trần Ao tâu việc này lên triều đình. Lê Thánh Tông hỏi ý các đại thần, Thái bảo Kỳ quận công Lê Niệm tâu: "Nay nếu dựng lại đóng rào, tất họ lại phá đi, không có ích gì. Nên sai quan đến khám, nếu quả là đất của ta xen vào trong đất của họ và bị họ xâm chiếm thì vẽ địa đồ cho rõ ràng, tâu đúng sự thực, rồi làm tờ tư sẵn đợi lệnh. Năm này sai sứ sẽ giao cho bồi thần mang đi trình với đô ty tỉnh Quảng Tây, biện bạch phải trái, rồi sau hãy dựng rào". Đại Việt Sử ký Toàn thư chép là nhà vua nghe theo, rồi không thấy đề cập gì thêm.
Nhìn chung, thời bấy giờ Đại Việt thực lực hùng mạnh, nên Đại Minh dù có dòm ngó cũng không dám làm gì. Khi Lê Thánh Tông đem đại quân vào Chiêm Thành (1471), Lão Qua và Bồn Man (1478–1480), Minh Hiến Tông đều gửi thư trách vua Lê "hiếp kẻ yếu, gây hấn lớn", nhưng sau cùng cũng không động binh hỏi tội. Lê Thánh Tông còn khuếch trương thanh thế của Đại Việt trong mắt người Minh qua việc ông đòi hỏi quan lại soạn thảo văn thư bang giao phải rất cẩn thận và tinh tế. Theo sách Đại Việt Sử ký Toàn thư: "Về giấy tờ bang giao, vua trước hết sai quan Hàn lâm viện soạn thảo, rồi trao xuống cho Đông các xem, sau lại đưa cho triều thần xem. Nếu có ý gì khác, thì cho sửa lại. Vì thế, người Minh sau khi xem các văn thư Đại Việt phải ngưỡng mộ, khen gợi Đại Việt lắm nhân tài. Quan hệ giữa hai nước diễn ra hòa bình trong suốt triều đại Lê Thánh Tông.

## Qua đời
Ngày 17 tháng 11 âm lịch năm Bính Thìn (1496), niên hiệu Hồng Đức thứ 27, Lê Thánh Tông bắt đầu không khỏe; trong một thời gian sau đó ông vẫn xét đoán việc chính sự. Đến ngày 29 tháng 1 âm lịch (2 tháng 3 dương lịch) năm Đinh Tỵ (1497), bệnh của ông bất ngờ trở nặng. Nhà vua ngồi tựa ghế ngọc, chỉ định Hoàng thái tử Lê Tranh kế nghiệp. Giờ Thìn ngày hôm sau, 30 tháng 1 âm lịch (3 tháng 3 dương lịch), Lê Thánh Tông băng hà ở điện Bảo Quang, hưởng dương 55 tuổi. Trước khi mất, ông có để lại một bài thơ tự thuật:
Tự thuật
Ngũ thập niên hoa thất xích khu,
Cương trường như thiết khước thành nhu.
Phong xuy song ngoại hoàng hoa tạ,
Lộ ấp đình tiền lục liễu cù.
Bích hán vọng cùng vân diểu diểu,
Hoàng lương mộng tỉnh dạ du du.
Bồng Lai sơn thượng âm dung đoạn,
Băng ngọc u hồn nhập mộng vô.
Tự thuật
Năm chục hoa niên bảy thước thân,
Lòng như sắt cứng bỗng mềm dần.
Gió lay khô héo hoa bên cửa,
Sương dãi gầy mòn liễu trước sân.
Trời biếc xa trông, mây thăm thẳm,
Kê vàng tỉnh giấc đối bâng khuâng.
Khuất lời cách mặt, non Bồng vắng,
Băng ngọc du hồn nhập mộng chăng?
(Bản dịch của Nhà Xuất bản Khoa học - Xã hội (1993))
Sử quan Vũ Quỳnh thời Lê Tương Dực có hé lộ nguyên nhân cái chết của Lê Thánh Tông: nhà vua quan hệ nhiều phi tần nên bệnh nặng. Quý phi Nguyễn Hằng (Trường Lạc Hoàng hậu), con gái của đại thần Nguyễn Đức Trung bị giam ở cung khác, đến khi nhà vua ốm nặng mới được đến hầu bệnh, bèn ngầm giấu thuốc độc vào tay, xoa lên những chỗ loét của ông. Do vậy, bệnh Thánh Tông càng nặng thêm.
Trong bài "Sách và triều đại" in trong sách Sử Việt, đọc vài quyển, sử gia hiện đại Tạ Chí Đại Trường phủ nhận việc Trường Lạc Hoàng hậu đầu độc chết Lê Thánh Tông, bởi vì nếu vậy thì Nguyễn Đức Trung cùng gia đình đã bị xử chết để không còn nhà Nguyễn sau này. Tuy nhiên, việc Vũ Quỳnh "đoán mò" Trường Lạc Hoàng hậu đầu độc Thánh Tông cũng nói lên tình trạng ghen tuông trong cung cấm. Ngoài ra, Tạ Chí Đại Trường đưa ra kiến giải riêng về cái chết của Lê Thánh Tông:
"Vua bị thương không phải vì chinh chiến. Đánh Chiêm Thành khải hoàn, vua thấy có mẹ, con đón rước, "thay áo, lên thuyền rồi về hành điện", lành lặn. Mùa đông, tháng 11 âm lịch (1496), "vua không khoẻ", còn gượng làm thơ khoe rằng "Dù Lí (Bạch), Đỗ (Phủ), Âu (Dương Tu), Tô (Đông Pha) sống lại vị tất đã làm nổi, chỉ có Ta làm được". Thế mà chỉ hơn hai tháng sau, vua ốm nặng một ngày rồi băng, "gươm thần, ấn thần đều biến mất", chỉ còn lại bài thơ và mối hoài nghi người sau không dám nói. Thái tử lên ngôi, cho biết vua cha bị bệnh phong thũng. "Phong thũng" theo cách hiểu thông thường, và của cả y sinh ngày xưa, là chỉ hiện trạng bệnh lở lói, cùi hủi. Vua không bị chiến thương như đã nói, mà sử quan lại có lời mào đầu là vua mắc bệnh nặng "vì nhiều phi tần quá", vậy thì Thánh Tông đã mắc "bệnh xã hội". Vua bị lở lói ở chỗ đó, hay khắp mình mẩy vì giang mai ở thời kì cuối?"
Cổ Ai Cập đã biết đến bệnh giang mai. Trung Quốc chậm hơn, mãi đến thế kỉ VII, VIII mới bắt đầu biết vài căn "bệnh xã hội" là do giao hợp mà ra. Đầu thế kỉ XVI, y học Minh nhận ra bệnh giang mai và cảnh giác dân chúng về việc giao hợp với gái làng chơi (Reay Tannahill, tr. 193). Y giới Tây phương trước khi biết đến loại kháng sinh, đã chữa bệnh giang mai bằng hợp chất arsenic, y giới Đông phương cũng chữa bằng thạch tín (arsenic). Thái y viện đời Lê đã dùng vị mã tiền có thạch tín chữa cho Thánh Tông chăng? Vì thế mới có ghi nhận Trường Lạc Hoàng hậu bôi "thuốc độc" (thạch tín) cho vua?
Vấn đề đặt ra là Thánh Tông mắc bệnh (có thể là) giang mai từ đâu? Ông vua không cần đi ra ngoài dân gian tìm thú vui, mà bắt con gái vào cung cho mình hưởng. Mĩ nữ các quan chọn cho vua hẳn phải lành lặn, "tinh khiết". Có một nguồn cung cấp gái phức tạp hơn: các tù binh, và hẳn chắc chắn hiện diện nhiều, là tù binh Chàm... Tất nhiên nữ tù binh Chàm của Lê Thánh Tông cũng không phải là thứ đứng-đường, nhưng trong biến động nước mất nhà tan, sao khỏi có người sa sẩy trong buông thả? - và vẫn còn sắc đẹp cho ông vua chú ý tới. Người đẹp lại là tác nhân thu hút bệnh nhiều hơn người xấu. Lớp tù binh Chàm 1471 hai năm sau khi Thánh Tông mất (1497) còn được thấy "thân vương" Lê ưa chuộng thì trong thời gian còn sống, sao không có người lọt vào mắt xanh ông vua? Thời gian từ sau 1471 đến khi ông mất là đủ dài cho sự ủ bệnh và phát triển đến độ "lở lói" cuối cùng, đưa ông vua sáng giá nhất Đại Việt về nơi yên nghỉ.
Căn bệnh của ông vua thời thịnh trị có tác động gì đến sự tàn tạ sau đó? Tất nhiên không có cách nào tìm chứng cớ ở sử quan. Chúng ta chỉ biết rằng ông sống khá lâu nên con ông (Hiến Tông) lên ngôi khá muộn, và sau đời ông này thì có dấu hiệu lệch lạc tính dục trong dòng họ..."
Ngày 2 tháng 3 âm lịch năm 1497, Hoàng thái tử cùng triều đình bàn định để tang 3 năm. Ngày 6 tháng 2 âm lịch năm 1497, các đại thần gồm Thái bảo Bình Lương hầu Lê Chí, Binh bộ Thượng thư Định Công bá Trịnh Công Đán, Tây quân Đô đốc phủ Tả Đô đốc Sung Khê bá Lê Vĩnh đến điện Hoằng Văn đón Hoàng thái tử lên ngôi, tức là Hoàng đế Lê Hiến Tông. Ngày 24 tháng 12 âm lịch năm 1497, Hiến Tông dâng vua cha miếu hiệu là Thánh Tông, thụy hiệu là Sùng Thiên Quảng Vận Cao Minh Quang Chính Chí Đức Đại Công Thánh Văn Thần Vũ Đạt Hiếu Thuần Hoàng Đế, đời sau gọi là Thánh Tông Thuần Hoàng đế hay Lê Thuần Hoàng, Lê Thuần Hoàng Đế, Lê Thuần Đế, Thuần Hoàng, Thuần Đế.
Ngày 8 tháng 3 âm lịch năm 1497, quan tài Lê Thánh Tông được rước về Lam Kinh. Ngày 28 tháng 3 âm lịch năm này, ông được mai táng vào Chiêu Lăng, bên tả Vĩnh Lăng của Lê Thái Tổ. Vua Hiến Tông nghe lời Lễ quan, sai Đông các Đại học sĩ kiêm Quốc tử giám Tế tửu Thân Nhân Trung, Lễ bộ Thượng thư kiêm Đông các Đại học sĩ Đàm Văn Lễ, Đông các Đại học sĩ Lưu Hưng Hiếu soạn văn bia kể sự nghiệp của Thánh Tông tại Chiêu Lăng.

## Nhận định
Sách Đại Việt sử ký toàn thư có chép lại bình luận của một số sử thần đời Lê về Lê Thánh Tông, đa phần nhận xét rất tích cực:
| “                         | Vua sáng lập chế độ văn vật khả quan, mở mang đất đai, cõi bờ khá rộng, thực là bậc vua anh hùng tài lược, dẫu Vũ Đế nhà Hán, Thái Tông nhà Đường cũng không thể hơn được. Nhưng công trình thổ mộc vượt quá quy mô xưa, tình nghĩa anh em thiếu hẳn lòng nhân ái. Đó là chỗ kém vậy. | ” |
| — Đại Việt sử ký toàn thư | |   |

| “          | Vua tư triều cao siêu, anh minh quyết đoán, có hùng tài, đại lược, võ giỏi văn hay mà cái học của Thánh hiền lại đặc biệt siêng năng, tay không lúc nào rời quyển sách. Các tập kinh, sử, các lịch, toán, những việc Thánh thần, không có gì không bao quát tinh thông. Văn thơ thì vượt trên cả những văn mẫu của các văn thần. Cùng với bọn Nguyễn Trực, Vũ Vĩnh Mô, Thân Nhân Trung, Quách Đình Bảo, Đỗ Nhuận, Đào Cừ, Đàm Văn Lễ biên soạn bộ Thiên Nam dư hạ, tự đặt hiệu là "Thiên Nam động chủ", "Đạo Am chủ nhân". Lại sùng Nho thuật, nâng đỡ nhân tài. Khoa thi chọn kẻ sĩ không phải chỉ có khóa, lệ định 3 năm một lần thi lớn là bắt đầu từ xưa. Người hiền tài được chọn nhiều hơn cả đời vua. Văn võ đều dùng, tùy theo sở trường của từng người. Vì thế, có thể sửa dựng chính sự, chế tác lễ nhạc, hiệu lệnh văn chương rõ ràng, có thể cho người đời sau noi theo... Trước đây, khi vua còn làm phiên vương, vẫn tự giấu tài; đến khi nước gặp đại biến, các quan lật đật đón lập lên. Khi vào nối đại thống, vua biết bọn Đồn, Ban đã bị giết, nhưng Lạng Sơn thân vương lại bị hại, ngài bùi ngùi không vui, cò lòng thương xót, trách là cốt nhục tương tàn để cho người ngoài lợi dụng, anh em một nhà đều bị tai họa. Ban đầu, vua không lấy việc được làm vua là vui, cũng không vì những biến cố lúc đó mà lo. Cho nên, hào kiệt bấy giờ, ai cũng suy tôn, kính phục. Các tướng lĩnh rông rỡ kiêu ngạo lần lượt bị giết, vì thế, lấy tội lỗi người trước làm gương, trong ngoài đều nghiêm cẩn. Đặt hai vệ Cẩm y, Kim ngô, các ty Thần vũ, Điện tiền..., lấy người thân làm chức chỉ huy, dùng họ nhà mẹ làm việc duyệt xét. Lại chọn bề tôi tin cẩn để làm nanh vuốt tay chân, như bọn Nguyễn Phục, Hoàng Nhân Thiêm, Đỗ Hùng, Vũ Lân đều hầu quanh tả hữu. Vua chỉ rũ áo khoanh tay mà trong nước yên ổn. Vua lại nghĩ giặc Chiêm đời đời vẫn là mối lo của ta, ngày nay không diệt đi, sau này làm gì được nó. Thế là phía nam thì đánh Trà Toàn mà lấy lại bờ cõi nó, phía tây thì đánh Nhã Lan mà quét sạch sào huyệt nó. Đánh Sơn Man mà uy thanh vang dội phương Bắc, đánh Bồn Man mà đất đai mở rộng phía tây. Quy mô xếp đặt, công nghiệp trung hưng, có thể sánh vai với Thiếu Khang nhà Hạ, nối gót được Tuyên Vương nhà Chu, mà khinh hẳn Quang Vũ nhà Hán, Hiến Tông nhà Đường là hạng dưới vậy. Tiếc rằng vua nhiều phi tần quá, nên mắc bệnh nặng. Trường Lạc Hoàng hậu bị giam ở cung khác, đến khi vua ốm nặng mới được đến hầu bệnh, bèn ngầm giấu thuốc độc trong tay mà sờ vào chỗ lở, bệnh vua do vậy mới lại thêm nặng. | ” |
| — Vũ Quỳnh | |   |

| “           | Thánh Tông đương lúc trong nhà có hoạn nạn, mọi người cùng suy tôn lên giữ ngôi cao, sửa làm trăm việc. Lập phủ vệ, định quân chế, chấn hưng lễ nhạc, chọn dùng người liêm khiết tài năng, đánh dẹp Bắc phương, mở mang bờ cõi. Trà Toàn chịu bắt, Lão Qua tan vỡ, nước Lưu Cầu xe thây, giặc Cầm Công chạy chết, bốn rợ thần phục, tám cõi hướng theo, trong khoảng 38 năm, thiên hạ yên trị. Sao mà phồn thịnh vậy! | ” |
| — Lệnh Vọng | |   |

Tuy nhiên, cũng sách Đại Việt sử ký toàn thư ở cuối bản kỷ về Thánh Tông có thuật lại lời tự phê bình của nhà vua:
| “ | Trẫm có hai sai lầm, một là chính lệnh ban ra vi phạm đạo lý, hai là ngồi giữ ngôi không, nhiễu loạn việc trời. Tuy các chức trong ngoài khó lòng nêu hết được, nhưng hãy nói về những người nổi bật hơn cả. Đô đốc Lê Luyện như bù nhìn tượng đất, sao có thể gọi là hạng đội mũ tròn, đi hia vuông được. Thái sư Đinh Liệt, Thái phó Lê Niệm làm đế tam công, mà không thấy có việc gì là điều hòa âm dương, sửa việc nước, bàn đạo trời, cũng chưa từng tiến cử được một người quân tử, đuổi bỏ được một kẻ tiểu nhân, chẳng như câu chế giễu của người xưa "áo mặc da cừu mà nhởn nhơ thỏa thích" đó sao? | ” |

Đương thời, Lê Thánh Tông từng bị Thiếu bảo Ngự sử đài Đô ngự sử Trần Phong phê phán vì "đặt quan hiệu của nhà Minh mà làm trái thông chế của quốc triều". Lời phê bình này có lẽ là một trong những nguyên nhân dẫn tới việc nhà vua xử chết Trần Phong năm 1485. Một viên quan khác, Quốc tử giám Tế tửu kiêm Văn minh điện Đại học sĩ Nguyễn Bá Ký từng chê trách Thánh Tông vì làm văn "không chú ý kinh, sử, lại chuộng lối học phù hoa, vô dụng". Trước lời phê phán này, nhà vua đã hồi đáp:
"Trẫm vừa xem hết tờ sớ, ngươi bảo là trẫm không chú ý kinh, sử, lại chuộng lối học phù hoa, vô dụng, chỉ ngụ ý ở ngoài mây khói. Nếu ta ưa chuộng văn hoa, không lấy gốc kinh, sử, thì còn sách nào nữa? Ta tự xét mình, xét lời ngươi nói, thì trong bốn chữ "phù hoa vô dụng" kia, thực đã gồm cả lòng trung rồi, thế mà ta lại làm văn mà biện lại, thì ta thực có lỗi. Lúc ấy, ngươi đã kịp thời can ngăn, chẳng vì thế mà giữ ý".
Hà Nhậm Đại, sĩ phu đời Mạc làm quan đến chức Lễ bộ Thượng thư, có bài thơ vịnh Thánh Tông Thuần Hoàng đế, vừa khen vừa chê trách:
Thánh Tông Thuần Hoàng đế
Nhật thướng thiên trung hoàng đạo khai,
Đế vương sự nghiệp hiện hùng tài.
Bình sinh học vấn chân cao mại,
Nữ tử yên tri thị họa thai.
Dịch nghĩa:
Vầng dương lên giữa trời mở đường Hoàng đạo,
Sự nghiệp đế vương biểu hiện tài năng hùng mạnh.
Bình sinh học vấn thật là cao siêu,
Nào hay đứa con gái gây nên cái mầm mống tai họa!
Dịch thơ
Giữa trời hoàng đạo chói vầng dương,
Xuất hiện hùng tài bậc đế vương.
Học vấn bình sinh cao rộng thế,
Nào hay nhi nữ nghén tai ương!
Trong bộ Khâm định Việt sử Thông giám Cương mục biên soạn đời Nguyễn Dực Tông (Tự Đức, trị vì 1847–1883), sử quan Đại Nam có lời phê khi chép đoạn Thánh Tông giết Lê Lăng:
| “                                        | Vua Thánh Tông còn như thế, có lẽ vì đạo đức chưa được tinh thuần chăng? Thế mà cứ sính văn chương, thích biện bác, thì có làm gì? | ” |
| — Khâm định Việt sử Thông giám Cương mục | |   |

Sử thần thời Nguyễn cũng chỉ trích việc Lê Thánh Tông xưng làm Tao đàn Nguyên soái, lập ra Tao Đàn nhị thập bát tú và đặt tên một tập thơ là Quỳnh Uyển cửu ca:
| “ | Luôn luôn có hạn hán, nước to, đói dữ, mà đã nói như thế như thế...; lại còn xưng hô với nhau một cách khoe khoang, thật đáng khinh bỉ. Ông vua này không phải chỉ những đạo đức chưa được thuần hậu, độ lượng chưa được rộng rãi mà thôi đâu! | ” |

Sử gia thời Pháp thuộc Trần Trọng Kim thì đánh giá trong cuốn Việt Nam sử lược (1919) rằng:
| “                | Thánh Tông là một ông vua thông minh, thờ mẹ rất có hiếu, ở với bề tôi đãi lấy lòng thành. Ngài trị vì được 38 năm, sửa sang được nhiều việc chính trị, mở mang sự học hành, chỉnh đốn các việc vũ bị, đánh dẹp nước Chiêm, nước Lào, mở thêm bờ cõi, khiến cho nước Nam... bấy giờ được văn minh thêm ra và lại lừng lẫy một phương, kể từ xưa đến nay chưa bao giờ cường thịnh như vậy. | ” |
| — Trần Trọng Kim | |   |

Sử gia Hoa Kỳ thế kỷ XXI Keith Weller Taylor nhận định trong sách A History of the Vietnamese (Lịch sử người Việt Nam):
| “              | Được gọi là Hồng Đức Đế vì 26 năm cuối thời trị vì của ông được tính là giai đoạn Hồng Đức ("đức độ bao la"), ông được ca ngợi là vị vua lớn nhất trong lịch sử Việt Nam. Sĩ phu Nho gia ở các thời sau coi triều đại ông là một thời hoàng kim của một nền chính sự tốt đẹp. Thành tựu lớn nhất của ông là việc hợp nhất nguồn nhân lực và vật lực của đồng bằng sông Hồng và các trấn phía nam cũng như việc tổ chức các nguồn lực này để tối đa hóa sự thịnh vượng và mở rộng lãnh thổ về hướng nam và tây. Ông làm điều đó bằng cách khích lệ giáo dục và huy động một thế hệ quan lại luôn sẵn lòng đáp ứng những kêu gọi đạo lý. Thắng lợi quân sự [trước Chiêm, Lào, Bồn Man] không thể đạt được nếu không có mức độ hiệu quả chưa từng có tiền lệ của chính quyền dân sự mà ông kiến tạo, luôn cung cấp đầy đủ số quân lính và thóc gạo cần thiết... Trong thế kỷ 15, các vua nhà Lê đã thực hiện một cuộc tái định hướng chính phủ và văn hóa, tạo nên những quy phạm trong đời sống dân chúng mà sẽ được tán dương cho đến tận thời hiện đại, nếu không phải lúc nào cũng bằng hành động thì chí ít cũng bằng lời nói. Tuy nhiên, đây là thành tựu mong manh của một người duy nhất có cá tính đặc biệt [chỉ Thánh Tông]. Những căng thẳng địa phương vẫn tồn đọng. Khi chính sự suy nhược, những căng thẳng này sẽ bùng nổ thành hàng loạt cuộc chiến giữa các tập đoàn thống trị đối lập kéo dài ba thế kỷ và [thời kỳ này] cũng gắn liền với sự bành trướng của dân nói tiếng Việt dọc theo biển vào tận đồng bằng sông Cửu Long. | ” |
| — K. W. Taylor | |   |

## Gia quyến
1. Thân phụ: Lê Thái Tông.
2. Thân mẫu: Quang Thục Văn Hoàng hậu Ngô Thị Ngọc Dao (光淑文皇后吳氏) (1421 - 1496).
3. Anh chị em:

- Chị gái: 
  - Vệ Quốc Trưởng Công chúa Lê Thị Ngọc Đường[199]  (tháng 10 năm 1439[200]-?),bị câm từ nhỏ, lên 10 tuổi thì gả cho Lê Quát, con trai Thái úy Lê Thụ.
  - An Quốc Công chúa được gả cho Trịnh Bá Nhai, con trai Nhập nội Thiếu phó Trịnh Khắc Phục, vào năm 6 tuổi. Bà là mẹ Thái bảo Bình Lạc hầu Trịnh Duy Hiếu, và là bà nội Vĩnh Hưng hầu Trịnh Tuy.
  - Đà Quốc Công chúa được gả cho Lê Bộc, con trai của Nhập nội Thiếu úy Lê Lăng.
  - Thao Quốc Công chúa Lê Thị Ngọc Phương.
- Anh trai: 
  - Lê Nghi Dân (tháng 10 năm 1439 - 6 tháng 6 năm 1460), thời Lê Thái Tông được lập làm Thái tử, sau bị phế làm Lạng Sơn vương. Năm 1459 lập mưu tạo phản, giết Lê Nhân Tông để cướp ngôi. Được 1 năm thì bị các đại thần bức tử.
  - Lê Khắc Xương (1440 - 24 tháng 8 năm 1476), thời Lê Thái Tông được phong tước Tân Bình vương, sau khi Lê Nghi Dân lên ngôi thì được cải thành Cung vương. Năm 1476 bị Lê Thánh Tông khép vào tội phản nghịch và bị tống giam, không lâu sau thì qua đời.
  - Lê Bang Cơ (28 tháng 5 năm 1441 - 25 tháng 10 năm 1459), thời Lê Thái Tông được lập làm Thái tử thay cho Lê Nghi Dân. Kế vị khi mới 1 tuổi, tức Lê Nhân Tông, ở ngôi được 17 năm (1442 - 1459). Bị Lê Nghi Dân ám sát để cướp ngôi. Sau này được Lê Thánh Tông truy tôn thụy hiệu là Nhân Tông Tuyên Hoàng đế.

### Hậu phi
| STT | Danh hiệu                          | Tên                           | Sinh mất                | Cha                                                                                  | Ghi chú |
| --- | ---------------------------------- | ----------------------------- | ----------------------- | ------------------------------------------------------------------------------------ | --- |
| 1   | Huy Gia Thuần Hoàng hậu (徽嘉皇后) | Nguyễn Thị Hằng (阮氏晅)      | 1441-8 tháng 4 năm 1505 | Thái Úy, tước hiệu Trịnh Quốc Công, làm Đô ty thừa tuyên Quảng Nam Nguyễn Đức Trung  | Ban đầu được phong là Quý phi, mẹ ruột của Lê Hiến Tông. Bà chưởng quản hậu cung, đứng đầu chúng phi tần của vua Lê Thánh Tông. |
| 2   | Phùng Hoàng Hậu (馮皇后)           | Phùng Thị Diễm Quý (馮氏琰貴) | 1444-1489               | Gián nghị đại phu thuộc Tả ty môn hạ sảnh tri Tây đạo quân dân ba tịch Phùng Văn Đạt | Lúc trước có tên là Thục Giang (淑江).Nguyên là Chiêu nghi đứng đầu hàng Cửu tần. Bà sinh ra Kiến vương Lê Tân. Con cháu là Lê Tương Dực truy tôn làm Nhu Huy Hoàng thái hậu.                                                                           |
| 3   | Minh phi (明妃)                    | Phạm Thị (范氏)               | 1448-1498               | Đô đốc Khang Vũ bá Phạm Phạm Văn Liêu                                                | Sinh ra Ý Đức Công chúa Lê Oánh Ngọc, Xuân Minh Công chúa Lê Lan Đường và Tống vương Lê Tung. |
| 4   | Kính phi (敬妃)                    | Nguyễn Thị (阮氏)             | 1444-1485               | Đô đốc thiêm sự Đề đốc tứ vệ Thần Vũ Nguyễn Đức Nghị                                 | Bà mồ côi cha từ nhỏ, được Thái bảo Giản Cung hầu Lê Hưu (黎休) nhận làm con. Bà sinh ra Thụy Hoa Công chúa Lê Minh Kính và Cẩm Vinh Công chúa Lê Mỹ Thuần, về sau được nhận Quảng vương Lê Tác làm con thờ tự.                                         |
| 5   | Quý phi (貴妃)                     | Nguyễn Thị (阮氏)             | ? - ?                   |                                                                                      | Xuất thân bình dân, khi Thánh Tông Hoàng đế đi đánh Chiêm Thành đã ghé qua vùng này, thấy bà có nhan sắc mà nạp về cung. Bà sinh ra Triệu vương Lê Thoan. Qua đời truy phong Quý phi.                                                                   |
| 6   | Tu nghi                            | Phạm Thị (范氏)               |                         |                                                                                      | Mất ngay sau khi hạ sinh Gia Thục Công chúa Lê Thanh Toại. |
| 7   | Tu dung (修容)                     | Nguyễn Thị (阮氏)             | ? - 1502                | Trung thư lệnh-Nguyễn Trực                                                           | Năm 1472, tuyển vào cung, được đổi tên là Cẩn Kính. Tháng 8 năm 1491 thăng làm Dung hoa. Năm 1492 thăng làm Tiệp dư. Năm 1495 ban cho làm Tu dung. Vua cho lấy công chúa thứ 16 tên Lê Châu Bát làm con nuôi.                                           |
| 8   | Tài nhân (才人)                    | Nguyễn Thị (阮氏)             | 1444-1479               | Thái trung đại phu Thượng thư tự khanh Hộ bộ tả Thị lang-Nguyễn Đình Hy              | Bà được tuyển vào cung hầu vua Thánh Tông. Ngày Nhâm Thìn tháng 3 năm Quang Thuận thứ tám (1467) sinh Phúc vương Lê Tranh. Bà mất ngày Giáp Tí tháng 7 năm Kỷ Hợi, Hồng Đức thứ mười (1479), thọ 35 tuổi, mai táng ở phía bắc Khe Tùng thuộc quê ngoại. |
| 9   | Tài nhân (才人)                    | Vũ Thị                        | ? - 21/4                |                                                                                      | Người tỉnh Vĩnh Phú. Bà là thân sinh của Lương vương Lê Thuyên. |
| 10  | Tuyên vinh                         | Hà Thị Dĩ                     |                         |                                                                                      | Bà là thân sinh của Đường vương Lê Cảo. |

Ngoài ra theo nguồn thông tin trong quyển "Lê tộc nguyên phả" - gia phả của họ Lê ở Hoằng Hoá, Thanh Hoá có ghi chép về các phi tần khác của vua Lê Thánh Tông. Phần ghi chép có nhiều chỗ sai lệch so với sử liệu đã được kiểm chứng nhưng dẫn ra để tham khảo như sau:
- Cung tần Đặng Thị Kim Ngàn (? - 1504). Người tỉnh Nam Định. Bà là thân sinh của Chiêu Nghĩa vương, Cảnh vương, Thị Đào Công chúa.
- Cung tần Trịnh Thị Ngọc Luyện (? - 14/2). Người tỉnh Hải Hưng. Bà là thân sinh của Trấn vương Lê Kinh, Diễn vương Lê Thông và Kinh vương Lê Kiện.
- Cung tần Bùi Đắc Lộc (? - 2/4). Người Hải Phòng. Bà là thân sinh của Quảng vương Lê Tác.
- Lâm vương Lê Tương, Ứng vuơng Lê Chiêu là con của Tu dung Nguyễn thị.

### Hậu Duệ
Lê Thánh Tông còn có 14 hoàng tử và 20 công chúa. Trong đó một số hoàng nữ chưa kịp thụ phong thì đã qua đời quá sớm.
| STT | Tước vị               | Tên              | Năm sinh  | Mẹ                                      | Ghi chú |
| --- | --------------------- | ---------------- | --------- | --------------------------------------- | --- |
| 1   | Lê Hiến Tông (黎憲宗) | Lê Tranh (黎鏳)  | 1461-1504 | Huy Gia Thuần Hoàng hậu Nguyễn Thị Hằng | |
| 2   | Lương vương (梁王)    | Lê Thuyên (黎銓) | 1462-?    | Tài nhân Vũ Thị                         | |
| 3   | Tống vương (宋王)     | Lê Tung (黎鏦)   | 1464-?    | Minh Phi Phạm Thị                       | |
| 4   | Đường vương (唐王)    | Lê Cảo (黎鎬)    | 1466–1493 | Tuyên Vinh Hà Thị Dĩ                    | ? |
| 5   | Kiến vương (建王)     | Lê Tân (黎鑌)    | 1466-1502 | Nhu Huy hoàng hậu Phùng Diễm Quý        | Kiến vương Lê Tân có chính thất là Trịnh Thị Tuyên, người làng Thủy Chú, huyện Lôi Dương, sinh được 4 người con: 1. Lê Sùng, tước Cẩm Giang vương, bị vua Lê Uy Mục giết năm 1509. Sau khi lên ngôi, Lê Tương Dực truy phong tước Trang Định đại vương (莊定大王). Sau thì con trưởng là Lê Chiêu Tông truy tôn đế hiệu. 2. Lê Oanh, tước Giản Tu công, tức vua Lê Tương Dực. 3. Lê Vinh (黎濴), tước Tĩnh Lượng công, bị vua Lê Uy Mục giết năm 1509, được truy tôn tước Mục Ý vương (穆懿王). 4. Lê Quyên (黎蠲), còn nhỏ nên chưa được phong tước, bị Lê Uy Mục giết năm 1509, được truy tôn tước Dực Cung vương (德恭王 |
| 6   | Phúc vương (福王)     | Lê Tranh (黎錚)  | 1467-1500 | Tài nhân Nguyễn Thị                     | |
| 7   | Diễn vương (演王)     | Lê Thông (黎鏓)  | 1470-?    | Cung Nhân Trịnh Thị Ngọc Luyện          | |
| 8   | Quảng vương (廣王)    | Lê Tác (黎鐰)    | 1471-?    | Cung Nhân Bùi Đắc Lộc                   | Nguyễn Kính phi nhận nuôi |
| 9   | Lâm vương (臨王)      | Lê Tương (黎鏘)  | 1473-?    | Tu Dung Nguyễn Thị                      | |
| 10  | Ứng vương (應王):     | Lê Chiêu (黎昭)  | 1475-?    | Tư Dung Nguyễn Thị Cẩn Kính             | |
| 11  | Nghĩa vương (義王)    | Lê Cảnh (黎耿)   | 1475-?    | Cung Nhân Đặng Thị Kim Ngàn             | |
| 12  | Trấn Vương (鎮王)     | Lê Kinh (黎鋞)   | 1476-?    | Cung Nhân Trịnh Thị Ngọc Luyện          | |
| 13  | Triệu vương (肇王)    | Lê Thoan (黎鋑)  | 1477-?    | Quý Phi Nguyễn Thị Đam                  | |
| 14  | Kinh vương (荆王)     | Lê Kiện (黎鍵)   | 1478-?    | Cung Nhân Trịnh Thị Ngọc Luyện          | Lê Kiện có một người con trai là Lê Duy Tĩnh có hai con trai, gồm Lê Duy Thành và Lê Duy Đức. - Lê Duy Thành lại sinh được một Bá tử và một hoàng nữ; - Lê Duy Đức thì không có con nối dõi. |

| STT | Danh hiệu                         | Tên                    | Năm sinh  | Mẹ                  | Ghi chú |
| --- | --------------------------------- | ---------------------- | --------- | ------------------- | --- |
| 1   | Gia Thục Công chúa (嘉淑公主)     | Lê Thanh Toại (黎清鐩) | 1461–1474 | Tu nghi Phạm Thị    | Công chúa vừa lọt lòng thì mẹ mất, được bà nội là Quang Thục Thái hậu nuôi dưỡng. Năm Hồng Đức thứ 5 (1474) hạ giá lấy con trai của Thái bảo Kiến Dương hầu Lê Cảnh Huy, tên là Tòng, sinh được 1 trai 1 gái nhưng đều mất sớm. Công chúa là người phụ nữ nết na hiền hậu, tuy là con hoàng đế nhưng vẫn giữ đạo làm vợ, lại hay giúp người khó, không ai chê vào đâu được. Công chúa mất khi còn khá trẻ, phụ nữ trong cung ai cũng than khóc tiếc thương, có kẻ khóc tru kêu trời. |
| 2   | Ý Đức Công chúa (懿德公主)        | Lê Oánh Ngọc (黎瑩鈺)  | 7/1463    | Minh phi Phạm Thị   | |
| 3   | Thụy Hoa Công chúa (瑞華公主)     | Lê Minh Kính (黎明鏡)  | 9/1463    | Kính phi Nguyễn Thị | |
| 4   | Chiêu Huy Công chúa (昭徽公主)    | Lê Triệt San (黎徹鏟)  |           |                     | |
| 5   | Thiều Dương Công chúa (韶陽公主)  | Lê Bính Sung (黎炳充)  |           |                     | |
| 6   | Quỳnh Phương Công chúa (瓊芳公主) | Lê Lệ Khanh (黎麗鏗)   |           |                     | |
| 7   | Bảo Thanh Công chúa (寶清公主)    | Lê ??                  |           |                     | |
| 8   | Xuân Minh Công chúa (春明公主)    | Lê Lan Đường (黎蘭鏜)  | 1470-?    | Minh phi Phạm Thị   | |
| 9   | Thọ Mai Công chúa (壽梅公主)      | Lê Cẩm Thương (黎錦鏘) |           |                     | |
| 10  | Nhụy Vân Công chúa (蘂雲公主)     | Lê Quảng Đoan (黎廣鍴) |           |                     | |
| 11  | Cẩm Vinh Công chúa (錦榮公主)     | Lê Mỹ Thuần (黎美錞)   | 6/1474    | Nguyễn Kính phi     | |
| 12  | Tú Hương Công chúa (繡香公主)     | Lê Quỳnh Dung (黎瓊鎔) |           |                     | |
| 13  | Cảnh Bình Công chúa (景平公主)    | Lê Bảo Huyền (黎寶鉉)  |           |                     | |
| 14  | Công chúa                         | Lê Khiết Hoằng         |           |                     | |
| 15  | Công chúa                         | Lê Chừng Miên          |           |                     | |
| 16  | Công chúa                         | Lê Châu Bát            |           |                     | |
| 17  | Công chúa                         | Lê Tinh Uyển           |           |                     | |
| 18  | Công chúa                         | Lê Dương Tập           |           |                     | |
| 19  | Thập cửu hoàng nữ                 |                        |           |                     | Chết yểu |
| 20  | Nhị thập hoàng nữ                 |                        |           |                     | Chết yểu |

#### Con rể
- Nguyễn Sư Hồi con rể vua Lê Thánh Tông, con trai cả Thái Tể Nguyễn Xí.

## Trong văn hóa đại chúng

### Hình ảnh công cộng
Ở Việt Nam có những con đường và trường học mang nguyên gốc miếu hiệu ông là Lê Thánh Tông. Đặc biệt, tên ông được đặt cho ngôi trường THPT chuyên thứ 2 của tỉnh Quảng Nam. Trong khi đó, ở các tỉnh miền Trung và miền Nam lại viết là Lê Thánh Tôn do theo lệ xưa kỵ húy chữ Tông trong tên vua Thiệu Trị (Nguyễn Phúc Miên Tông).
Ở thành phố Thanh Hóa có trường Đại học Hồng Đức, vinh dự mang tên niên hiệu của ông (trong thời kỳ thịnh trị nhất lịch sử Việt nam).

### Kịch nói
| Năm  | Tác Phẩm           | Diễn Viên      |
| ---- | ------------------ | -------------- |
| 2012 | Vua thánh triều Lê | NSUT Thành Lộc |